# Starship (fusée)
Pour les articles homonymes, voir Starship.
Le Starship, anciennement appelé Big Falcon Rocket, est un lanceur spatial super lourd entièrement réutilisable développé par la société américaine SpaceX, conçu pour placer une charge utile de plus de 100 tonnes sur une orbite terrestre basse dans sa version réutilisable, soit une capacité proche du lanceur Saturn V utilisé par le programme Apollo.
Il comporte deux étages, qui présentent la particularité d'être tous deux réutilisables, ce qui permet théoriquement un abaissement sans précédent du coût des lancements. Les premiers vols tests suborbitaux ont lieu à partir d'avril 2023.

## Développement
Le développement du Starship est incrémental. La version 1, utilisée pour les vols de test jusqu'à janvier 2025, a une capacité de lancement limitée à 40 à 50 tonnes. Cette version, qui n'a pas vocation à être utilisée de manière opérationnelle, est haute de 123 mètres pour un diamètre quasi constant de 9 mètres. Sa masse au décollage est d'environ 5 000 tonnes. Le premier étage (SpaceX Super Heavy), haut de 71 mètres, est commun à toutes les configurations envisagées. Le deuxième étage a des caractéristiques variables selon le type de mission et incorpore la charge utile. Les deux étages sont propulsés par des moteurs Raptor développés par SpaceX. Ceux-ci brûlent un mélange de dioxygène liquide et de méthane liquide en utilisant un cycle à combustion étagée à « flux complet ». Le lanceur peut décoller depuis trois complexes de lancement : la base de lancement de Boca Chica (SpaceX Starbase), située sur la côte du golfe du Mexique dans l'État du Texas à la frontière avec le Mexique, le complexe de lancement 39A du centre spatial Kennedy et le complexe de lancement 37 à Cap Canaveral, en Floride. La version opérationnelle (version 3), qui permettra de placer plus de 100 tonnes en orbite basse utilisera des moteurs Raptor 3 plus puissants.
Le lanceur Starship est annoncé en septembre 2017 à l'occasion du Congrès international d'astronautique. Il est développé en utilisant une méthode itérative et incrémentale. Les travaux portent d'abord sur la mise au point du second étage, dont un premier prototype, le Starhopper, effectue un premier vol en 2019. Le développement du premier étage prend de l'ampleur en 2021. Les premiers essais statiques de cet étage ont lieu en 2021. Le premier test en vol du lanceur complet a lieu en avril 2023, mais est un échec qui nécessite plusieurs corrections portant à la fois sur le lanceur et sur les installations de lancement. Durant le deuxième test en vol, le 18 novembre, la phase propulsée se déroule de manière nominale, sauf durant les 30 dernières secondes du vol du deuxième étage. Lors de son troisième vol, le 14 mars 2024, il se place pour la première fois sur la trajectoire quasi orbitale prévue. Si le lancement est un succès, le deuxième étage est détruit lors de la rentrée atmosphérique. À l'occasion du cinquième vol du lanceur complet le 13 octobre 2024, les bras de la tour de lancement attrapent en vol le premier étage SuperHeavy alors qu'il descend vers le sol, démontrant la faisabilité du concept de rattrapage. Lors du neuvième vol, le 28 mai 2025, le premier étage effectue son deuxième vol 5 mois suivant son premier vol, démontrant la faisabilité de la réutilisation.

## Objectifs principaux
Le vaisseau Starship est sélectionné le 16 avril 2021 par l'agence spatiale américaine, la NASA, dans le cadre de son programme Artemis, pour déposer les astronautes sur la Lune. Pour y parvenir, deux configurations doivent être mises en œuvre : une version comportant l'atterrisseur lunaire qui doit déposer l'équipage sur la Lune et une version comportant un étage supérieur chargé de ravitailler l'atterrisseur sur l'orbite terrestre basse. L'objectif est de déposer le premier équipage en 2027 dans le cadre de la mission Artemis III.
Une deuxième application immédiate prévue pour le lanceur est le déploiement de la constellation Starlink. Le Starship pourrait à terme remplacer les fusées Falcon 9 et Falcon Heavy pour devenir le lanceur principal de SpaceX.
Le fondateur de l'entreprise, Elon Musk, a l'ambition d'utiliser également son lanceur pour coloniser Mars.

## Contexte
Le coût du lancement des engins spatiaux constitue un frein majeur au développement de l'activité spatiale. Dès la création de sa société SpaceX en 2002, son fondateur Elon Musk se donne pour objectif d'envoyer des hommes sur Mars, ce qui nécessite d'abaisser fortement ces coûts. SpaceX, après avoir monté en compétence lors de la mise au point du lanceur léger Falcon 1, développe la fusée Falcon 9, beaucoup plus puissante, qui introduit, pour la première fois sur une fusée opérationnelle, la réutilisation partielle, en l'occurrence celle du premier étage. Musk envisage le développement de fusées réutilisables encore plus puissantes dès 2010, mais les premiers développements ne débutent qu'en 2012. Le lanceur envisagé à cette époque a une architecture déjà éloignée de celle de la famille des lanceurs Falcon, tout en conservant certaines technologies, telles que les modalités de retour sur Terre et l'atterrissage à la verticale,.

## Historique

### Falcon X et XX (2010)
Lors de la conférence AIAA Joint Propulsion de 2010, la société SpaceX, qui est en train de mettre au point son lanceur Falcon 9 (le premier vol a eu lieu le 4 juin de cette année), présente pour la première fois le concept d'un lanceur super-lourd. Le Falcon X est un lanceur à deux étages de 75 mètres de haut et six mètres de diamètre dont le premier étage est propulsé par trois moteurs Merlin 2. Ce moteur est une évolution du moteurs Merlin 1D dont la poussée a été portée à 545 tonnes, ce qui en aurait fait l'un des moteurs les plus puissants jamais conçus. La poussée au décollage de la fusée est de 1 635 tonnes. Les spécifications du second étage sont moins précises. Pour le propulser, l'équipe de Tom Mueller, le concepteur du moteur Merlin 1, travaille sur un moteur-fusée brûlant un mélange LOx/LH2 qui est baptisé Raptor et développe une poussée d'environ 67 tonnes. Un lanceur encore plus puissant est envisagé, la fusée Falcon XX, haute d'environ 100 mètres et dont le premier étage est propulsé par six Merlin 2 (fournissant une poussée totale au décollage de 4 625 tonnes) et dont le diamètre est de 10 mètres.
L'ensemble des lanceurs envisagés par SpaceX comprend alors la Falcon 9, en cours de mise au point, qui peut emporter 10,9 tonnes en orbite basse terrestre et dont le premier étage est propulsé par neuf Merlin 1D ; une variante de la Falcon 9 propulsée par un unique Merlin 2 (11,5 tonnes en orbite basse) ; la Falcon Heavy (trois premiers étages Falcon 9 jumelés), qui sera effectivement développée (32 tonnes) ; une variante de la Falcon Heavy propulsée par des Merlin 2 (34 tonnes) ; la Falcon X 38 tonnes ; la Falcon X Heavy comportant trois premiers étages jumelés (125 tonnes) ; et la Falcon XX (140 tonnes).

### Mars Colonial Transporter(2012)
En 2012, le PDG et fondateur de SpaceX, Elon Musk, confirme que sa société travaille sur un lanceur super lourd, baptisé Mars Colonial Transporter, conçu pour réaliser l'objectif du fondateur de SpaceX, à savoir la colonisation de la planète Mars. Peu de détails sont fournis par la suite sur ce projet, qui ne reçoit pas de confirmation officielle. Gwynne Shotwell, directrice des opérations de SpaceX, précise par la suite que l'entreprise travaille sur un nouveau lanceur de grande taille conçu pour être réutilisable et placer entre 150 et 200 tonnes sur une orbite basse terrestre.
Plusieurs configurations, dont on a des échos indirects, sont étudiées par la suite. En 2014, l'architecture proposée par Tom Mueller semble l'emporter : la fusée, qui comporte trois premiers étages jumelés de 10 mètres de diamètre propulsés chacun par neuf moteurs-fusées Raptor ayant une poussée de 450 tonnes, peut placer 300 tonnes en orbite basse et 100 tonnes en orbite martienne. La fusée doit théoriquement pouvoir transporter 100 personnes jusqu'à la surface de Mars. L'architecture du Raptor, qui était initialement relativement simple, a beaucoup évolué. C'est désormais un moteur-fusée à la pointe de la technique d'environ 500 tonnes de poussée : il utilise un cycle à combustion étagée à flux complet (une technique qui n'a jusqu'à présent été mise en œuvre que sur des prototypes) et est caractérisé par une pression et une température dans la chambre de combustion très élevées , il reste néanmoins léger et peu coûteux à produire. Début 2015, Musk annonce une nouvelle architecture. La fusée comprend désormais un premier étage monobloc de grand diamètre propulsé par des Raptor dont la poussée a été divisée par deux (entre 250 et 270 tonnes). Bien que la charge utile ne soit pas annoncée, il semble manifeste que le premier étage devra comprendre plus d'une trentaine de moteurs pour atteindre la capacité de la fusée Saturn V du programme Apollo. Par ailleurs, les deux étages de la fusée sont réutilisables. Ils reçoivent des noms informels argotiques : BFR (Big Fucking Rocket, soit « Putain de Grosse Fusée », ou Big Falcon Rocket, soit « Grande Fusée Faucon ») pour le premier étage et Big Fucking Spaceship (« Putain de Gros Vaisseau ») pour le second. Fin 2015, les dimensions du lanceur sont précisées : il mesure 120 mètres de haut pour 15 mètres de diamètre tandis que sa masse atteint 10 500 tonnes, soit trois fois celle de la fusée Saturn V. Sa charge utile en orbite basse a été abaissée à 240 tonnes. Le deuxième étage (BFS) est haut de 60 mètres et est décliné en deux versions : l'une destinée à transporter la charge utile et l'autre destinée à ravitailler en ergols l'étage précédent une fois celui-ci placé sur une orbite basse terrestre. Le site de lancement envisagé est le pas de tir 39A du centre spatial Kennedy, mais des rumeurs d'une nouvelle base de lancement située au Texas près de la frontière avec le Mexique commencent à circuler.

### Interplanetary Transport System(2016)

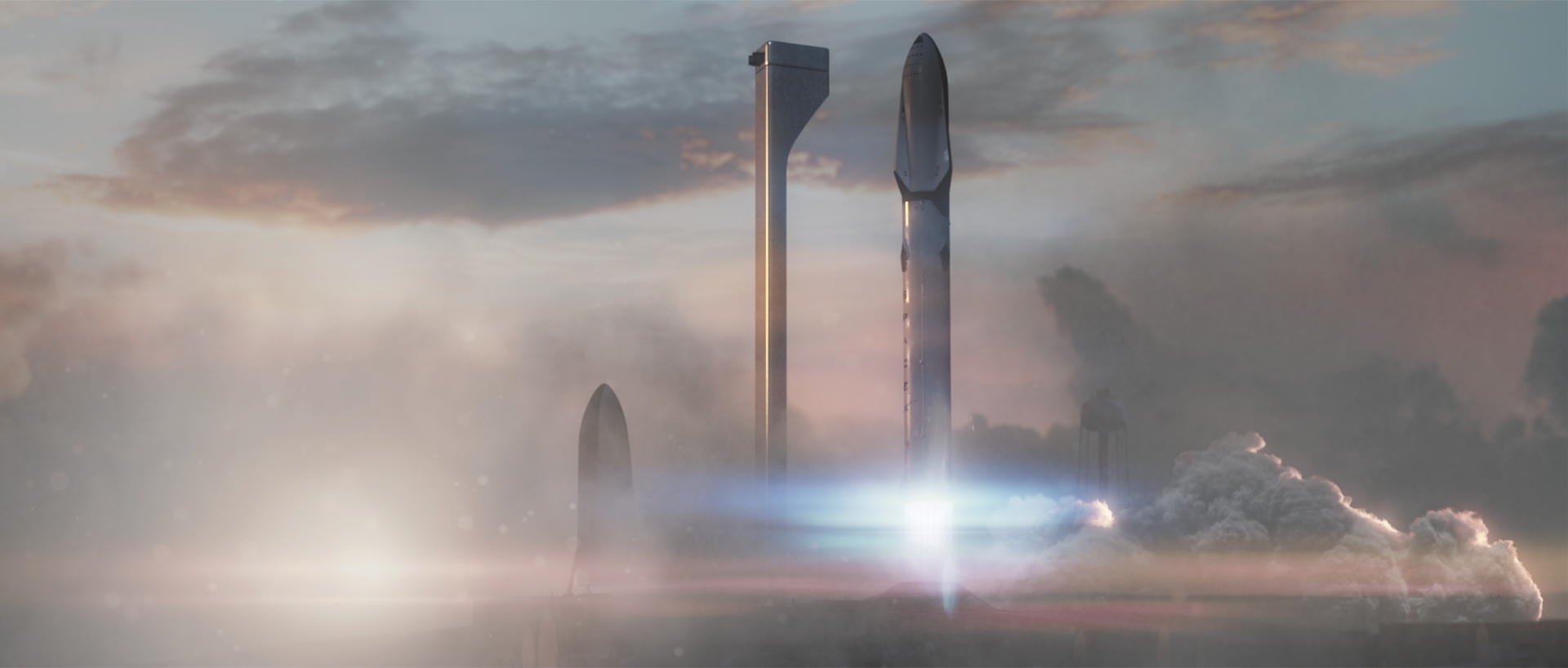
Vue d'artiste de l'Interplanetary Transport System.

En septembre 2016, Elon Musk annonce le développement de l'Interplanetary Transport System (ITS, en français « Système de transport interplanétaire ») lors du Congrès international d'astronautique de septembre 2016, qui se tient à Guadalajara au Mexique. C'est la première fois que le projet d'Elon Musk est porté à la connaissance des médias. Le lanceur décrit à cette occasion a des dimensions similaires à la version précédente (122 mètres de haut pour 12 mètres de diamètre) mais des capacités supérieures (300 tonnes en orbite basse pour la version récupérable et 550 tonnes pour la version non récupérable). Le premier étage est propulsé par 42 moteurs-fusées Raptor répartis sur trois cercles concentriques (21 sur la couronne extérieure, 14 sur la couronne intermédiaire et 7 au centre). Le deuxième étage est haut de 49,5 mètres et est propulsé par neuf Raptor (dont six optimisés pour le vide et trois optimisés pour le niveau de la mer). Les deux étages sont réutilisables. Le premier ne comporte pas de train d'atterrissage et est donc conçu pour atterrir sur le pas de tir. La structure est réalisée en composite carbone, un matériau utilisé habituellement uniquement sur des lanceurs légers. Les ergols (méthane et oxygène liquide) sont sous-refroidis de manière à accroître leur densité (technique mise en œuvre sur les Falcon 9) et les réservoirs utilisent un système de pressurisation autogène. Le moteur Raptor, dans sa version utilisée sur le premier étage, a une poussée de 311 tonnes (impulsion spécifique de 334 secondes avec une tuyère ayant un rapport de section de 40 et une pression dans la chambre de combustion de 300 bars). Dans la version  optimisée pour le vide sur le deuxième étage, le moteur a une poussée de 357 tonnes (impulsion spécifique de 382 secondes avec une tuyère ayant un rapport de section de 200).
| Date      | Désignation                     | Masse    | Hauteur x diamètre | Charge utile en orbite basse                  | 1er étage    | 2e étage  | Autres caractéristiques                                                |
| --------- | ------------------------------- | -------- | ------------------ | --------------------------------------------- | ------------ | --------- | ---------------------------------------------------------------------- |
| 2010      | Falcon XX                       | ~4 000 t | 100 × 10 m         | 140 t                                         | 6 Merlin 2   | ?         |                                                                        |
| 2012-2014 | Mars Colonial Transporter       | ?        | ? × 10 m           | 300 t                                         | 3 x 9 Raptor | ?         | Trois premiers étages jumelés                                          |
| 2015      | Mars Colonial Transporter       |          |                    | 300 t                                         | ~30 Raptor   | ?         | Premier étage monobloc                                                 |
| 2015      | BFR                             | 10 500 t | 120 × 15 m         | 240 t                                         | ~30 Raptor   | ?         |                                                                        |
| 2016      | Interplanetary Transport System | 10 500 t | 122 x 12 m         | 300 t (réutilisable) 550 t (non réutilisable) | 42 Raptor    | 9 Raptor  | Poussée du Raptor : 357 t (au sol), structure en fibre de carbone      |
| 2017      | BFR                             | 4 400 t  | 105 × 9 m          | 150 t (réutilisable)                          | 31 Raptor    | 6 Raptors | Poussée du Raptor : 170 t (au sol), structure en fibre de carbone      |
| 2018      | Starship                        |          | 118 × 9 m          |                                               | 31 Raptor    | 7 Raptor  | Poussée du Raptor : 170 t (au sol), structure en acier inoxydable      |
| 2023      | Starship                        | 5 000 t  | 121 × 9 m          | 40 à 50 t                                     | 33 Raptor    | 6 Raptor  | Poussée du Raptor (v2) : 235 t (au sol), structure en acier inoxydable |
| 2024      | Starship                        | >5000 t  | 124 × 9 m          | 100 t (réutilisable) (en cible 150 t)         | 33 Raptor    | 6 Raptor  | Poussée du Raptor (v3) : 300 t (au sol), structure en acier inoxydable |
| À terme   | Starship                        | ~7 000 t | 150 × 9 m          | > 200 t (réutilisable)                        | 35 Raptor    | 9 Raptor  |                                                                        |

### Convergence vers les spécifications finales du lanceur (2017-2022)
Une nouvelle évolution de la configuration du lanceur géant est annoncée par Elon Musk en septembre 2017 durant le Congrès international d'astronautique (IAC) qui se tient à Adélaïde en Australie. Pour la première fois, le projet de Musk connaît une audience planétaire. Le diamètre de la fusée géante passe de 15 à 9 mètres, soit moins que les 10 mètres de la Saturn V, tandis que sa hauteur est ramenée à 106 mètres. Sa masse atteint 4 400 tonnes et la fusée peut placer une charge utile de 150 tonnes en orbite terrestre basse. Le premier étage est propulsé par 31 Raptor dont la poussée n'est plus que de 170 tonnes (pression dans la chambre de combustion : 250 bars). Le second étage comporte six Raptor dont quatre sont optimisés pour l'utilisation dans le vide. L'étage comporte un moignon d'aile et son ravitaillement en ergols s'effectue par son extrémité arrière (côté baie moteurs). Pour la première fois est évoquée l'utilisation du lanceur pour le transport intercontinental de passager. En ce qui concerne la terminologie, les désignations ITS et MCT précédemment utilisées sont abandonnées. « BFR » désigne désormais à la fois le premier étage et le lanceur complet tandis que le deuxième étage est désigné par son acronyme « BFS ». Selon une infographie diffusée à l'époque par SpaceX, l'aller-retour entre la Terre et Mars nécessite cinq lancements dont quatre pour ravitailler le vaisseau (BFR) destiné à se poser à la surface de Mars. Ce vaisseau revient sur Terre après s'être ravitaillé sur Mars en utilisant les ressources locales.
En septembre 2018, le projet évolue encore mais de manière moins radicale. La hauteur du lanceur passe à 118 mètres, principalement en raison de l'allongement du premier étage qui passe à 63 mètres. Le second étage utilise désormais 7 Raptor, qui sont tous optimisés pour le fonctionnement dans le vide. Ce dernier dispose de trois ailerons dont deux comportant des parties mobiles qui sont utilisées pour la rentrée atmosphérique, les manœuvres à vitesse hypersonique et l'atterrissage (deux des ailerons servent de train d'atterrissage). SpaceX confirme que le seconde étage, après une descente planée à travers l'atmosphère, utilisera ses moteurs pour se poser verticalement. Comme dans les versions précédentes, le fuselage doit être réalisé en fibre de carbone. Ce choix est controversé, car ce matériau, qui présente l'avantage d'être plus léger que l'aluminium utilisé habituellement, est difficile à mettre en forme et présente certaines incompatibilités avec les ergols cryogéniques.
En octobre 2018, une décision aux implications particulièrement importantes est annoncée. Le composite carbone est abandonné au profit de l'acier inoxydable. Ce matériau n'est généralement pas utilisé dans le domaine aérospatial à cause de sa densité plus élevée que celle de l'aluminium, mais il est beaucoup moins cher à usiner, car il n'a pas besoin de machines-outils ou d'installations sophistiquées. Pour Musk, ce choix technique est adapté aux installations industrielles très simples du site de Boca Chica au Texas, qui a été choisi pour construire et lancer les premiers prototypes du lanceur géant. Ce matériau, si on le compare aux alliages d'aluminium et à la fibre de carbone, se comporte bien aux températures cryogéniques des réservoirs et face aux chaleurs élevées que le deuxième étage est appelé à rencontrer lors de la rentrée atmosphérique. Cette dernière caractéristique permet d'éliminer la nécessité d'une protection thermique sur la face du deuxième étage qui n'est pas directement exposée aux forces de friction durant la rentrée dans l'atmosphère,. Un mois plus tard, le lanceur géant est rebaptisé Starship (en français « vaisseau des étoiles »). Le premier étage BFR prend le nom Super Heavy (« super lourd ») tandis que le deuxième étage reprend, comme précédemment, le nom du lanceur tout entier, parfois abrégé en Ship (« vaisseau »).
Tout au long du développement du lanceur, Elon Musk rappelle régulièrement que la finalité de celui-ci est de mener le projet de colonisation de Mars qui lui tient à cœur. Ainsi en 2020, il annonce qu'un lanceur sans équipage pourrait effectuer un atterrissage sur la planète Mars quatre ans plus tard.

### Développement des moteurs et mise au point des étages (2019-2023)

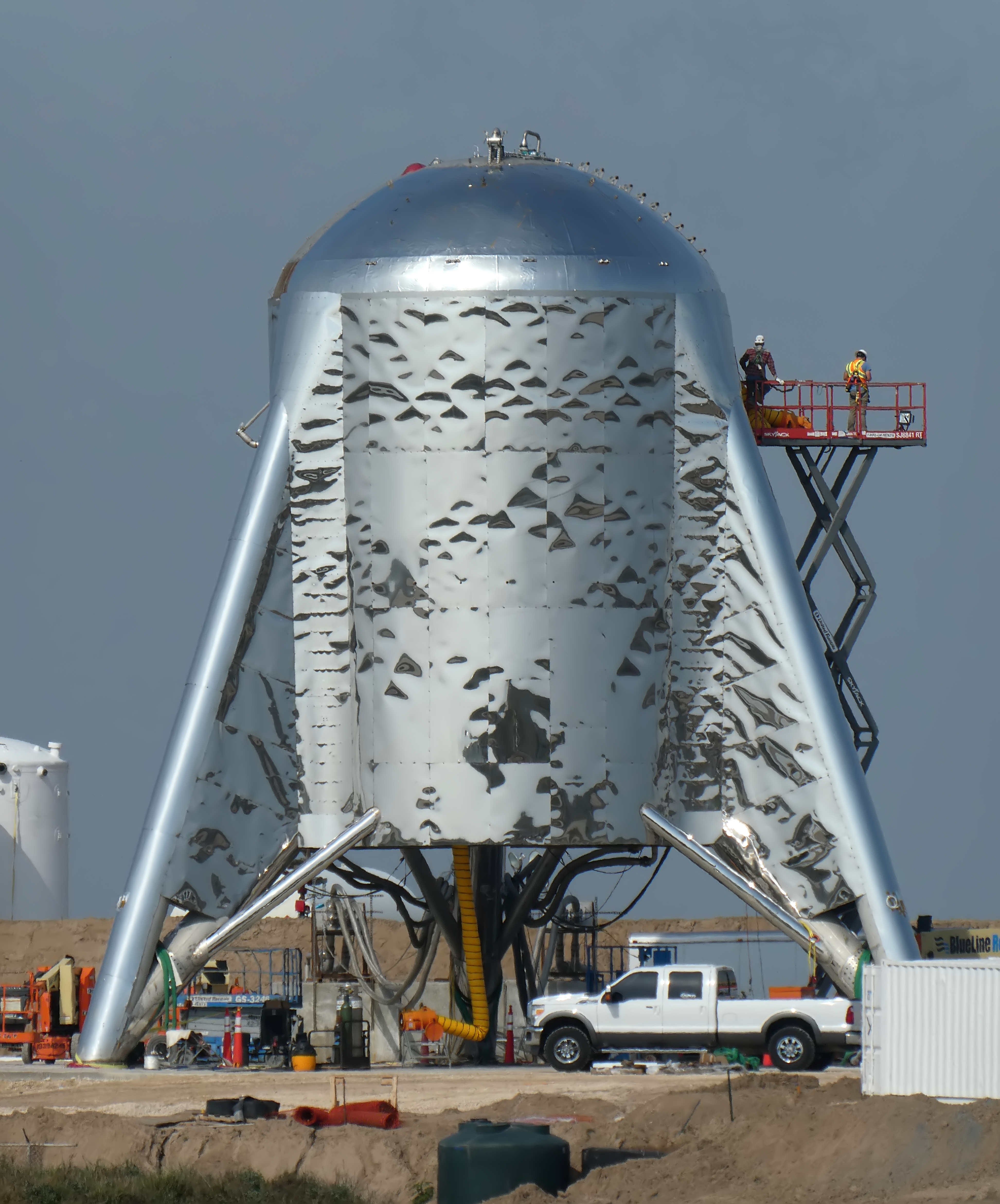
Prototype Starhopper.

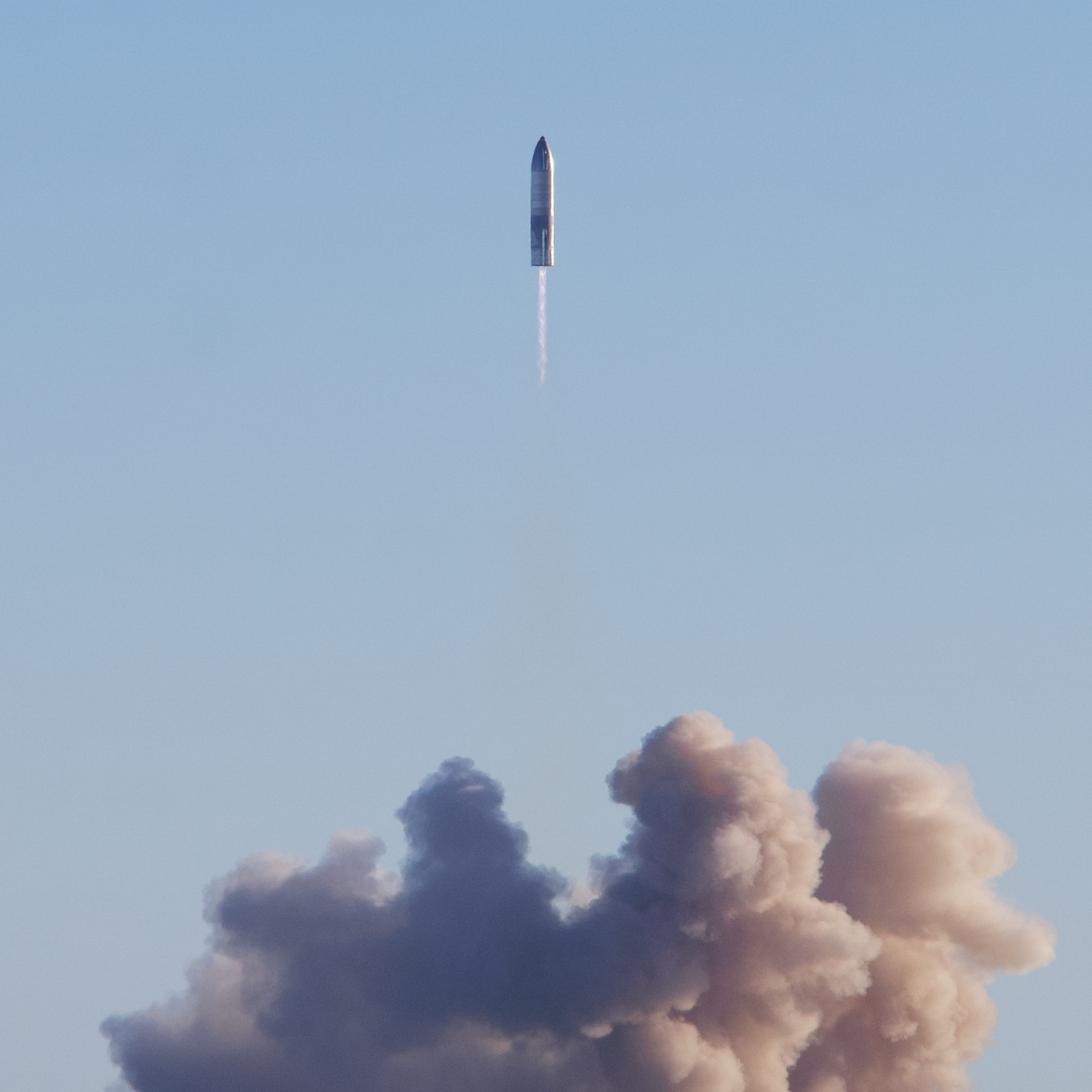
Le prototype SN8 photographié peu après son décollage (décembre 2020).

Par la suite, les évolutions de la configuration du lanceur relèvent d'ajustements qui sont appliqués directement aux prototypes que SpaceX commence à construire sur sa base de Boca Chica. Ce sont notamment l'agrandissement des panneaux de stabilisation du premier étage, le remplacement des Raptor V1 par une version plus puissante et moins coûteuse à produire, le nombre de Raptor propulsant le premier étage qui passe de 29 à 33 et l'introduction d'un anneau inter-étage permettant une séparation à chaud des deux étages. En 2023, le lanceur Starship, dont la masse atteint 5 000 tonnes, la poussée au décollage 7 600 tonnes et les dimensions 120 mètres (hauteur) sur 9 mètres (diamètre), est annoncé comme ayant une capacité de 100 tonnes dans sa version réutilisable en orbite basse, qui doit être portée à terme à 150 tonnes.

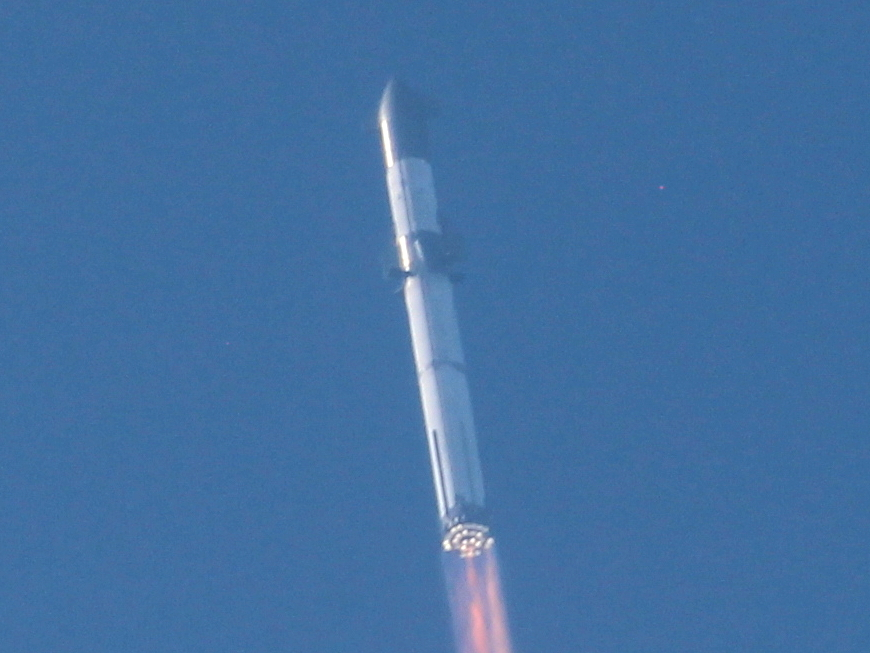
Starship 24 en vol avant sa désintégration.

Le développement du lanceur est effectué en utilisant une méthode itérative et incrémentale. Après le développement du Starhopper en 2019, qui permet de tester la phase finale de l'atterrissage du deuxième étage Starship, les prototypes de cet étage, désignés SN1 à SN6, sont utilisés pour mettre au point le processus de fabrication des réservoirs d'ergols. Les exemplaires SN8 à SN15 sont utilisés pour tester l'ensemble de la phase de retour au sol du deuxième étage. Après plusieurs échecs, ces développements s'achèvent par le vol réussi du SN15 en mai 2021. Les travaux se concentrent par la suite principalement sur le développement du premier étage Super Heavy. Un premier lanceur complet, constitué de Booster 4 (nomenclature utilisée pour le premier étage) et Ship 20 (nomenclature utilisée pour le second étage), est construit pour effectuer le premier vol d'essai, mais il est finalement abandonné pour intégrer plusieurs modifications. Celles-ci sont apportées à la version Booster 7/Ship 24 entre fin 2021 et début 2022 et cet ensemble est déplacé sur le pas de tir fin mars 2022. La campagne de test qui s'ensuit met en évidence plusieurs dysfonctionnements, qui sont corrigés. Un test de mise à feu du premier étage sur sa rampe de lancement effectué le 11 juillet déclenche une énorme explosion provoquée par des concentrations de méthane non brûlé à la base du lanceur. Un test de ravitaillement, une « répétition générale humide », est réalisé le 23 janvier 2023 avec le Booster 7 couplé au Ship 24 : l'essai consiste en un compte à rebours sans allumage des moteurs, la fusée contenant du propergol, mélange d'oxygène et de méthane liquides. Un essai statique de mise à feu de 31 des 33 moteurs du premier étage, qui a lieu le 9 février 2023, est cette fois un succès.

### Sélection par la NASA pour le programmeArtemis(2021)
Au début des années 2020, l'agence spatiale américaine, la NASA, a fixée la date du retour des hommes à la surface de la Lune à 2028 sans toutefois détailler une programmation. À l'instigation du président américain Donald Trump, cette date est avancée de quatre ans (2024). La NASA met sur pied le programme Artemis, qui englobe l'ensemble des développements nécessaires ainsi que les futures missions lunaires. Pour respecter ces échéances serrées, la NASA se tourne vers le secteur privé pour développer le vaisseau lunaire qui doit déposer l'équipage à la surface de la Lune, l’héberger durant son séjour, puis le ramener en orbite lunaire. L'agence élabore un cahier des charges qui comprend deux niveaux d’exigence (missions antérieures à 2026 et postérieures à cette date). Pour ces dernières, le vaisseau lunaire doit notamment pouvoir déposer jusqu'à quatre astronautes à la surface de la Lune, atteindre les latitudes polaires, réaliser jusqu'à cinq sorties extravéhiculaires et séjourner plus de huit jours sur la Lune,[réf. incomplète].
Le processus de sélection est effectué en deux temps. Trois sociétés sont pré-sélectionnées en avril 2020 : Blue Origin, qui reçoit 579 millions US$ pour détailler son offre, Dynetics, qui reçoit 253 millions US$, et SpaceX, qui reçoit 135 millions US$. Les caractéristiques des propositions sélectionnées sont les suivantes,, :
- la proposition de Blue Origin est la plus classique. Elle s'inspire du module lunaire Blue Moon et reprend l'architecture à deux étages du Module lunaire Apollo. Les deux étages sont propulsés par un moteur BE-7 du constructeur. Un troisième module de transfert est chargé d'abaisser l'orbite du vaisseau lunaire de l'orbite NRHO (sur laquelle se trouvent la station spatiale lunaire et le vaisseau Orion) vers l'orbite lunaire basse. Cette version du HLS doit être placée en orbite par le lanceur lourd New Glenn de Blue Origin ou à défaut par le lanceur Vulcan ;
- Dynetics propose un engin comprenant deux modules, dont le module de transfert et le module lunaire proprement dit combinant le rôle de l'étage de descente et de l'étage de remontée. Le DHLS comporte deux réservoirs largables, ce qui simplifie la conception. Les réservoirs sont placés de part et d'autre de la cabine pressurisée afin de réduire la hauteur au-dessus du sol. Les sociétés Sierra Nevada et Thales Alenia Space participent en tant que sous-traitants ;
- SpaceX propose le vaisseau lunaire Starship HLS mono-module (pas d'étage de descente et de remontée séparés), dérivé de son vaisseau Starship. Celui-ci doit être placé sur une orbite terrestre par un étage Starship sur une orbite basse, puis ravitaillé sur cette orbite par plusieurs vaisseaux Starship avant de gagner sans équipage la Lunar Gateway en orbite lunaire, où le vaisseau récupère l'équipage. Le vaisseau Starship lunaire se pose sur la Lune puis redécolle par ses propres moyens. Le vaisseau se distingue des deux autres par le fait qu'il remplit immédiatement les exigences de réutilisabilité prévues par la NASA dans le cadre de la deuxième phase du programme Artemis, au prix d'une grande complexité[15].

Le 16 avril 2021, la NASA sélectionne la proposition de SpaceX (Starship HLS) pour le développement et le lancement des deux premières missions,. SpaceX se voit ainsi attribuer un budget de 2,89 milliards de dollars pour construire, tester et faire atterrir sur la Lune un prototype de HLS Starship,.

### Définition de la version opérationnelle (avril 2024)
En avril 2024, Elon Musk définit lors d'une conférence l'évolution que doit subir le lanceur pour atteindre un statut opérationnel lui permettant de placer plus de 200 tonnes en orbite basse. La version actuelle (V1), qui n'est capable de placer que 40 à 50 tonnes en orbite, doit être remplacée par une version plus puissante, dite V2, dont la poussée au décollage est supérieure de 1 000 tonnes et la masse d'ergols est augmentée de plus de 600 tonnes grâce à un allongement des réservoirs. Cette version comprendra également d'autres modifications, notamment au niveau des appendices du premier étage. La version opérationnelle (V3), dont la hauteur atteindra 150 mètres, aura une poussée au décollage d'environ 10 000 tonnes grâce au recours à la version 3 du Raptor dont la poussée au niveau du sol passera à 280 tonnes contre 230 tonnes dans la version utilisée à cette date (V2).

### Lanceur pour la prochaine génération des satellites Starlink
La société SpaceX déclare en 2021 aux autorités américaines qu'elle prévoit de déployer environ 30 000 satellites Starlink de deuxième génération caractérisés par une masse nettement supérieure (1,2 tonne contre 200 kg pour la génération précédente). Pour placer en orbite ces satellites, SpaceX prévoit d'utiliser le lanceur Starship dans une version cargo capable de déployer d'un seul coup une soixantaine de satellites. Outre l'économie réalisée au niveau du coût du lancement, cette solution doit permettre de raccourcir la mise en service des satellites de plusieurs mois à quelques semaines.

### Difficultés du second étage V2 du Starship en 2025
En 2025, SpaceX commence les vols d’essai du second étage Starship version V2 (ou Block 2), successeur du Block 1 retiré fin 2024. Cette nouvelle version intègre une architecture modifiée des conduites de propergols et des améliorations sur l’alimentation des moteurs Raptor.
Dès le vol IFT-7 en janvier, des vibrations structurelles entraînent la rupture de conduites internes, provoquant un incendie et la perte du véhicule. Le vol IFT-8 en mars connaît une panne de quatre moteurs à mi-parcours, due à une fuite interne liée à une pièce défectueuse. En mai, le vol IFT-9 subit une perte de pression dans les réservoirs, empêchant l’ouverture de la trappe orbitale. Enfin, une explosion au sol lors d’un essai de Ship 36 en juin met en cause une fuite sur les réservoirs cryogéniques auxiliaires.
Ces incidents mettent en lumière des difficultés récurrentes touchant la gestion des vibrations, l’intégrité des conduites cryogéniques et la fiabilité du moteur, dans une version encore en développement.

## Qualification et évolution du lanceur (2023-)
| Phase validée                                            | Version de l'étage | Date                    |
| -------------------------------------------------------- | ------------------ | ----------------------- |
| Vol 1er étage                                            | 1                  | 18/11/2023 (IFT-2)      |
| Vol 2e étage                                             | 1                  | 14/3/2024 (IFT-3)       |
| Récupération 1er étage                                   | 1                  | 13/10/2024 (IFT-5)      |
| Vol 2e étage                                             | 2                  | Échec 06/3/2025 (IFT-8) |
| Récupération 2e étage                                    |                    |                         |
| Déploiement satellites Starlink                          |                    |                         |
| Vol réservoir orbital¹                                   |                    |                         |
| Alimentation réservoir orbital¹                          |                    |                         |
| Qualification vaisseau lunaire HLS¹                      |                    |                         |
| Alimentation vaisseau lunaire HLS¹                       |                    |                         |
| N lancements durant une fenêtre de lancement contrainte¹ |                    |                         |
| Rendez vous en orbite lunaire avec Orion¹                |                    |                         |
| Atterrissage et décollage du HLS sur la Lune¹            |                    |                         |
| ¹ Phases non définies explicitement par SpaceX           |                    |                         |

L'utilisation du Starship, d'une grande complexité pour tenir le modèle économique qui nécessite la récupération de l'étage supérieur et pour respecter le scénario des missions lunaires du programme Artemis, nécessite la validation de nombreuses phases de vol : mise en orbite de l'étage supérieur Starship, récupération au sol du premier étage Super Heavy sur son pas de tir, récupération au sol du deuxième étage, ravitaillement du vaisseau lunaire Starship HLS en ergols cryogéniques au niveau de l'orbite terrestre basse (une première depuis le début de l'ère spatiale), atterrissage et décollage de la surface de la Lune de ce vaisseau.
Pour qualifier le fonctionnement du Starship, SpaceX procède de manière incrémentale, contrairement aux pratiques en vigueur jusque-là dans l'industrie spatiale. La société développe et teste en vol des versions successives du lanceur en modifiant parfois de manière importante les choix d'architecture effectués précédemment. La trajectoire de développement est de ce fait fluctuante. Finalement, en avril 2024, SpaceX fige cette trajectoire en définissant les caractéristiques principales des trois versions de puissance croissante du Starship qui doivent être qualifiées, seule la dernière ayant vocation à être utilisée de manière opérationnelle.
Le processus de qualification est également influencé par l'existence de deux objectifs distincts n'ayant pas le même niveau de priorité. Le premier objectif, poursuivi pour le compte de la NASA et qui est le plus complexe à remplir, porte sur le développement du vaisseau lunaire Starship HLS et implique de valider son fonctionnement, son ravitaillement dans l'espace et son atterrissage/décollage sur la Lune. Le second objectif, propre à SpaceX et de priorité plus élevée pour l'industriel, est de disposer d'une fusée capable de déployer en orbite basse plusieurs dizaines de satellites Starlink dans sa version 3 (masse de deux tonnes) qui, seuls, permettront de poursuivre la croissance du nombre d'abonnés à ce système d'internet par satellite dans les régions densément peuplées (les capacités des satellites Starlink des générations précédentes saturent).

### Vol IFT-1: vol inaugural (20 avril 2023)

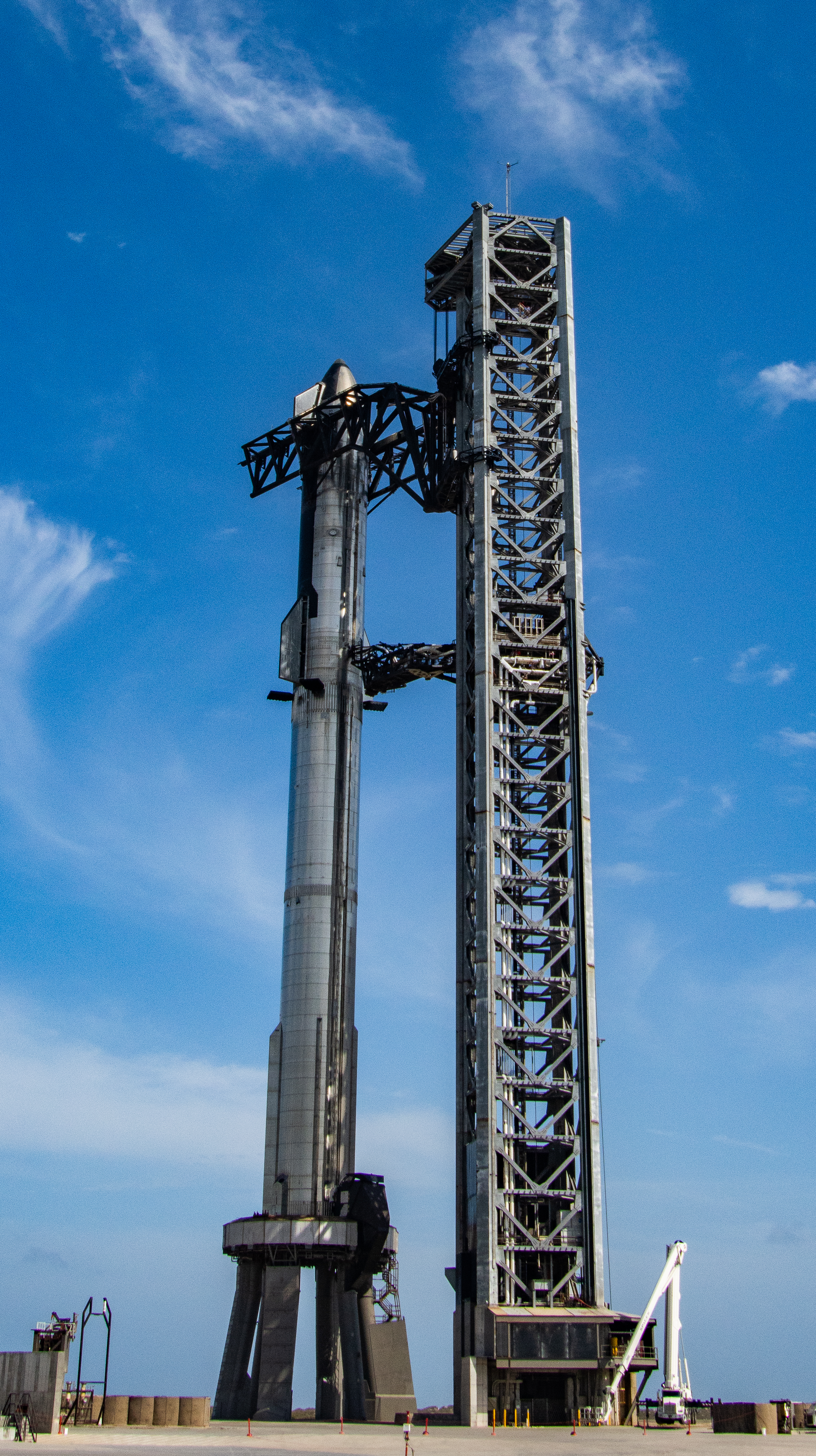
Le lanceur assemblé sur son pas de tir peu avant le premier vol du lanceur complet (IFT-1).

Le premier vol d'essai orbital du lanceur complet ITF-1 (Integrated Flight Test-1) a lieu le 20 avril 2023. Le lanceur utilisé comprend le premier étage B7 et le deuxième étage Ship 24. Il est prévu que le lanceur effectue un vol suborbital, le deuxième étage devant effectuer pratiquement un tour complet autour de la Terre avant de rentrer dans l'atmosphère et d'amerrir de manière contrôlée dans l'océan Pacifique près d'Hawaï. Après un vol de près de neuf minutes, le second étage  devait atteindre une vitesse proche de celle de la mise en orbite et une altitude d'environ 235 kilomètres,,,. Le premier étage Super Heavy doit de son côté, après sa séparation avec le second étage, effectuer un amerrissage contrôlé dans le golfe du Mexique à environ 30 km au large des côtes du Texas. Les deux étages devaient ensuite couler, aucune récupération n'étant prévue.
Mais les problèmes débutent dès le décollage qui s'effectue avec seulement 30 des 33 moteurs-fusées en fonctionnement, soit le minimum permettant à la fusée de décoller. Les trois moteurs en panne n'ont pas été mis en marche parce que le système a considéré qu'ils n'étaient pas capables de fonctionner normalement. La dissymétrie de la poussée induite entraîne dès le décollage une inclinaison du lanceur non souhaitée par rapport à la verticale qui aurait pu entraîner des dégâts sévères sur la table de lancement. Des événements anormaux se produisent immédiatement après le décollage au niveau de la baie moteurs. 27 secondes après le décollage, le flux de données en provenance du moteur numéro 19 est interrompu. Des anomalies de fonctionnement déclenchent des phénomènes visibles dans la section arrière par la suite. À t+85 secondes, les communications avec le moteur numéro 6, qui contribue à l'orientation de la poussée, sont perdues. En conséquence, le système de guidage de la fusée ne parvient plus à maintenir l'orientation de celle-ci et la fusée commence à culbuter. Le système de destruction (FTS) est déclenché, mais celui-ci ne parvient pas à démantibuler le lanceur qui se désintègre de lui-même au bout de 40 secondes (illustrant au passage la rigidité de la structure en acier inoxydable) sous l'action combinée des forces de traînée. Faute d'un système de déluge (celui-ci n'a pas encore été installé), la surface du pas de tir a été ravagée par les gaz expulsés au décollage, d'énormes blocs de béton volant dans les airs. Certains réservoirs verticaux, situés à proximité du pas de tir, ont été percutés par des projectiles,,.

### Vol IFT-2: première ascension du premier étage réussie (18 novembre 2023)

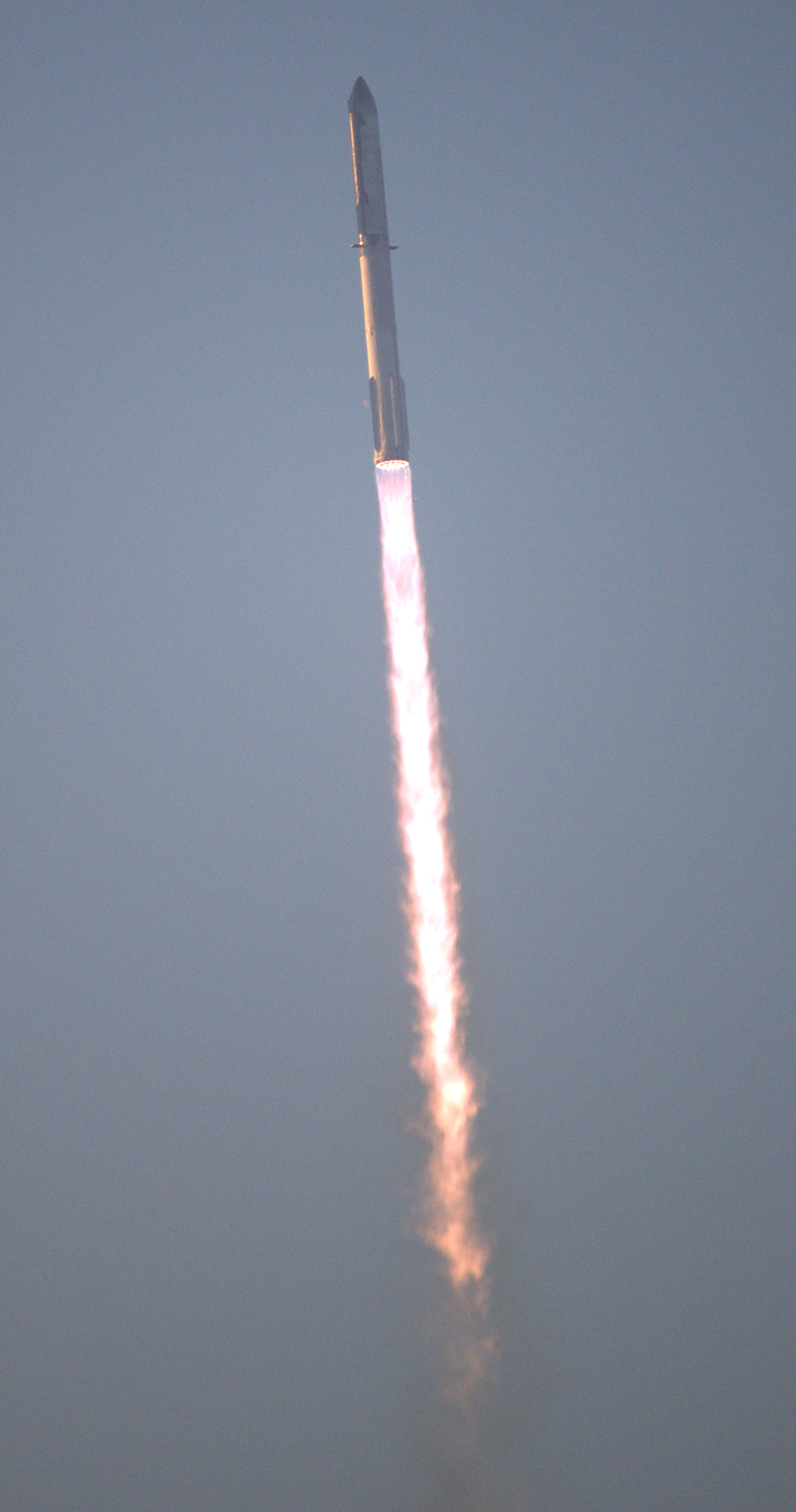
Le Starship en pleine ascension lors du vol du 18 novembre 2023.

La deuxième tentative de vol IFT-2 (Integrated Flight Test 2) est programmée pour le 18 novembre 2023 après plusieurs tests statiques du premier étage B9 (essai du 6 août interrompu et test du 23 août) et de l'étage supérieur S25 (28 juin) qui seront utilisés. Ce deuxième vol poursuit les mêmes objectifs que le test d'avril. Des leçons ont été tirées des échecs de la tentative du 20 avril. Selon SpaceX, près de 1 000 corrections ou améliorations ont été apportées et les 63 demandes de correction des autorités réglementaires américaines (FAA) ont été traitées. Le système d'autodestruction FTS (Flight Termination System) défaillant a été remplacé (au lieu de charges explosives ponctuelles, les réservoirs sont éventrés), les systèmes d'orientation des tuyères reposant sur l'hydraulique ont été remplacés par des moteurs électriques plus simples. Des systèmes de purge plus efficaces ont été montés à la base des moteurs pour prévenir les incendies qui avaient entraîné l'arrêt prématuré de certains d'entre eux. Une nouvelle procédure de séparation des étages à chaud (la propulsion du deuxième étage est mise à feu avant la séparation des étages) est adoptée, qui comprend la mise en place d'un anneau inter-étages de plusieurs tonnes permettant de faire passer les flammes et de protéger le réservoir supérieur du premier étage. Le pas de tir sévèrement endommagé par le premier tir a été remis en état et le système de déluge a été mis en place pour réduire le choc acoustique au moment de la mise à feu de la fusée.
Le vol du premier étage Super Heavy se déroule comme prévu : les 33 moteurs Raptor fonctionnent à pleine puissance jusqu'à la séparation des deux étages qui intervient 2 minutes et 48 secondes après le décollage à 75 kilomètres d'altitude alors que la fusée a acquis une vitesse de 5600 km/h. Il était prévu, qu'après son utilisation, le premier étage revienne en position verticale au-dessus des eaux du golfe du Mexique, et qu'après avoir plané un court moment au-dessus de la surface, il bascule et coule. Mais peu après la séparation des deux étages, la manœuvre de retournement de l'étage (boostback) qui permet d'entamer la rentrée atmosphérique ne se déroule pas de manière nominale, car certains des moteurs qui devaient être utilisés pour cette opération s'éteignent et l'étage explose peu après. L'origine de ce dysfonctionnement reste à confirmer, mais il semblerait que la décélération de l'étage au moment de la séparation ait déclenché des mouvements des ergols dans les réservoirs qui auraient par effet bélier endommagé ceux-ci et entraîné l'explosion finale. Par contre, la séparation à chaud et la mise à feu des moteurs du deuxième étage se déroulent comme prévu et le vol de celui-ci se déroule initialement sans anomalie. Mais huit minutes et cinq secondes après le décollage et 28 secondes avant l'extinction des moteurs, alors que la fusée a atteint une vitesse de 24 100 km/h et se trouve à une altitude de 148 kilomètres, le centre de contrôle de SpaceX perd le contact avec le lanceur. Le système d'autodestruction a été déclenché automatiquement. Il était prévu que l'étage supérieur Starship effectue une rentrée atmosphérique au-dessus de l'océan Pacifique au large des îles Hawaï et plonge en position horizontale dans ses eaux, mais les restes de l'étage tombent au large des Îles Vierges britanniques. Si le déroulement du test n'est pas un succès total, il marque un progrès sensible en permettant de valider le fonctionnement du premier étage, de la séparation à chaud et du fonctionnement du deuxième étage sur une bonne partie de son domaine de vol. Les modifications effectuées sur le pas de tir pour atténuer les conséquences du décollage semblent avoir rempli leur office, car peu de dégâts sont visibles après le lancement,,,,.

### Vol IFT-3: premier vol réussi du premier étage (14 mars 2024)
Le troisième test en vol du lanceur Starship (IFT-3) a lieu le 14 mars 2024. Certains équipements de la fusée ont été modifiés pour tenir compte des anomalies constatées lors du vol précédent. La trajectoire visée est un vol suborbital mais cette fois le retour du second étage doit s'effectuer au-dessus de l'océan Indien. Plusieurs objectifs ont été ajoutés qui concernent tous le second étage : test de transfert de l'oxygène entre deux réservoirs  (processus crucial pour les futurs ravitaillements en orbite), rallumage d'un moteur (indispensable dans le futur pour ne pas laisser un engin de cette taille encombrer l'orbite après utilisation), ouverture et fermeture de la porte par laquelle les satellites Starlink seront éjectés (la fermeture est indispensable pour que le retour au sol de l'étage se fasse sans que l'étage soit détruit).
Le vol du premier étage (B10) et sa séparation à chaud avec le second étage (S28) se déroulent de manière nominale. Une nouvelle étape est franchie par rapport au test précédent avec la mise à feu réussie des 10 moteurs pour la première manœuvre du retour sur Terre destinée à freiner l'étage (boostback burn). Après une phase de vol non propulsé, les moteurs sont rallumés pour le freinage ultime précédent l'atterrissage (landing burn) mais alors que l'étage ne se trouve plus qu'à 2 kilomètres d'altitude, les oscillations deviennent de plus en plus fortes et il devient incontrôlable. L'étage se désintègre en amerrissant (destruction spontanée et non provoquée par le système d'auto-destruction).
Le deuxième étage quant à lui fonctionne sans incident jusqu'à l'extinction des moteurs qui est effectuée 8 minutes et 35 secondes après le décollage. L'engin spatial circule alors à une altitude de 150 kilomètres avec une vitesse de 26 500 km/h (vitesse volontairement insuffisante pour une mise en orbite). Mais tout ne se déroule pas comme prévu. L'engin spatial ne parvient pas à stabiliser son orientation (peut-être à la suite d'une fuite d'ergols), la porte cargo est ouverte mais ne peut être refermée (panne du mécanisme), le redémarrage des moteurs dans l'espace ne peut être effectué et le transfert d'ergols est interrompu sans qu'on sache quelle quantité a pu être déplacée d'un réservoir à l'autre. La rentrée atmosphérique au-dessus de l'océan Indien débute 45 minutes après le décollage. Alors que le freinage atmosphérique porte au rouge certaines parties du revêtement les images des caméras embarquées montrent que les appendices mobiles peinent à maintenir l'orientation du vaisseau. Trois minutes après le début de cette phase, la liaison avec l'engin spatial est interrompue alors qu'il se trouve à une altitude de 75 kilomètres sans doute à la suite de sa destruction.

### Vol IFT-4: premier vol réussi des deux étages (6 juin 2024)
Le vol IFT-4 qui a lieu le 6 juin 2024 est le premier succès en vol des deux étages (hors récupération). Les objectifs de ce test reprennent une partie de ceux du vol précédent en se concentrant pour le deuxième étage sur la maitrise de l'orientation de l'engin spatial et le rallumage des moteurs dans l'espace. Le premier étage Super Heavy (B11) subit la perte, lors de son ascension, d'un moteur situé sur la couronne extérieure et le non rallumage d'un des 13 moteurs utilisés pour la manœuvre de freinage initial (boostback burn). Malgré ces incidents l'étage amerrit comme prévu à vitesse réduite et à très faible distance du point visé. Compte tenu de ces résultats SpaceX décide de tenter la récupération du premier étage lors du vol suivant,.
Le deuxième étage (S29) a été modifié pour améliorer le contrôle d'orientation défaillant lors du vol précédent par l'ajout de deux petites moteurs de contrôle d'attitude agissant sur la vitesse de rotation durant les phases non propulsées. Après avoir atteint la vitesse prévue, les moteurs de l'étage sont coupés huit minutes et 37 secondes après le lancement. Le contrôle de l'orientation de l'étage est cette fois effectif. L'étage entame son retour au sol 36 minutes plus tard. L'étage parvient dans son ensemble à survivre à la phase d'échauffement intense de la rentrée atmosphérique mais les images fournies par les caméras montrent des dommages importants sur un des ailerons mobiles et la perte d'un certain nombre de tuiles du bouclier thermique. L'étage parvient à rallumer ces moteurs pour le freinage ultime une vingtaine de secondes avant d'atteindre la mer et amerrit en douceur à la verticale. À cause des dommages subis par l'aileron mobile, le deuxième étage amerrit assez loin du point visé (environ six kilomètres).

### Vol IFT-5: premier retour au sol réussi du premier étage (13 octobre 2024)

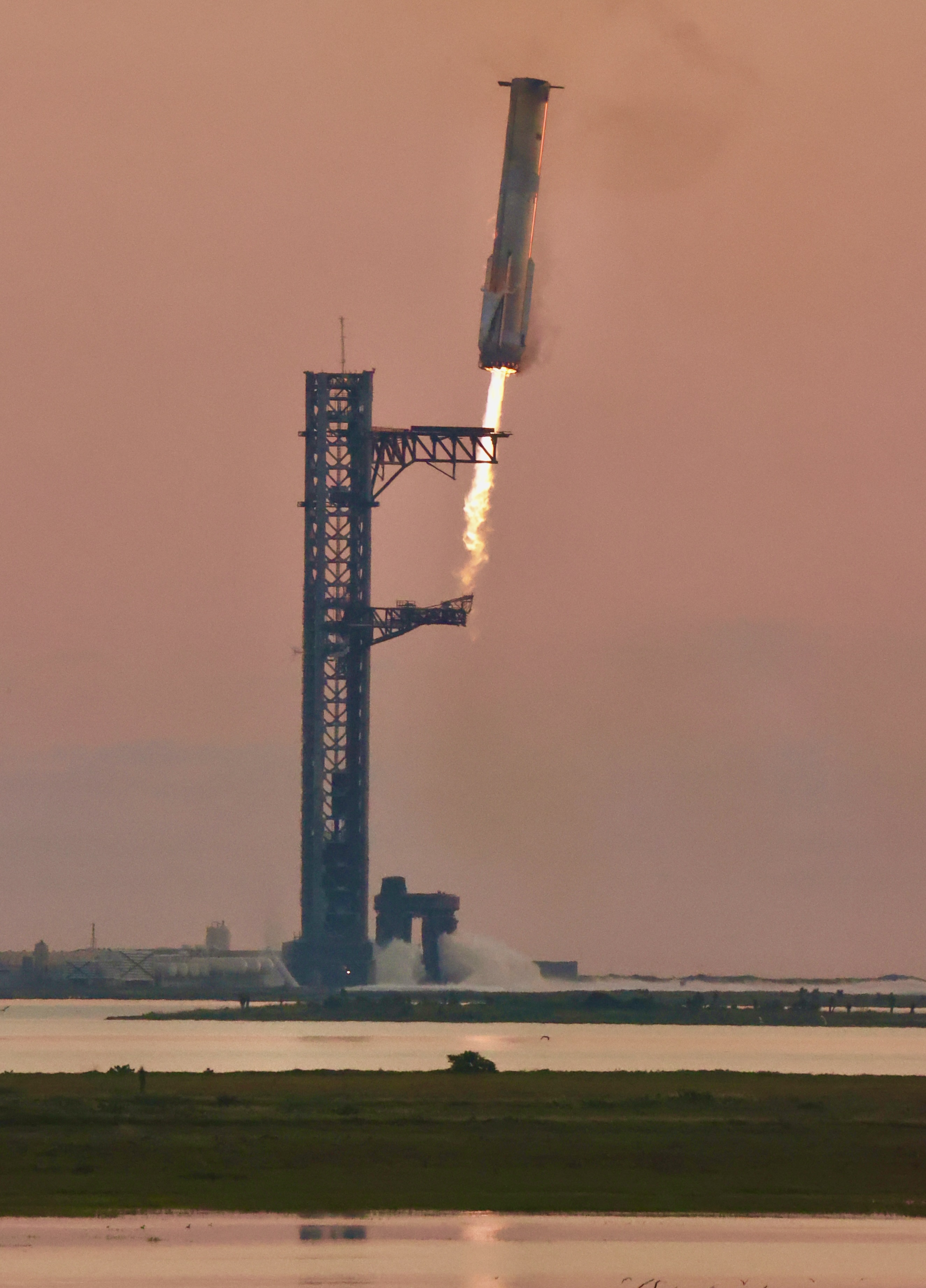
Vol IFT-5 : le premier étage peu avant son atterrissage entre les bras de la tour de lancement, (13 octobre 2024).

Le cinquième vol IFT-5, qui a lieu le 13 octobre 2024, marque une avancée spectaculaire du programme de qualification avec la capture réussie du premier étage (B12) à son retour au sol par la tour de lancement. Cette réussite apporte une forte crédibilité au projet en démontrant la faisabilité d'une opération qui était jugée impossible pour certains compte tenu de la taille de l'étage et de la précision de la trajectoire nécessaire. Hormis cette tentative de capture décidée à la suite des excellents résultats obtenus lors du test précédent (amerrissage du premier étage à 5 millimètres du point visé) les objectifs de ce vol étaient similaires à ceux du vol précédent. Pour ce vol presque toutes les tuiles assurant la protection thermique du  deuxième étage (S30), en partie défaillante lors du vol précédent en particulier au niveau des volets mobiles, ont été remplacées et un matériau ablatif a été ajouté sous les tuiles situées dans les zones de la coque subissant les échauffements les plus importants,.
Le décollage du premier étage, son ascension, sa séparation avec le deuxième étage, les manoeuvres de retour (premier freinage puis phase de retour non propulsée) se déroulent de manière nominale comme lors du vol précédent. Parvenu à 1 kilomètres de son but, les trois moteurs centraux de l'étage sont rallumés et la fusée de 70 mètres de haut vient se poser en douceur entre les bras de la tour de lancement. Un petit incendie s'est déclenché au niveau des prises d'alimentation en ergols (sans doute une fuite de méthane) mais les flammes sont éteintes progressivement par le système d'extinction intégré du lanceur. La récupération de l'étage ne s'est pas effectuée sans dégats : des capots recouvrant les réservoirs de gaz pressurisant situés sur la coque et les tuyères de certains moteurs de la couronne extérieure sont déformés,.
Le deuxième étage après sa séparation avec le premier étage fonctionne de manière nominale. Huit minutes après le décollage, les moteurs sont éteints. Durant la rentrée atmosphérique, le bouclier thermique conserve globalement son intégrité mais la chaleur intense provoquée par la vitesse de rentrée dans l'atmosphère dense parvient à faire fondre certaines parties de l'aileron mobile droit au niveau de l'articulation  malgré les protections thermiques supplémentaires. L'aileron reste malgré tout fonctionnel et l'étage réalise la manoeuvre d'amerrissage (mise à la verticale puis allumage des moteurs pour annuler la vitesse)  avant de toucher la surface avec une très bonne précision. Après avoir flotté durant une quinzaine de secondes, l'étage est détruit par une explosion.

### Vol IFT-6: premier réallumage d'un Raptor dans le vide (19 novembre 2024)
Les objectifs et le déroulement prévu du sixième vol ITF-6, qui a lieu le 19 novembre 2024, sont pratiquement identiques à ceux du vol précédent. La fusée doit effectuer un vol suborbital avec récupération au sol du premier étage et amerrissage en douceur du deuxième étage dans l'océan Indien. La mission comprend un objectif supplémentaire : le deuxième étage doit être brièvement rallumé dans l'espace simulant ainsi une manœuvre qui sera effectuée avec un lanceur opérationnel pour modifier l'orbite avant le déploiement de satellites. Le lancement, le vol du premier étage (B13) jusqu'à sa séparation avec le deuxième étage, le vol du second étage (S31), le rallumage de celui-ci dans l'espace, sa rentrée atmosphérique et son amerrissage dans l'océan se déroulent comme prévu. Les manœuvres de retour au sol du premier étage (allumage des moteurs, vol plané) se déroulent également sans anomalie jusqu'à la phase finale d'approche de la tour de lancement. Le décollage ayant endommagé des antennes au sommet de la tour de lancement permettant de communiquer avec le booster, SpaceX renonce à sa capture et le fait amerrir au large. L'étage se pose en douceur à la verticale puis bascule à l'horizontale. Le réservoir de méthane explose lorsqu'il entre en contact avec l'eau.

### Vol IFT-7: premier vol du deuxième étage bloc 2 (16 janvier 2025)
La trajectoire prévue du septième vol ITF-7 est identique à celle des quatre vols précédents : c'est un vol suborbital avec retour au sol et capture du premier étage et amerrissage du deuxième étage dans l'océan Indien. Le vol a toutefois deux nouveaux objectifs. Le premier est le déploiement dans l'espace de 10 satellites Starlink fictifs simulant la taille et la masse de la future version 3 (2 tonnes). Le deuxième objectif est le test d'une nouvelle version du deuxième étage (bloc 2) qui comporte de nombreuses modifications par rapport à la version bloc 1 utilisée pour les six vols précédents : l'étage est plus haut de 2 mètres (52 mètres) ce qui a permis d'accroitre la capacité de ses réservoirs d'ergols centraux et avant de 300 tonnes (25 %), le volume disponible pour la charge utile est augmenté grâce à un réaménagement des équipements internes permettant d'emporter 54 satellites Starlink version 3 contre 40 dans la version Block 1, l'épaisseur des ailerons avant a été réduite, la protection thermique de leur emplanture a été améliorée et leur implantation a été avancée, les conduites d'alimentation en ergols situées à l'extérieur ont été recouvertes d'un carénage, un revêtement de protection thermique placé sous les tuiles (pour assurer une protection lorsque la tuile est perdue ou endommagée) est testé   et l'avionique est largement améliorée. Cette dernière dispose d'un ordinateur de vol plus performant, d'antennes intégrées combinant le traitement des signaux Starlink et radio, d'une puissance électrique accrue (2700 kW) et de davantage de caméras pour surveiller le fonctionnement de l'étage (30 en tout),.
Le lancement a lieu le 16 janvier 2025. Le vol du premier étage (B14), la séparation des deux étages, le vol de retour et la capture du premier étage au sol se déroulent de manière nominale. L'allumage du second étage (S33) se déroule normalement et celui-ci fonctionne durant plusieurs minutes sans présenter d'anomalies. Mais sept minutes et 40 secondes après le décollage les moteurs s'éteignent les uns après les autres puis les télémesures cessent d'être transmises 47 secondes après le début des anomalies. De nombreux témoins constatent l'explosion de l'étage (provoquée par le dispositif d'auto destruction actionné automatiquement après la perte de contact) et les retombées spectaculaires des débris non loin des îles Turques-et-Caïques. Les autorités aéronautiques américaines (Federal Aviation Administration) détournent ou différent de nombreux vols pour éviter une collision éventuelle entre les débris et les avions. Selon l'analyse de SpaceX un phénomène de résonance a causé un flash visible d'un Raptor vacuum, signifiant une rupture d'une conduite, donc une fuite d'ergols à l'arrière des moteurs, qui se sont enflammés, fuite excédant la capacité d'évacuation de cette zone. Les autres moteurs se sont ensuite arrêtés automatiquement, les uns à la suite, à l'exception d'un seul. La télémétrie a été perdue peu après T+8min 20s,,.

### Vol IFT-8: tentative de validation du deuxième étage bloc 2 à la suite de l'échec du vol 7 (6 mars 2025)
Le huitième test en vol du lanceur Starship (composé des étages B15 et S34) poursuit les mêmes objectifs que le vol précédent, qui a été marqué par l'explosion en vol du deuxième étage. L'objectif principal est de valider le fonctionnement de l'étage défaillant. Selon le diagnostic effectué après le vol IFT-7, des vibrations supérieures à celles qui étaient prévues auraient entrainé la rupture de conduites d'alimentation en ergols des moteurs, ce qui aurait déclenché un incendie dans la section arrière de l'étage. Celui-ci aurait déclenché à son tour l'arrêt automatique de cinq des six moteurs-fusées. Pour le vol IFT-8, plusieurs modifications ont été apportées à l'étage pour empêcher la reproduction de cet incident. Le lancement d'IFT-8 a lieu le 6 mars 2025. Le premier étage fonctionne de manière nominale : il revient au sol et est récupéré par la tour de lancement. Huit minutes après le décollage, quatre des six moteurs-fusées du second étage s'éteignent en une rapide succession et l'étage se met à tournoyer. Selon son constructeur SpaceX, ce comportement découlerait d'un événement « énergétique » (explosion). Le contact est perdu neuf minutes et trente secondes plus tard, et quelques minutes plus tard les observateurs situés en République dominicaine et dans les Bahamas sont témoins de l'explosion en plein ciel de l'étage et de la retombée des débris.

### Vol IFT-9: Première réutilisation duSuper Heavyet leShipatteint SECO (28 mai 2025)
Le neuvième vol test du Starship a été réalisé par B14, pour son deuxième vol, et S35, sur une trajectoire probablement suborbitale, afin de valider l'architecture du deuxième étage bloc 2 et les modifications apportées par suite des échecs consécutifs des deux précédents vols dans la même phase de la mission. Le deuxième objectif est de prouver la faisabilité de la réutilisation du premier étage, quelques mois seulement après son premier vol, avec 29 des 33 moteurs ayant déjà volé (SpaceX ne précise pas sur quel booster, possiblement B12, B14 et B15).
Le vol a lieu le 28 mai 2025. L'ascension se déroule nominalement, la séparation à chaud se fait avec un angle de rotation du booster contrôlé grâce à des fermetures dans l'anneau inter-étages, et B14 rallume tous ses moteurs centraux sauf un. Pour son amerrissage, il explose lors du rallumage de ses moteurs au-dessus du golf, à cause de l'angle trop élevé de rentrée à 17° engendrant des forces trop grandes sur le tube de transfert de méthane, qui  a rompu, mettant en contact les ergols qui se sont enflammés. La première réutilisation d'un Super Heavy est donc avant tout un succès. Ensuite, le Ship 35 devient le premier ship V2 à atteindre l'extinction des moteurs. En revanche, à partir de trois minutes dans l'allumage des moteurs du second étage, SpaceX remarque une pression trop élevée dans le réservoir de méthane situé à l'avant, résultant en une fuite, puis une perte de contrôle de l'orientation. Les ergols sont alors par sécurité vidangés dans le vide, empêchant toute ouverture de la porte et allumage de moteur. Le Ship effectue alors une rentrée atmosphérique incontrôlée pour se disloquer à la 46e minute du vol à 59 kilomètres d'altitude.

### Vol IFT-10: Objectif rentrée atmosphérique (24 août 2025[51])
Le dixième vol test du Starship doit être réalisé par B16, qui propulse S37. À la suite de la spectaculaire explosion du second étage S36 à Masseys le 19 juin 2025, le vol initialement prévu début juillet est repoussé à la mi-août. Afin d'accélérer la cadence de vol, Masseys étant hors service, le pas de tir est adapté pour recevoir le Ship 37, qui conduit ses mises à feu statiques les 31 juillet et 1er août 2025. Après le remplacement d'un de ses moteurs Raptor optimisé pour le vide, une mise à feu des turbopompes du Ship est effectuée le 13 août. 
Le principal objectif de ce vol est, maintenant que SpaceX a prouvé la capacité du Ship V2 à aller jusqu'à l'extinction des moteurs, de collecter des données sur son bouclier thermique pendant la rentrée atmosphérique, en conduisant un court réallumage d'un Raptor dans l'espace, et en déployant 8 simulateurs Starlink, autres étapes qu'un Ship V2 n'a jamais franchies. De plus, B16 va reconduire les expériences d'amerrissage de B14, en n'allumant que 2 moteurs capables de s'orienter sur 3, afin de vérifier la capacité du Super Heavy d'être rattrapé en conditions non-nominales.

### Vol IFT-11: dernier vol du Starship V2 (2025)
Le onzième vol test du Starship doit être réalisé par B15, pour son deuxième vol, qui propulse S38, le dernier Ship V2. L'objectif pourrait être, si l'IFT-10 est un succès, de tenter au terme d'une courte mise sur orbite le premier rattrapage d'un Ship, ou bien de mieux refaire l'IFT-10. Ce vol sera le dernier vol du Starship version 2.

## Caractéristiques techniques

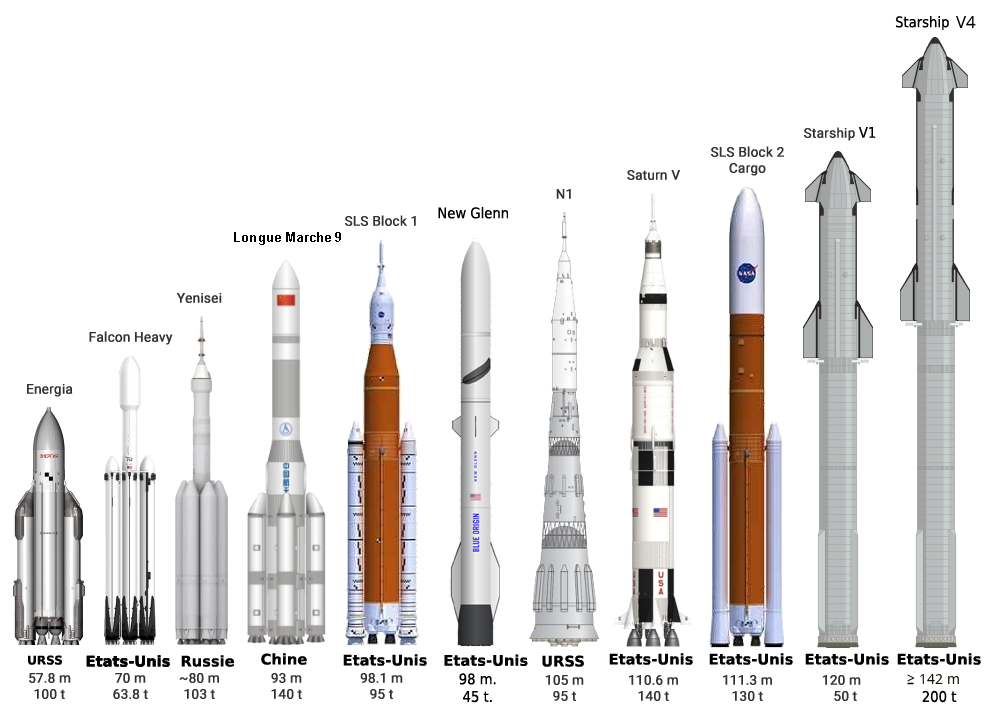
La fusée Starship (en versions V1 et V3) comparée aux lanceurs lourds opérationnels, en cours de développement ou retirés du service.

Dans la version non définitive testée en vol début 2025 (bloc 1), le Starship est haut de 121 mètres pour un diamètre quasi constant de neuf mètres. Sa masse au décollage est d'environ 5 200 tonnes et la poussée est de 7 750 tonnes (rapport poussée sur poids de ~150%). Le lanceur peut placer dans sa version réutilisable une charge utile d'une masse comprise entre 40 et 50 tonnes tonnes sur une orbite terrestre basse. La version définitive (bloc 2), beaucoup plus massive et disposant de moteurs plus puissants, pourra placer selon son constructeur plus de 200 tonnes en orbite basse.
Le Starship (aussi nommée Starship Super Heavy) se compose de deux étages : le propulseur Super Heavy (première étage) et le vaisseau spatial Starship (second étage). Le premier étage est commun à toutes les configurations envisagées. Le deuxième a des caractéristiques variables selon le type de mission (six versions sont envisagées) et joue le rôle d'étage de fusée tout en incorporant la charge utile. Compte tenu de la  méthode itérative et incrémentale utilisée par SpaceX, les caractéristiques décrites ci-dessous, qui sont celles de l'exemplaire ayant volé en novembre 2023, sont susceptibles d'être modifiées par la suite.

### Versions
SpaceX développe de manière incrémentale son lanceur dont les caractéristiques ont évolué depuis le lancement du projet. En février 2025 les caractéristiques des versions intermédiaires et de la version finale ont été en partie précisées. Elles sont résumées dans le tableau ci-dessous :
| Caractéristique                    | Version 1 (bloc 1)              | Version 2 (bloc 2)              | Version 3 (bloc 3)              | Version ? (ex version 3)        |
| ---------------------------------- | ------------------------------- | ------------------------------- | ------------------------------- | ------------------------------- |
| Vols                               | IFT-1 à IFT-6                   | IFT-7 à IFT-11                  | IFT 12 et après                 |                                 |
| Charge utile en orbite basse       | 40 à 50 tonnes                  | 100 tonnes                      | + de 100 tonnes                 | plus de 200 tonnes              |
| Masse ergols 1er étage             | 3300 t.                         | 3 300 t.                        | 3 650 t.                        | 4 050 t.                        |
| Masse ergols 2e étage              | 1 200 t.                        | 1 500 t.                        | 1 500 t.                        | 2 300 t.                        |
| Poussée au décollage               | 7 130 t.                        | 7 500 t.                        | 8 240 t.                        | 10 000 t.                       |
| Poussée du 2e étage (à l'allumage) | 1250 t.                         | 1 600 t.                        | 1 600 t.                        | 2 700 t.                        |
| Nombre de moteurs du 2e étage      | 6 dont 3 optimisés pour le vide | 6 dont 3 optimisés pour le vide | 6 dont 3 optimisés pour le vide | 9 dont 6 optimisés pour le vide |
| Hauteur du 1er étage               | 71 m.                           | 71 m.                           | 72,3 m.                         | 80,2 m.                         |
| Hauteur du 2e étage                | 50,3 m.                         | 52,1 m.                         | 52,1 m.                         | 69,8 m.                         |
| Hauteur totale                     | 121,3 m.                        | 123,1 m.                        | 124,4 m.                        | 150 m.                          |

#### Version 1
Cette version est la première itération ayant servi pour les vols-tests quasi orbitaux. Après un sixième et dernier vol le 19 novembre 2024, le Bloc 1 de l'étage supérieur Starship est retiré, contrairement au Bloc 1 du Super Heavy, qui doit lui aussi être remplacé plus tard.

#### Version 2
Cette version de Starship comporte des ailerons avants modifiés, plus petits, ayant une position aérodynamique différente ; une augmentation de 25% de la capacité totale de propergol ; une nouvelle jonction inter-réservoirs (e-dome) et une poussée de propulsion plus importante. Starship Bloc 2 a une hauteur totale de 3,1 mètres supérieure à la précédente version (Bloc 1) et doit avoir une capacité de charge utile d’au moins 100 tonnes en orbite lorsqu’il sera réutilisé. De plus, la version Bloc 2 utilisera à terme les nouveaux moteurs Raptor 3, ce qui éliminera le besoin d’un blindage secondaire du moteur — les premiers exemplaires, dont les S33 et S34, possèdent encore des moteurs Raptor 2. La capacité de fabrication du Bloc 2 est devenue possible[C'est-à-dire ?] lorsqu’une grande partie de la base de production a été mise en service en 2024. Starship Bloc 2 a été utilisé pour la première fois lors de l'IFT-7 le 16 janvier 2025.

#### Version 3
Cette version du Starship est la première à utiliser le Raptor 3, diminuant de beaucoup la masse des sections moteurs des étages car ne nécessite plus de bouclier thermique. Le booster gagne quelques mètres et l'anneau inter-étages est remplacé par une structure pérenne accrochée au premier étage, permettant la séparation à chaud. Le premier étage présente deux plaques de déconnexion rapide à environ 90° d'intervalle, une pour l'oxygène liquide et l'autre pour le méthane liquide. Cette version n'est donc plus compatible avec le 1er pas de tir de Boca Chica, donc utilisera le deuxième en attendant la reconstruction du premier.
S39 est le premier ship Bloc 3 et B18 le premier booster Bloc 3. Leur vol est attendu fin 2025.

#### Version à terme (version 4?)
En juin 2024, la configuration finale de cette version est inconnue. La configuration la plus récente, telle qu’elle est décrite dans les documents réglementaires soumis à la FAA, a une hauteur de 150 mètres. Le deuxième étage du Starship doit être équipé de neuf moteurs Raptor, tandis que le booster Super Heavy en aura 35. Il est prévu qu'il ait une capacité de charge utile d’au moins 200 tonnes en orbite tout en étant réutilisable.

### Premier étageSuper Heavy
Super Heavy est le premier étage (Booster) du Starship. Il est haut de 71 mètres, a un diamètre de 9 mètres et une masse au décollage de 3 600 tonnes. La masse à vide de l'étage, qui est évaluée à 260 tonnes, sera comprise en cible, selon Elon Musk, entre 160 et 200 tonnes dont 80 tonnes pour les réservoir et huit pour l'anneau inter-étage. Sa structure est réalisée en acier inoxydable de type 304L de 4 mm d'épaisseur. L'étage comporte quatre sections qui sont en allant de bas en haut : la baie de propulsion à la base de laquelle sont fixés les moteurs, le réservoir de méthane liquide qui peut en contenir 800 tonnes, le réservoir d'oxygène liquide dont la contenance est de 2 800 tonnes et enfin l'anneau inter-étages. Quatre protubérances verticales (ailettes) courant le long du tiers inférieur de l'étage abritent notamment des bouteilles bonbonnes d'hélium sous pression (COPV) utilisés pour démarrer les turbopompes des 13 moteurs répartis sur les deux couronnes intérieures au moment du décollage, mais également lors du redémarrage de ces moteurs lors de la phase du retour au sol de l'étage. Les ailettes dissimulent également des bonbonnes de dioxyde de carbone. Celui-ci est injecté de manière continue dans la baie de propulsion pour étouffer tout début d'incendie. Au sommet, on trouve également des antennes Starlink qui permettent de transmettre les télémesures aux satellites éponymes qui relaient les données au centre de contrôle de SpaceX. L'alimentation en ergols, en gaz et autres se fait par un ensemble de prises situées à la base de l'étage sur lequel vient se connecter le Quick Disconnect Mechanism (QSD) qui est fixé au bout sur la table de lancement. C'est par là que transite l'azote et les ergols d'abord à l'état gazeux puis à l'état liquide qui viennent remplir les réservoirs.

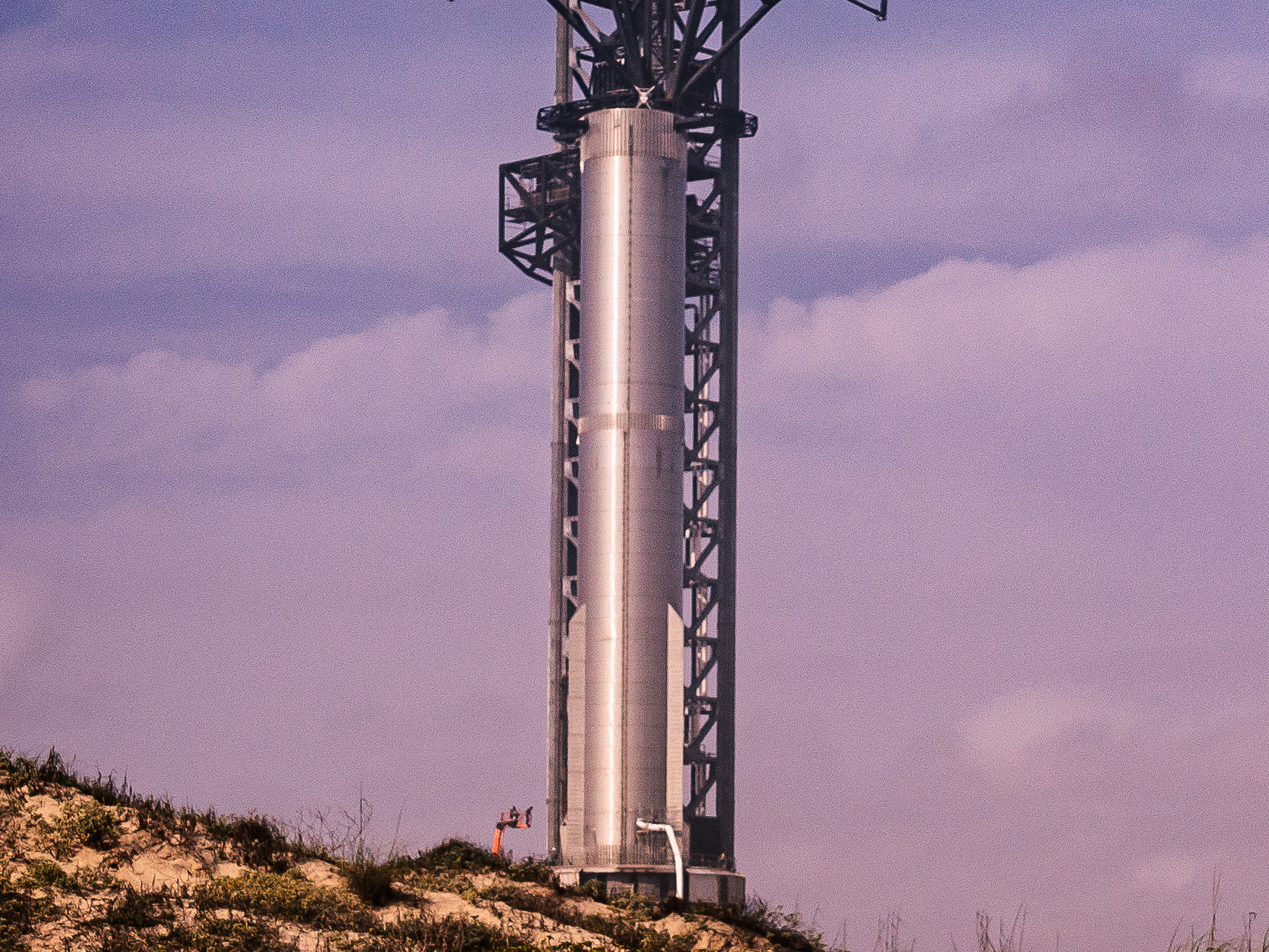
Premier étage Super Heavy sur le pas de tir (février 2023).

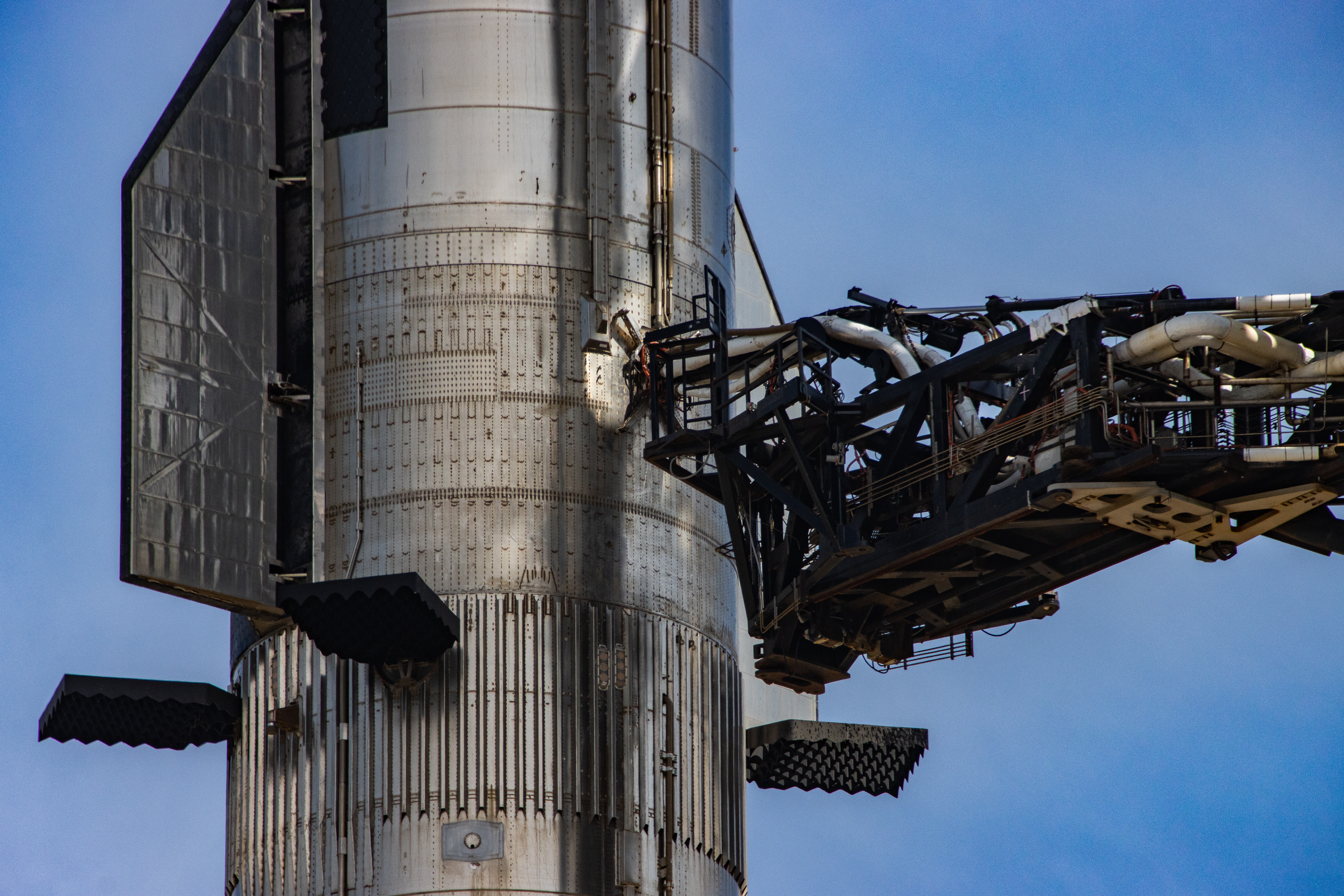
Les panneaux de stabilisation (grid fins) sont visibles sur cette photo montrant le haut du premier étage et la base du deuxième étage (avril 2023).

L'étage Super Heavy est propulsé par 33 moteurs-fusées à ergols liquides Raptor alimentés par un mélange de dioxygène liquide et de méthane liquide qui produisent une poussée au décollage de 76 000 kN (7 750 t). Ces moteurs sont disposés en trois cercles concentriques à la base de l'étage : vingt moteurs forment la couronne extérieure et ne sont utilisés que durant l'ascension de l'étage ; dix moteurs situés sur la couronne intermédiaire ont la particularité d'être orientables grâce à des moteurs électriques. La modification de leur orientation permet de contrôler la trajectoire de la fusée. Ils sont utilisés durant la phase ascensionnelle et durant la manœuvre déclenchant le retour vers la Terre. Enfin, les trois moteurs centraux également orientables sont utilisés durant l'ascension mais également durant les phases propulsées du retour au sol : pour le déclenchement du retour vers la Terre et pour annuler la vitesse résiduelle à l'atterrissage. Par ailleurs, des moteurs à gaz froid (azote) dont les tuyères sont réparties à la surface du corps de l'étage sont utilisées pour contrôler l'orientation durant les phases non propulsées,.
L'étage Super Heavy comporte quatre réservoirs de carburant, répartis en deux réservoirs principaux et deux réservoirs auxiliaires situés à la base du réservoir d'oxygène (juste au-dessus de la baie moteur). Les deux réservoirs auxiliaires, beaucoup plus petits, sont utilisés lors des phases de retour sur Terre. Compte tenu de leur petite taille, ils permettent le maintien sous pression du carburant qui doit alimenter les moteurs en situation d'apesanteur (lors des phases de redémarrage des moteurs) en évitant le ballottement des ergols, qui peut induire la formation de bulles et entraîner le « calage » des moteurs ou une cavitation destructrice dans les turbopompes.
L'étage Super Heavy est réutilisable. Le retour au sol se fait d'une manière similaire à celui du premier étage du lanceur Falcon 9 : il a recours au déclenchement et à l'arrivée à la propulsion et durant l'ensemble du vol à quatre panneaux de stabilisation (grid fins). Ceux-ci sont répartis sur le pourtour de l'étage, immédiatement en dessous de l'anneau inter-étages. Ces panneaux sont répartis en deux paires comprenant chacune deux panneaux espacés de 60 degrés. Entre ces deux paires, de part et d'autre, se trouvent les deux points d'attache qui sont utilisés pour déplacer l'étage lors de l'assemblage sur le pas de tir et qui sont attrapés "en vol" par les bras de la tour d'intégration lors du retour sur Terre de l'étage. Les panneaux de stabilisation sont en position déployée dès le lancement pour éliminer des mécanismes de déploiement, source de complexité et de facteur de risque, et masse supplémentaire. Ils sont orientables à l'aide de moteurs électriques. Ils sont utilisés pour contrôler l'orientation et la vitesse de l'étage lors du retour sur Terre avant un atterrissage propulsif sur le pas de tir. Contrairement à l'étage de la fusée Falcon 9, l'étage ne comporte pas de train d'atterrissage pour se poser au sol sur une base stable : dans la phase finale de la descente, il est attrapé par les bras situés sur la tour de lancement qui le déposent sur la table de lancement. Ce processus audacieux doit permettre « d’économiser la masse et le coût des pieds d'atterrissage et de repositionner immédiatement le booster sur le support de lancement — prêt à être ravitaillé en moins d’une heure ». Si cette technique ne fonctionne pas, SpaceX prévoit de revenir à un train d'atterrissage (landing legs) classique similaire à celui de la Falcon 9 et de la Falcon Heavy,,.

#### Anneau inter-étages
Un anneau inter-étages de forme cylindrique et haut d'environ deux mètres est intercalé entre les deux étages et solidaire du premier étage. Il permet de mettre à feu la propulsion du second étage avant la séparation des deux étages (séparation à chaud). Cette solution a été adoptée à compter du deuxième vol d'essais pour faciliter cette séparation. Les gaz expulsés sont éjectés via les perforations, ce qui permet de limiter le temps mort entre l'extinction de la propulsion du premier étage et la poussée à pleine puissance de la propulsion du deuxième étage. Ses parois verticales comprennent de larges perforations et il comprend également un bouclier thermique qui protège des flammes et de la chaleur le réservoir supérieur du premier étage. Cet anneau, qui est largué lors de la séparation des deux étages pour les premiers vols du lanceur complet, restera solidaire du premier étage à terme pour permettre la réutilisation à 100 % de l'étage.

### Deuxième étageStarship
Starship, dont l'appellation est identique à celle du lanceur complet, ou plus simplement Ship, constitue l'étage supérieur de la fusée Super Heavy et comprend la charge utile (espace pour les équipages ou pour des satellites placés en orbite). Sa configuration dépend en partie du type de mission que le lanceur doit assurer (ravitaillement, atterrisseur lunaire, ravitaillement en ergols du dépôt en orbite basse,...). Dans la configuration utilisée pour la mise au point du lanceur, il mesure 50 mètres de haut et 9 mètres de diamètre et peut emporter 1 200 tonnes d'ergols. Sa masse à vide est d'environ 125 tonnes (masse totale 1 325 tonnes) et la poussée de sa propulsion est de 1 500 tonnes soit un ratio poussée/poids de 1,2. Le volume disponible pour la charge utile est situé au sommet de l'étage et occupe pratiquement un tiers du volume intérieur. Avec un diamètre de 8 mètres pour une hauteur de 18 mètres, l'espace dégagé représente un volume de 1 000 m3, à peu près équivalent à celui de la Station spatiale internationale. La structure de l'étage est entièrement réalisée en acier inoxydable de type 304L de 4 mm et 3,6 mm. Le deuxième étage est fixé au premier étage par trois points d'attache avec un système de verrou actionné mécaniquement. Contrairement au système utilisé sur la Falcon 9, il n'y pas de piston écartant les deux étages après le déverrouillage. L'alimentation en ergols, en gaz... se fait par un ensemble de prises situées à la base de l'étage sur lequel vient se connecter le Quick Disconnect Mechanism (QSD) qui est fixé au bout d'un bras mobile sur la tour d'intégration. C'est par là que transite l'azote et les ergols d'abord à l'état gazeux puis à l'état liquide qui viennent remplir les réservoirs,.

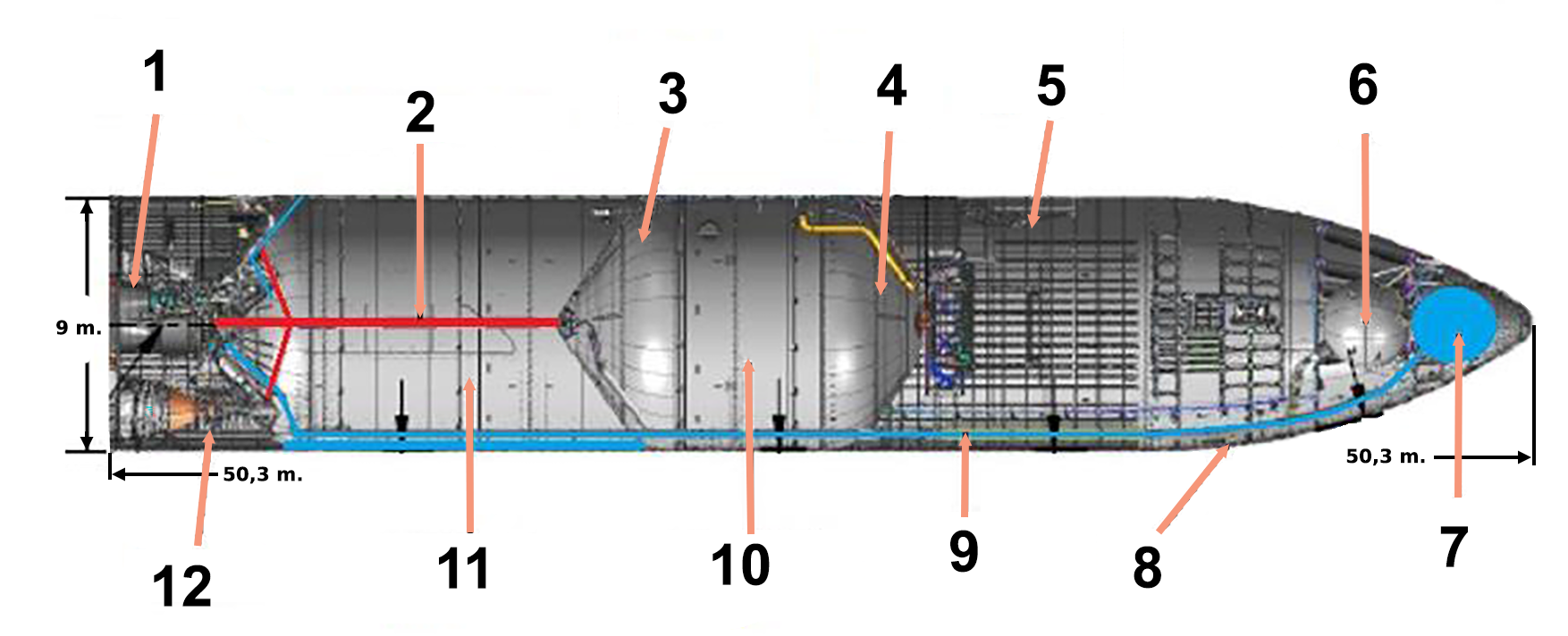
Vue en coupe du deuxième étage dans la première version ayant volé (bloc 1). Les appendices fixes et mobiles ne sont pas représentés). 1 Moteurs Raptor - 2 Conduite de transfert du carburant (méthane) - 3 Dôme commun aux deux réservoirs principaux - 4 Dôme du réservoir de carburant - 5 Zone allouée à la charge utile - 6 Réservoir de carburant - 7 Réservoir supérieur d'oxygène liquide - 8 Nez de l'étage - 9 Conduite d'alimentation du réservoir supérieur d'oxygène liquide - 10 Réservoir principal de carburant (méthane) - 11 Réservoir principal d'oxygène liquide - 12 Partie inférieure de l'étage.

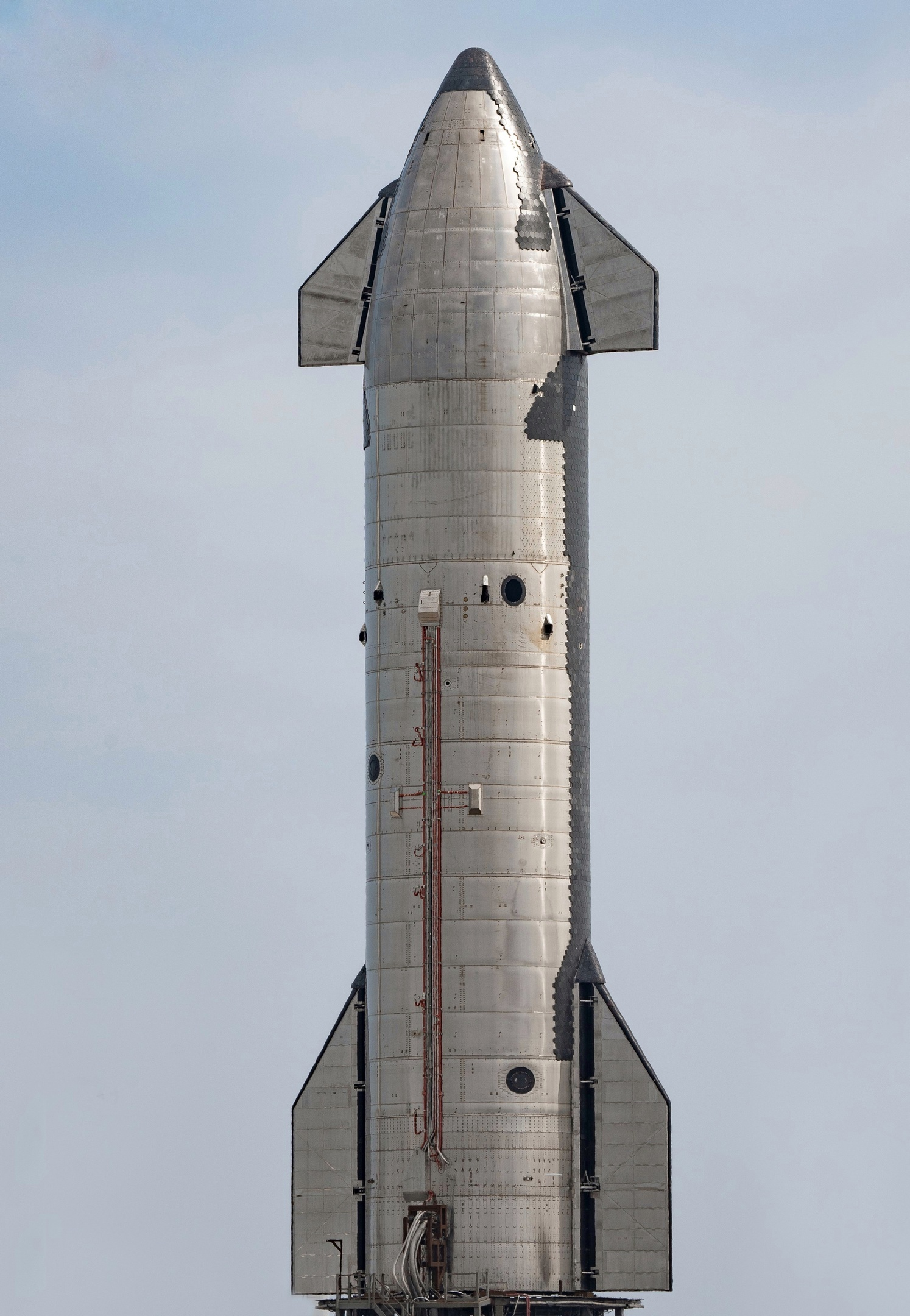
Le prototype S20 de l'étage Starship (2021).

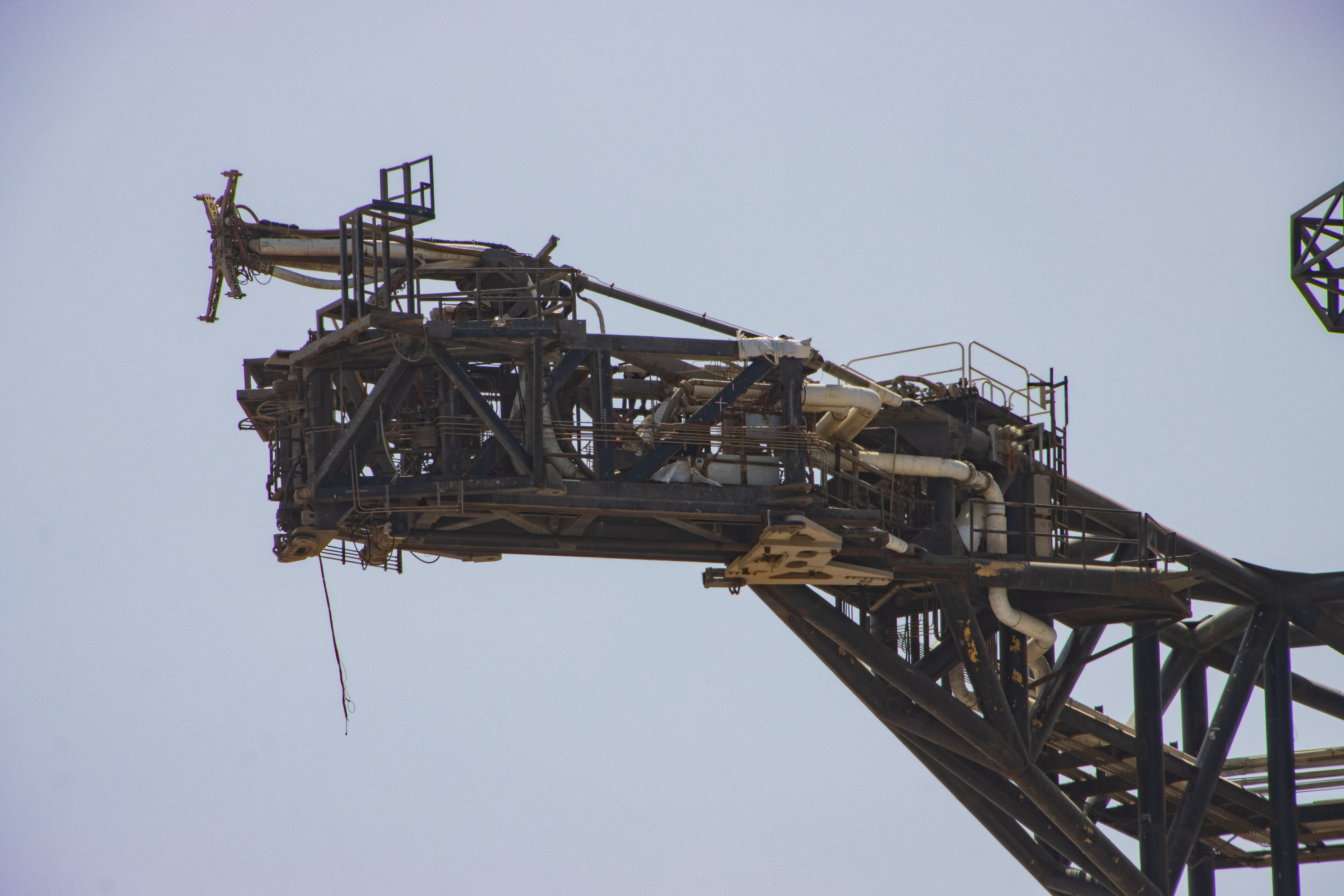
Le Quick Disconnect Mechanism (QSD) au bout de son bras mobile qui permet de remplir les réservoirs de l'étage supérieur.

L'étage est réutilisable et revient au sol après sa mission, en contrôlant sa trajectoire à l'aide de quatre volets de stabilisation (deux à l'avant et deux à l'arrière) orientables grâce à des moteurs électriques ainsi qu'avec sa propulsion. Cet étage est propulsé par six moteurs-fusées Raptor fixés à la base de l'étage et qui brûlent un mélange de dioxygène liquide et de méthane liquide. Trois d'entre eux, distribués sur la périphérie, sont optimisés pour le vide grâce à leur longue tuyère. Les trois autres, placés en position centrale, qui sont les seuls à être orientables et rallumables sont similaires aux Raptor du premier étage (tuyère courte). Ils sont utilisés non seulement pour l'ascension mais également pour le vol de retour au sol (dont le freinage final). Par ailleurs, des moteurs à gaz froid (azote) dont les tuyères sont réparties à la surface du corps de l'étage sont utilisés pour contrôler l'orientation durant les phases non propulsées,.
L'étage Starship comporte quatre réservoirs de carburant, répartis en deux réservoirs principaux et deux réservoirs auxiliaires situés à son sommet. Les réservoirs principaux ont pour but d'alimenter les moteurs lors de la mise en orbite et lors des manœuvres. Les deux réservoirs auxiliaires, beaucoup plus petits, contiennent le carburant nécessaire à l'atterrissage propulsif lors du retour sur Terre. Starship pouvant être amené à effectuer de longs séjours dans l'espace, la petite taille des réservoirs auxiliaires permet de faciliter le maintien sous pression du carburant, de minimiser son évaporation et d'éviter le ballottement du carburant, qui peut induire la formation de bulles et perturber le fonctionnement des moteurs lors de l'atterrissage.

#### Protection thermique

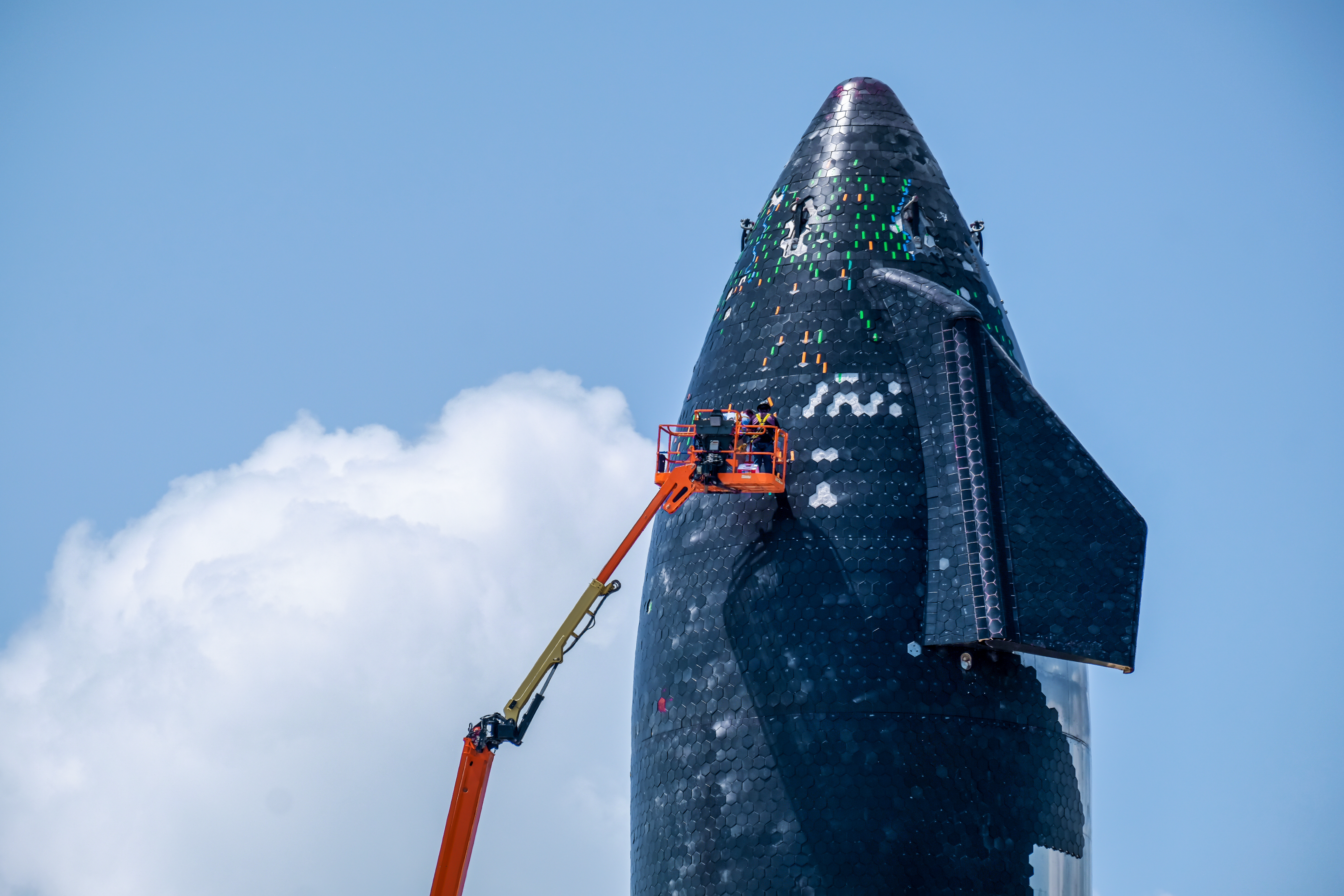
Inspection des tuiles thermiques du Starship prototype SN20.

Le deuxième étage Starship, dans la configuration utilisée pour la mise au point du lanceur, comporte un bouclier thermique sur sa partie ventrale (y compris les ailerons) ainsi que sur la pointe avant, qui le protège de la chaleur lors de sa rentrée atmosphérique. Celui-ci est composé de tuiles thermiques épaisses (plusieurs centimètres) de forme hexagonale, mais dont on ne connaît pas la composition ni le mode de fonctionnement (céramique ?, absorption ou renvoi de la chaleur ?). Lors d'un test, les tuiles thermiques ont résisté à des températures de 1 376,85 °C. Elles sont fixées sur la paroi métallique du vaisseau, mais séparées de celle-ci par une couche de laine minérale, isolant supplémentaire. Si des tuiles thermiques subissent une dégradation, des systèmes de refroidissement supplémentaires seront rajoutés pour protéger l'engin spatial. Par ailleurs, la structure de l'étage est principalement composée d'acier, alliage bien plus résistant à la chaleur que les alliages d'aluminium utilisés sur les autres véhicules spatiaux, telle la navette spatiale américaine, en raison de la différence de masse volumique entre les deux.

### Caractéristiques communes aux deux étages
La structure n'est pas suffisamment rigide pour supporter son poids lorsque les réservoirs sont vides. Ceux-ci sont remplis en permanence d'azote maintenu à une pression de plusieurs bars. Cet azote est chassé des réservoirs avec les ergols à l'état gazeux immédiatement avant le remplissage de l'étage. Durant la phase propulsive, la pression est maintenue dans les réservoirs par un système de pressurisation autogène : une faible fraction des ergols passe dans un échangeur de chaleur situé dans la baie moteur. Les ergols qui passent de l'état liquide à l'état de gaz fortement pressurisé, sont amenés par des conduites circulant à l'extérieur du corps de l'étage au sommet des réservoirs où ils sont réinjectés,.

### Moteur Raptor

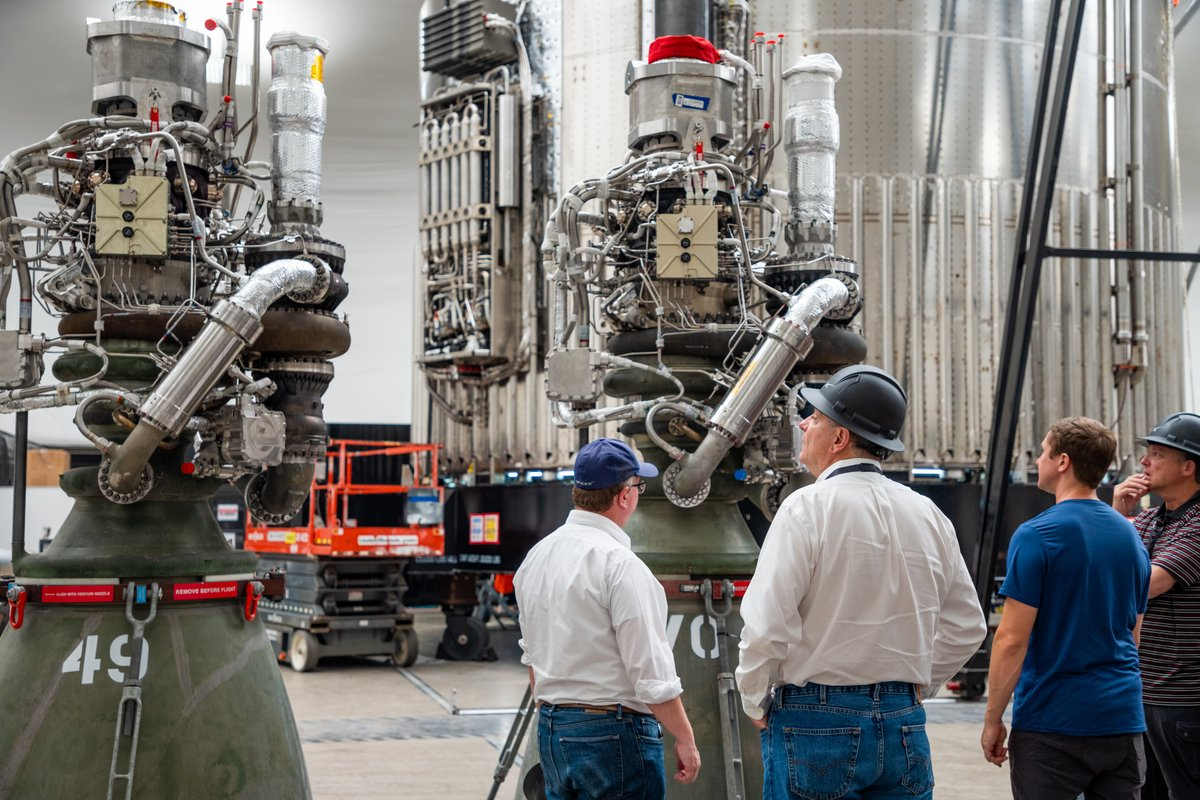
Moteurs Raptor V1 dans le bâtiment d'assemblage du premier étage du Starship.

Les deux étages du Starship sont propulsés par des moteurs-fusées à ergols liquides Raptor développés par SpaceX. Ces moteurs, hauts de 3,1 mètres pour un diamètre de 1,3 mètre, utilisent un cycle à combustion étagée à flux complet particulièrement performant. Ces moteurs brûlent un mélange de méthane liquide et d'oxygène liquide (LOX). Le méthane permet des performances (impulsion spécifique) relativement proches du kérosène et remplace désormais fréquemment ce dernier dans les moteurs développés récemment parce qu'il encrasse moins les moteurs et facilite donc leur réutilisation. Par contre, contrairement au kérosène qui est stocké à température ambiante, il doit être refroidi pour être stocké à l'état liquide. La pression dans la chambre de combustion est très élevée (350 bars dans la version propulsant le lanceur opérationnel), ce qui contribue à sa performance. L'impulsion spécifique atteint 382 secondes dans le vide et la poussée 2,9 millions de newtons. Le ratio carburant sur comburant est environ de 3,8. Ces moteurs sont conçus pour être réutilisables après théoriquement une brève inspection, ce qui contribue de manière substantielle à l'abaissement des coûts de lancement,.
| Caractéristiques                     | Raptor 1 | Raptor 2 | Raptor 3 |
| ------------------------------------ | -------- | -------- | -------- |
| Masse (kg)                           | 2080     | 1630     | 1525     |
| Masse avec accessoires               | 3630     | 2875     | 1720     |
| Poussée (tonnes)¹                    | 185      | 230      | 300      |
| Pression chambre de combustion (bar) | 250      | 300      | 350      |
| Impulsion spécifique (s)¹            | 350      | 347      | 350      |
| Rapport poids-poussée                | 89       | 141      | 184      |
| ¹Au niveau du sol                    |          |          |          |

Le Raptor est développé dans trois versions aux performances croissantes (cf. tableau ci-contre). La version initiale (V1) a été remplacée par une version V2 pour les vols de qualification du lanceur complet (IFT-x). La version V3, en cours de mise au point sur banc d'essais début 2025, doit équiper le lanceur opérationnel. L'amélioration de la poussée, qui a presque doublé entre la V1 et la V3 passant de 185 à 300 tonnes au niveau du sol, a été obtenue par une forte augmentation de la pression dans la chambre de combustion qui passe de 250 à 350 bars. Par ailleurs, la masse du moteur a été considérablement allégée par différentes méthodes : simplification du réseau de conduite d'ergols, suppression de la protection thermique par l'implantation des parties sensibles à la chaleur derrière le bouclier thermique formant la base de l'étage, etc. D'une version à l'autre, la conception des turbopompes et de la chambre de combustion ont été profondément modifiées. Enfin, le coût de fabrication a été abaissé par un recours systématique à l'impression 3D pour la réalisation des composants,,.
| Moteur | Lanceur          | Poussée | Impulsion spécifique | Ratio poussée/ poids | Pression | Ergols            | Cycle alimentation                     |
| ------ | ---------------- | ------- | -------------------- | -------------------- | -------- | ----------------- | -------------------------------------- |
| Raptor | Starship         | 2400 kN | ~350 s.              | 200 (but)            | 300 bars | Méthane/Oxygène   | combustion étagée à flux complet       |
| BE-4   | New Glenn Vulcan | 2400 kN | 339 s.               | ?                    | 134 bars | Méthane/Oxygène   | combustion étagée enrichi en oxygène   |
| RD-180 | Atlas V          | 4152 kN | 338 s.               | 78,44                | 267 bars | Kérosène/Oxygène  | combustion étagée enrichi en oxygène   |
| RD-191 | Antares Angara   | 2090 kN | 337,5 s.             | 89                   | 258 bars | Kérosène/Oxygène  | combustion étagée enrichi en oxygène   |
| RS-25  | SLS              | 2280 kN | 453 s.               | 73                   | 206 bars | Hydrogène/Oxygène | combustion étagée enrichi en carburant |

## Sites de construction et bases de lancement

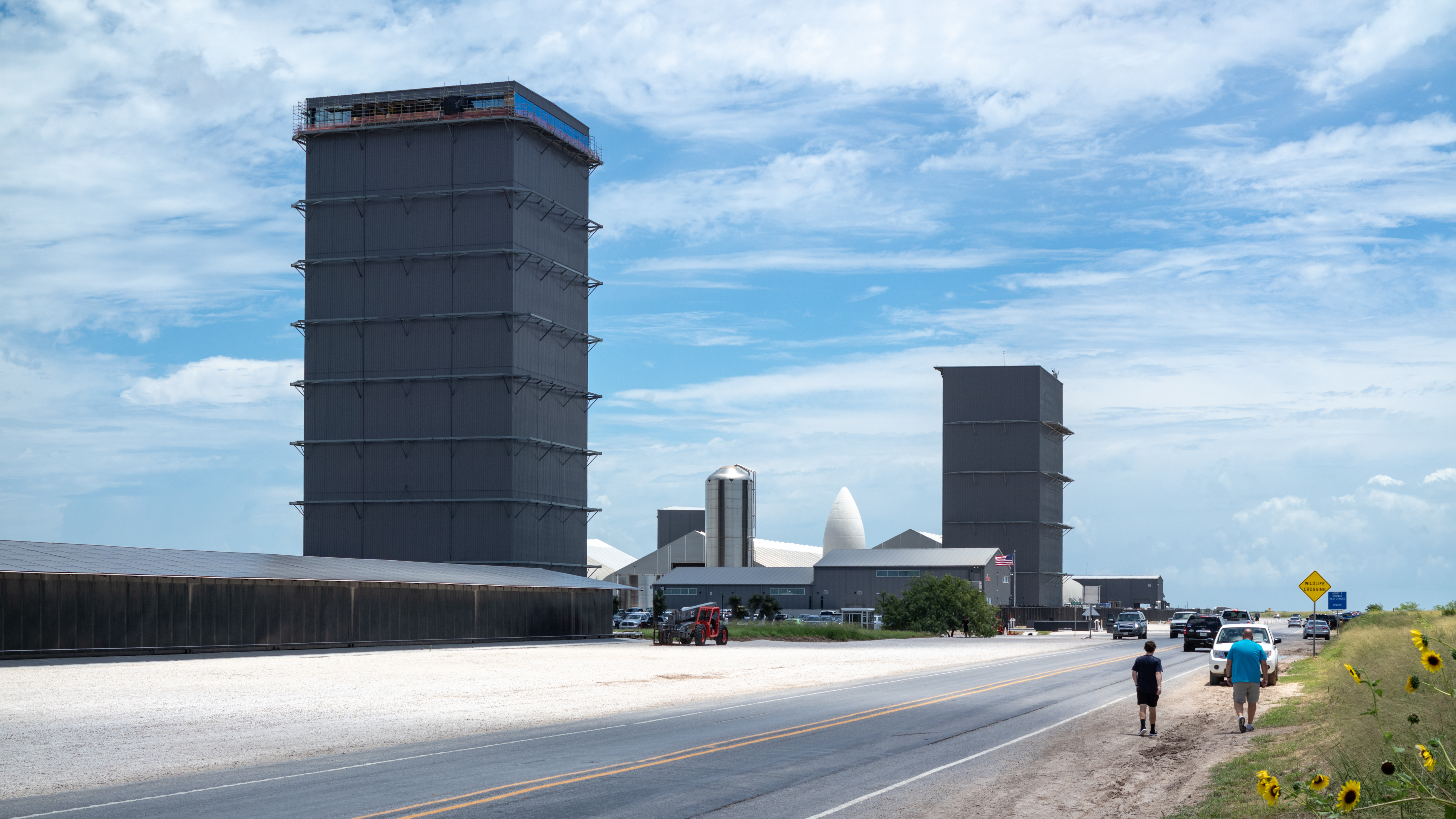
Une partie du site de fabrication des structures des lanceurs Starship à Boca Chica.

### Sites de fabrication du lanceur
Les principales pièces structurelles du lanceur sont fabriquées et assemblées à proximité immédiate du pas de tir. En ce qui concerne la base de lancement de Boca Chica (« SpaceX Starbase »), le site de fabrication, baptisé Starfactory, comprend notamment en 2023 trois bâtiments de grande taille où s'effectue l'assemblage final des deux étages du lanceur (deux bâtiments Mega Bay pour l'assemblage de l'étage Super Heavy et un bâtiment High Bay pour l'assemblage du second étage). Les moteurs-fusées Raptor sont quant à eux fabriqués sur le site de Hawthorne en Californie, siège et principal site de production de SpaceX. Ces moteurs sont testés sur des bancs d'essais situés à  McGregor au Texas. Ce dernier site doit héberger une deuxième chaîne de fabrication des moteurs Raptor.

### Bases de lancement
Le lanceur Starship peut décoller depuis deux bases de lancements : la base de lancement de Boca Chica (« SpaceX Starbase »), située sur la côte du golfe du Mexique dans l'état du Texas à la frontière avec le Mexique, et le complexe de lancement 39A du centre spatial Kennedy en Floride.

#### Starbase (Texas)
La base de lancement de Boca Chica est un site entièrement nouveau développé par SpaceX dans une région faiblement peuplée située à 40 kilomètres à l'est de la ville de Brownsville. La base, acquise en 2014, a d'abord servi à assembler et tester les nombreux prototypes du Starship. Elle est devenue véritablement opérationnelle en février 2023 avec le lancement de la première fusée Starship (vol IFT-1). Un deuxième pas de tir doit être inauguré en 2025. Pour les lancements, cette base est toutefois fortement handicapée car les fusées ne peuvent être lancées que dans un azimut très étroit qui les fait survoler le détroit séparant Cuba de la Floride tout en évitant de passer au-dessus des nombreuses plateforme d'extraction et de production pétrolières présentes dans le golfe du Mexique.

#### Centre spatial Kennedy (Floride)
La construction d'un second pas de tir en Floride sur le complexe de lancement 39A, qui avait servi pour le lancement de plusieurs missions Apollo, de la station spatiale Skylab ainsi que de nombreuses navettes spatiales, a débuté en 2019 et était toujours en cours en 2023.

### Caractéristiques des installations de lancement

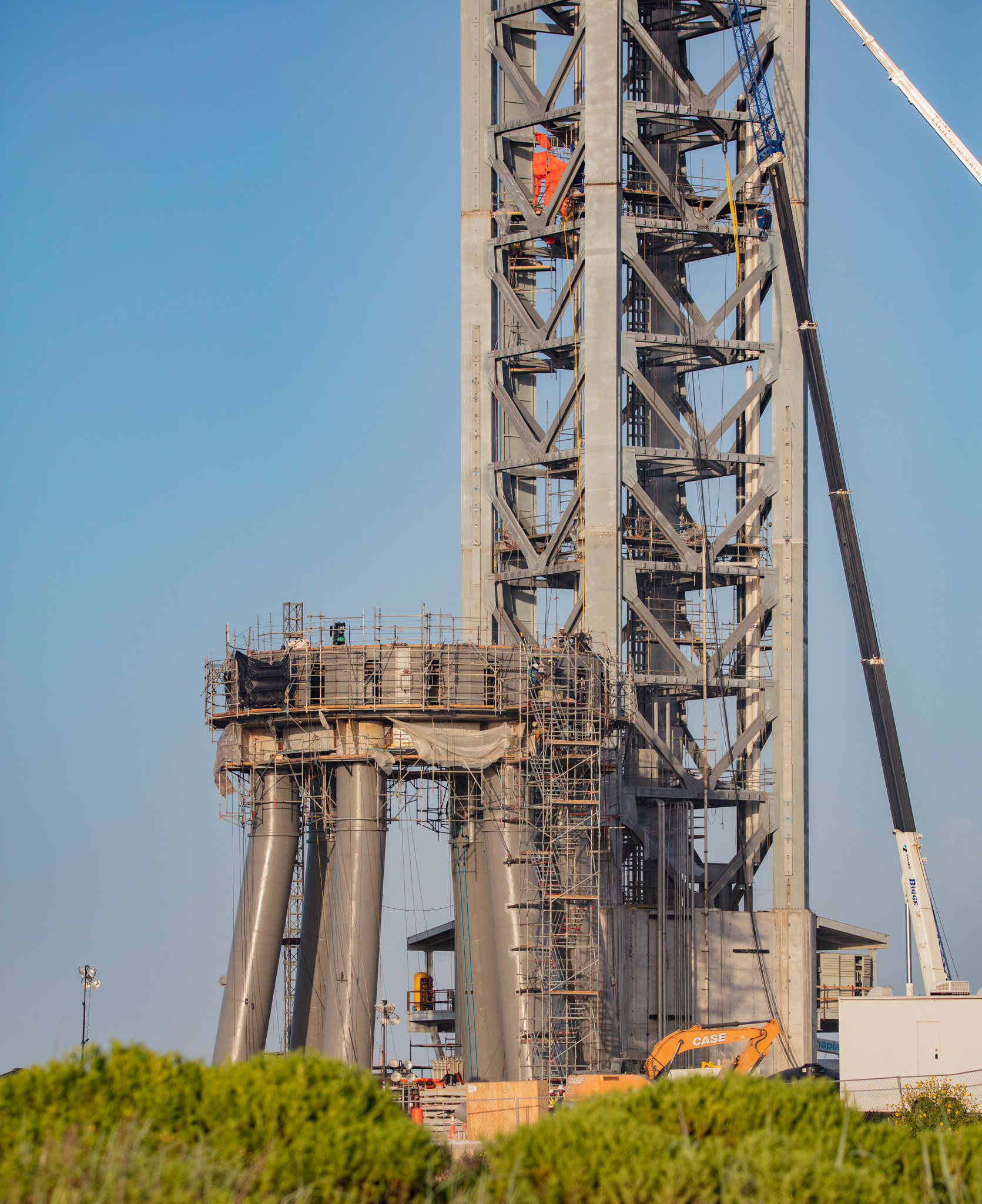
La table de lancement et la tour d'intégration du site de Boca Chica en cours de construction (2021).

Les installations de lancement orbital (Orbital Launch Site) comprennent la table de lancement, la tour d'assemblage et différents systèmes de stockage d'ergols et d'autres gaz et liquides  nécessaires pour le lancement.

#### Table de lancement
La table de lancement OLM (Orbital Launch Mount) a la forme d'un gigantesque tabouret à six pieds, haut d'environ 18 mètres, sur lequel est assemblé le lanceur et qui doit supporter tout son poids (> 5000 tonnes) une fois les réservoirs d'ergols remplis. La base du lanceur repose sur 20 mâchoires (autant que de moteurs sur la couronne extérieure) qui sont équipées de capteurs permettant de vérifier juste avant le décollage que les moteurs exercent une poussée équilibrée. Si ce n'est pas le cas, le décollage est interrompu. À côté de chacune des mâchoires, une prise permet d'injecter de l'hélium, qui met en route les turbopompes des 20 moteurs externes lors de leur allumage. Les mâchoires comme les conduites d'hélium se rétractent dans la structure de la table de lancement dès que la fusée commence à décoller. La table de lancement comprend également un Quick Disconnect Mechanism (QSD) qui permet l'alimentation en ergols et différents fluides le deuxième étage.

#### Tour d'intégration
La tour d'intégration, surnommée Mechazilla, est haute de 145 mètres. Sa structure en acier de section carrée est constituée de quatre colonnes reliées entre elles par des entretoises. Elle remplit deux rôles : d'une part assembler le lanceur sur la table de lancement en le maintenant en position verticale et contribuer au remplissage des réservoirs de la fusée et d'autre part récupérer le premier étage lors de son retour sur Terre. Les deux branches d'une pince géante articulée pouvant coulisser le long de la tour sont utilisés pour l'assemblage du lanceur et pour la récupération des étages lors de leur retour sur Terre. La tour d'intégration comprend également un Quick Disconnect Mechanism (QSD) qui permet l'alimentation du deuxième étage en ergols et différents fluides.

#### Stockage des ergols et des différents gaz et liquides
Les ergols utilisés par les moteurs-fusées du lanceur (oxygène et méthane à l'état liquide) ainsi que l'azote qui permet de maintenir sous pression les réservoirs du lanceur lorsqu'ils sont vides et l'eau utilisé par le système de déluge sont stockés dans des réservoirs cylindriques à proximité immédiate du pas de tir. Ces installations comprennent également des équipements permettant d'abaisser la température de l'oxygène et du méthane liquide pour augmenter leur densité et permettre au lanceur d'en emporter une plus grande quantité.

#### Système de déluge
Le système de déluge installé après le premier test en vol du lanceur, qui avait entrainé au décollage des dégâts importants sur le site de lancement, remplit deux objectifs : réduire le choc acoustique subi par le lanceur au décollage et protéger les installations de lancement des  jets de gaz brûlants générés par les moteurs-fusées. Le système adopté ne comporte pas de carneaux dans la mesure où la base de la fusée est située à grande hauteur, ni de déviateur de flammes. Le système puise son eau dans des réservoirs cylindriques horizontaux situés sur le pas de tir. Le liquide est mis sous pression avec de l'azote stocké dans des réservoirs situés à proximité (dans les systèmes de déluge habituels, l'eau est mise sous pression par passage dans un château d'eau). L'eau chemine par des canalisations situées sous le sol et ressort au niveau de la table de lancement. Sous celle-ci et recouvrant le sol sont installées des plaques métalliques perforées fonctionnant comme une pomme de douche inversée. Peu avant la mise à feu des moteurs, l'eau est éjectée par ces perforations (plus nombreuses sous les moteurs) avec une pression de 20 bars, ce qui contrebalance les jets des gaz brûlants sortant des moteurs-fusées dont la pression n'est plus que de 10 bars au niveau du sol. Les gaz sont déviés latéralement par les jets d'eau. Le déluge ne protège toutefois pas les pieds de la table de lancement ni sa partie supérieure qui est frappée par les gaz lorsque la fusée s'élève au-dessus du sol. Ces parties doivent donc recevoir des protections thermiques spécifiques.

## Déroulement d'un vol
Le déroulement d'un vol est amené à évoluer avec les modifications apportés au lanceur. La description ci-dessous repose sur les premiers vols effectués par le lanceur complet (version du lanceur bloc 1).

### Décollage
Le déroulement d'un vol commence par le remplissage des réservoirs des deux étages. La température des conduites amenant les ergols est d'abord abaissée puis de l'oxygène et du méthane à l'état gazeux sont introduits dans les réservoirs pour en chasser l'azote sous pression qui maintenait leur rigidité. Les réservoirs sont alors progressivement remplis avec les ergols à température très basse. Les réservoirs n'étant pas isolés du point de vue thermique, les ergols s'évaporent en partie : des évents évacuent les ergols à l'état gazeux lorsque la pression devient trop élevée. De même, une couche de glace, condensation de l'humidité ambiante, se forme sur les parois métalliques. Quelques secondes avant le décollage, le système de déluge est déclenché. Les turbopompes des 33 moteurs-fusées du premier étage sont mises en mouvement par de l'hélium sous pression stocké à bord ou injecté depuis des prises présentes sur la table de lancement (pour les 20 moteurs situés sur la couronne externe), ce qui déclenche l'alimentation en ergols des moteurs-fusées. Lorsque la combustion s'est stabilisée et que les capteurs situés sur les mâchoires retenant le lanceur ont mesuré une poussée équilibrée, ces mâchoires s'ouvrent en se rétractant dans la table de lancement, les deux systèmes Quick Disconnect Mechanism (QSD) alimentant en ergols les étages s'écartent et la fusée commence à s'élever en s'écartant légèrement de la tour de lancement pour éviter de la percuter.

### Phase propulsive
La séparation des deux étages intervient 2 minutes et 48 secondes après le décollage, à 75 kilomètres d'altitude, alors que la fusée a acquis une vitesse de 5 600 km/h. Tous les moteurs du premier étage sont éteints sauf trois, qui restent allumés jusqu'à la manœuvre de retournement (boostback), laquelle initie le retour au sol de l'étage. La séparation est réalisée à chaud, c'est à dire que les moteurs du deuxième étage sont allumés avant que la séparation des étages n'ait lieu. Les gaz chauds sont expulsés par de larges perforations présentes dans l'anneau inter-étages. Après la séparation, les moteurs du deuxième étage fonctionnent durant plusieurs minutes pour permettre la mise en orbite.

### Retour au sol

Retour de StarshipFlight5 dans les bras de la tour de lancement

Le profil du retour au sol du premier étage Super Heavy du lanceur Starship présente des similarités (récupération de l'étage, atterrissage à la verticale), et des différences avec celui du premier étage du Falcon 9 durant la phase de retour au sol. Le SuperHeavy est plus résistant, grâce au matériau utilisé (acier inox), et est capable de supporter une température supérieure lors de la rentrée à grande vitesse dans les couches denses de l'atmosphère. Par ailleurs, l'étage Super Heavy revient se poser à son point de départ sur sa plateforme de lancement et non sur site d’atterrissage distinct (terrestre ou barge). Après sa séparation avec le deuxième étage, le premier étage réalise une manœuvre de retournement de l'étage (boostback), qui permet d'entamer la rentrée atmosphérique. Après une phase de vol non propulsé, les trois moteurs centraux sont rallumés pour le freinage ultime précédant l'atterrissage (landing burn). Dans la phase finale de l'atterrissage, il est capturé par des pinces géantes fixées sur la tour de lancement (Mechazilla) qui permettent d'éliminer le train d'atterrissage utilisé par la fusée Falcon 9. Ce processus allège le lanceur (et donc augmente sa capacité d'emport) et permet de le remettre rapidement en état pour un nouveau vol.
La rentrée atmosphérique du deuxième étage présente des similarités avec celle de la navette spatiale américaine : comme celle-ci, le Starship pénètre dans l'atmosphère en position cabrée en exposant sa partie ventrale recouverte de tuiles de protection thermique aux températures les plus élevées. Par contre, l'atterrissage se déroule de manière entièrement différente. Le Starship commence par annuler sa vitesse horizontale puis réduit sa vitesse verticale par une manœuvre analogue au "belly flop" des parachutistes avant d'utiliser sa propulsion et ses ailerons pour pivoter et atterrir en position verticale.

## Comparaison avec les autres lanceurs super-lourds
Que ce soit par la masse, les dimensions ou la poussée au décollage, le Starship dépasse tous les autres lanceurs superlourds passés, opérationnels ou en développement.
| Lanceur | Premier vol | Masse    | Hauteur | Poussée au décollage | Charge utile Orbite basse | Statut                    |
| --- | ----------- | -------- | ------- | -------------------- | ------------------------- | ------------------------- |
| Starship bloc 1 et 2 | 2023        | 5 200 t  | 121 m   | 74 400 kN 7460 t.    | 40 t à 50 t¹              | En cours de qualification |
| Starship bloc 3 | 2025        | 5 900 t  | 124 m   | 80 800 kN 8110 t.    | ~100 t¹                   | En développement          |
| Starship ultérieur | 2026 ?      | ~7 000 t | 150 m   | ~100 000 kN 10000 t. | ~200 t¹                   | En développement          |
| SLS Block II | 2028        | 2 948 t  | 111 m   | 42 200 kN 4300 t.    | 130 t                     | En développement          |
| SLS Block I | 2022        | 2 628 t  | 98 m    | 32 000 kN 3990 t.    | 70 t                      | Opérationnel              |
| Falcon Heavy | 2018        | 1 421 t  | 70 m    | 22 819 kN            | 64 t ³                    | Opérationnel              |
| New Glenn | 2025        | ~1 500 t | 98 m    | 16 800 kN            | 45 t⁴                     | Opérationnel              |
| Longue Marche 9 | ~2030       | 4 180 t  | 114 m   | 6 000 t              | 150 t³                    | En développement          |
| Longue Marche 10 | ~2027       | 2 187 t  | 92 m    | 26 780 t             | 70 t³                     | En développement          |
| Navette spatiale américaine | 1981        | 2 030 t  | 56,1 m  | 34 800 kN 3550 t.    | 109 t²                    | Retiré du service         |
| Energuia | 1987        | 2 371 t  | 58 m    | 39 472 kN            | 105 t                     | Retiré du service         |
| N-1 | 1969        | 2 735 t  | 103 m   | 46 000 kN 4500 t.    | 95 t                      | Retiré du service         |
| Saturn V | 1967        | 3 038 t  | 110 m   | 34 000 kN 3410 t.    | 140 t                     | Retiré du service         |
| ¹ Version réutilisable et ne comprenant pas la masse de l'étage Starship satellisé. ² Charge utile + navette spatiale - ³ Sans récupération - ⁴ avec récupération du premier étage. |             |          |         |                      |                           |                           |

## Déclinaisons effectives et potentielles
Au moins six versions du deuxième étage Starship sont susceptibles d'être utilisées, selon les missions prévues. Le développement de trois de ces versions répond à des besoins immédiats : d'une part l'atterrisseur lunaire Starship HLS développé pour le compte de la NASA qui doit déposer les équipages à la surface de la Lune et le Starship Tanker qui, selon le scénario retenu pour cette mission lunaire, doit permettre son ravitaillement en ergols sur l'orbite terrestre basse et d'autre part une version cargo qui doit jouer un rôle central dans le déploiement de la constellation de satellites de télécommunications Starlink également développée par SpaceX.

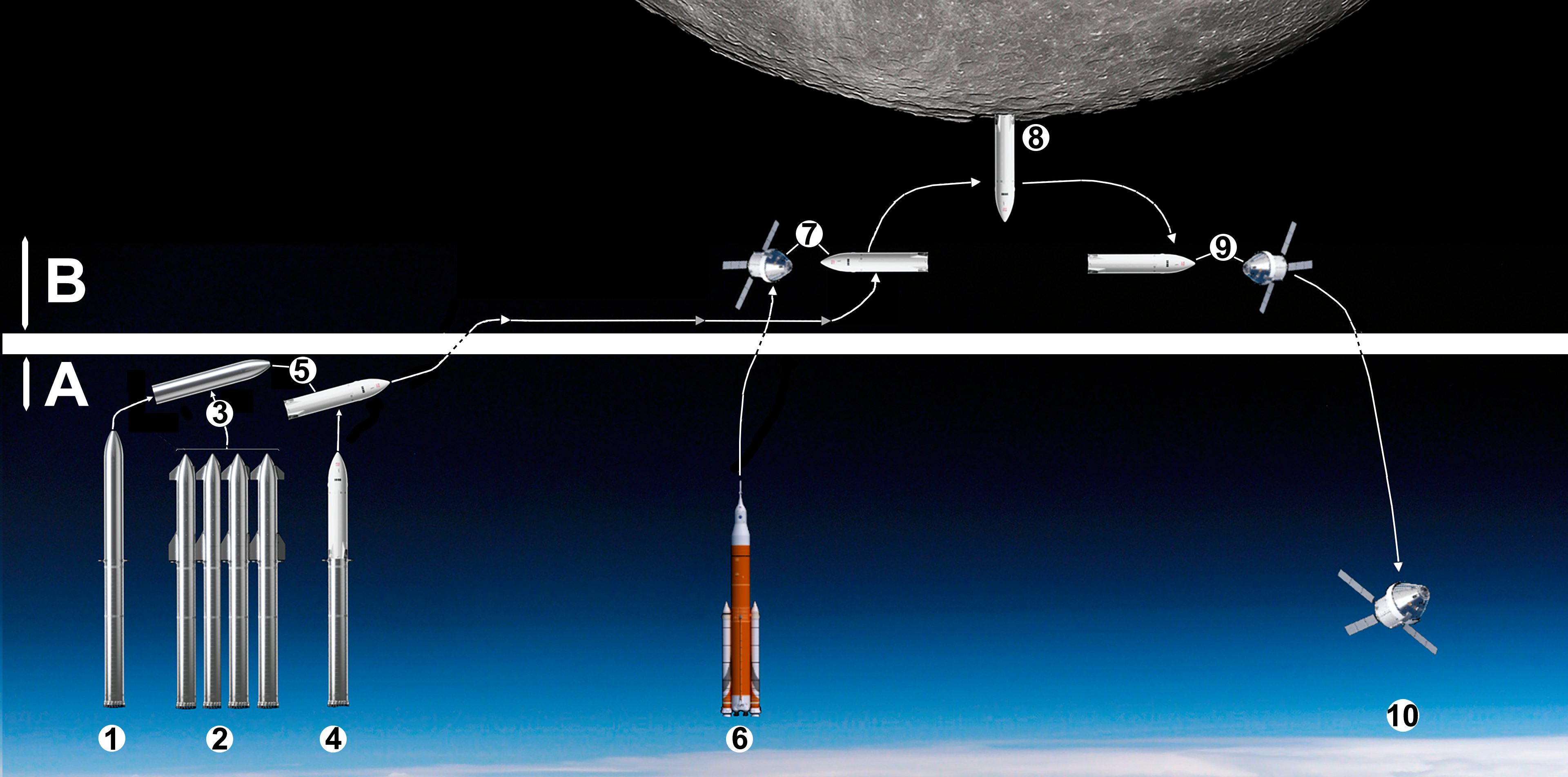
Les missions Artemis mettent en œuvre trois variantes du deuxième étage du Starship : dépôt orbital d'ergols, tanker et atterrisseur lunaire. Leur rôle est présenté dans ce schéma des principales phases de la mission Artemis 3 : A Orbite basse terrestre - 'B' Orbite de halo presque rectiligne - 1 Lancement du Starship servant de dépôt orbital d'ergols - 2 Lancement de Starship de transport d'ergols (x 10+) - 3 Transfert des ergols entre le tanker et le dépôt orbital (x 10+) - 4 Lancement du vaisseau lunaire HLS - 5 Transfert des ergols entre le dépôt orbital et le HLS - 6 Lancement du vaisseau Orion avec l'équipage - 7 Transfert de l'équipage du vaisseau Orion au vaisseau lunaire HLS - 8 Séjour du HLS à la surface de la Lune - 9 Transfert de l'équipage du HLS au vaisseau Orion - 10 Retour sur Terre de l'équipage.

### HLS Starship
Le HLS Starship est la variante du Starship développée dans le cadre du programme Artemis de la NASA pour amener les astronautes à la surface du sol lunaire. Cette version doit être inaugurée par la mission Artemis III programmée vers 2026.
Début 2025, les caractéristiques précises et officielles du Starship HLS restent encore largement inconnues et celles qui sont diffusées sont en grande partie officieuses et susceptibles de changer au cours du développement du vaisseau spatial. Celui-ci est haut de 50 mètres pour un diamètre de 9 mètres. Il est  capable d'amener sur le sol lunaire une charge utile de 100 tonnes et de ramener une masse identique en orbite lunaire. Le HLS se pose sur un train d'atterrissage qui est déployé dans l'espace. Les réservoirs d'ergols ainsi que les moteurs principaux sont situés dans la partie inférieure tandis que la zone pressurisée où se tient l'équipage est située dans la partie supérieure. Le volume pressurisé est sans doute énorme (604 m³ selon certaines spéculations) et les astronautes disposeront d'une dizaine de hublots. Cinq panneaux solaires déployables sont fixés sous la zone habitable. Deux sas (volume unitaire de 19,4 m³) donnent accès à un ascenseur extérieur qui permet aux astronautes de descendre à la surface de la Lune. Un port d'amarrage androgyne situé à l'extrémité supérieure du vaisseau et recouvert par une coupole amovible permet à l'équipage de rejoindre le vaisseau Orion qui fera la navette aller et retour entre la Terre et la Lune.
La propulsion principale est constituée par des moteurs Raptor optimisés pour fonctionner dans le vide qui sont montés à l'extrémité inférieure de l'étage. Ils sont utilisés pour le transit entre la Terre et la Lune, l'injection en orbite lunaire, la descente vers le sol lunaire et la remontée en orbite. Pour la descente vers la surface seuls deux de ces moteurs sont utilisés. Arrivés à faible distance du sol, ces moteurs sont éteints et des  moteurs de poussée moindre placés entre la partie habitable de l'étage et ses réservoirs prennent le relais. L'objectif est de limiter les jets de poussière et de roches soulevés par le souffle des moteurs qui pourraient endommager le vaisseau spatial et réduire la visibilité rendant inopérant le système de navigation qui est chargé de poser l'étage sur un site convenable. Ces moteurs-fusée de faible poussée sont au nombre de 18 regroupés par grappe de trois (une tuyère pointant vers le bas et deux tuyères légèrement orientées sur le coté) et répartis sur le pourtour de l'étage. Étant donné que le Starship HLS ne revient pas sur Terre comme les autres versions du vaisseau spatial Starship, il est dépourvu de  bouclier thermique et d'ailerons utilisés sur les autres versions du Starship pour la rentrée dans l'atmosphère terrestre.
. Pour parvenir à se poser sur la Lune, le HLS est d'abord placé en orbite terrestre basse, puis doit être ravitaillé en ergols pour poursuivre sa mission. Cela impose de mettre en place un dépôt d'ergols constitué par un étage Starship spécialisé, lequel doit être ravitaillé par plusieurs Starships. Cette architecture impose un lancement à fréquence rapprochée de plusieurs Starship et la mise au point d'une technique de transfert d'ergols cryogéniques.

### Starship Tanker
La version Starship Tanker est conçue pour transférer 200 tonnes de carburant vers d'autres vaisseaux Starship, comme cela est envisagé pour le programme Artemis. La possibilité d'effectuer des ravitaillements en orbite devrait fortement augmenter la capacité d'emport du Starship vers la Lune ou Mars, et est nécessaire aux vols cargos ou habités vers ces destinations.

### Starship Cargo
La version Starship Cargo, qui est la première version développée, est principalement destinée au lancement de satellites en orbite terrestre. Elle est capable d'envoyer une charge utile de 100 à 150 tonnes en orbite terrestre basse et jusqu'à 150 tonnes en orbite de transfert géostationnaire. Elle est équipée d'une coiffe en clapet pouvant se refermer avant le retour sur Terre, haute de 17 mètres pour un volume total de 1 000 m3, et équipée pour les lancements multiples. SpaceX prévoit d'utiliser cette version pour lancer un grand nombre de satellites d'une constellation (en particulier les satellites de la constellation Starlink, appartenant à SpaceX) en un seul vol, pour effectuer des lancements triples en orbite de transfert géostationnaire, ou pour transporter des charges utiles très volumineuses ou très massives.

### Starship Surface Cargo
Le HLS Starship est également envisagé dans une version sans système de support de vie pour le transport d'équipements lourds sur le sol lunaire, dans le cadre du programme Commercial Lunar Payload Services (CLPS). Contrairement aux autres versions du Starship, il n'est pas destiné à retourner sur Terre et n'est donc équipé ni de système de protection thermique, ni de surfaces de contrôle aérodynamiques.
La version Starship Surface Cargo est une déclinaison du Starship Cargo d'une capacité d'emport de 100 tonnes (150 tonnes totalement optimisé), et est spécialisée dans le transport de matériel à la surface d'autres corps célestes. C'est notamment cette version qui doit être utilisée par la NASA dans le cadre du programme CLPS, qui doit emmener des instruments scientifiques et des équipements sur la Lune, mais il pourra également envoyer des rovers et du ravitaillement. Il agira en tandem avec le Starship Crew pour les missions pour la Lune et Mars.

### Starship Crew
La version Starship Crew, destinée au vol habité, doit être développée une fois que la version cargo aura effectué suffisamment de vols pour prouver sa fiabilité. SpaceX ambitionne à terme d'utiliser cette version pour transporter jusqu'à 100 passagers vers l'orbite terrestre, la Lune ou Mars. Le Starship Crew sera rempli de moins d'ergols que les autres versions afin d'avoir un rapport poussée sur poids supérieur qui lui permettrait de s'éloigner du premier étage en cas d'anomalie.

### Starship Deep Space
Cette version du Starship, sans aileron, bouclier thermique ni réservoir auxiliaires pour un atterrissage propulsé, n'est pas destinée à retourner sur Terre. Après avoir été ravitaillé en orbite basse, il pourra transporter du matériel (tel que des satellites de la constellation Starlink de SpaceX) vers l'orbite martienne, jovienne ou saturnienne, voire au-delà.

## Coût de développement
Selon des documents officiels et le témoignage d'un responsable de SpaceX, la société aura dépensé 5 milliards US$ ou un peu plus dans le développement du lanceur Starship et des installations de lancement à la fin de l'année 2023 dont deux milliards au cours de cette dernière année.
Le coût de lancement sur une orbite terrestre basse se chiffre avec les lanceurs existants entre 20 000 (micro lanceurs) et quelques milliers (Falcon 9 réutilisable) US$ par kilogramme. En 2023, un responsable de SpaceX a annoncé que le lanceur Starship pourrait faire descendre ce prix à moins de 200 US$ par kilogramme soit un coût de lancement total de 20 millions US$ avec une charge utile de 100 tonnes. Grâce à la réutilisation complète du lanceur et des coûts de remise en état limités, l'essentiel des coûts serait attribuable aux ergols.

## Tests orbitaux (depuis 2023)
| Vol    | Date et heure (UTC) | Véhicule                                     | Site de lancement                        | Altitude maximum | Durée    | Lancement     | Atterrissage du booster                        | Atterrissage du vaisseau                                |
| ------ | --- | -------------------------------------------- | ---------------------------------------- | ---------------- | -------- | ------------- | ---------------------------------------------- | ------------------------------------------------------- |
| IFT-1  | 20 avril 2023 | Starship Bloc 1 S24 SuperHeavy Bloc 1 B7     | Pad orbital A, Boca Chica Village, Texas | 39 km            | 00:04:02 | Échec         | Non prévu (amerrissage)                        | Non prévu (amerrissage)                                 |
| IFT-1  | Premier vol d'essai orbital du Starship : premier plan de vol qualifié de « presque orbital ». |                                              |                                          |                  |          |               |                                                |                                                         |
| IFT-2  | 18 novembre 2023 | Starship Bloc 1 S25 SuperHeavy Bloc 1 B9     | Pad orbital A, Boca Chica Village, Texas | 149 km           | 00:08:00 | Échec partiel | Échec (amerrissage)                            | Non prévu (amerrissage)                                 |
| IFT-2  | Le deuxième vol du Starship avait un profil de vol similaire à celui du premier vol, avec l'ajout d'un système de séparation à chaud des deux étages et d'un système complet de refroidissement sous la rampe de lancement. Lors du décollage et de la phase d'ascension, le système de déluge d'eau ainsi que les 33 moteurs du premier étage ont bien fonctionné. L'étape de séparation à chaud s'est déroulée avec succès mais le premier étage explose après la séparation, tandis que le second étage continue de voler avant d'exploser après 8 minutes de vol. |                                              |                                          |                  |          |               |                                                |                                                         |
| IFT-3  | 14 mars 2024 | Starship Bloc 1 S28 SuperHeavy Bloc 1 B10    | Pad orbital A, Boca Chica Village, Texas | 224 km           | 00:49:35 | Succès        | Échec (amerrissage non contrôlé)               | Échec (désintégration lors de la rentrée atmosphérique) |
| IFT-3  | Le troisième vol du Starship garde un cadre similaire aux deux précédents (vol quasi orbital et amerrissage contrôlé des deux étages). Le décollage, la séparation et l'accélération jusqu'à la vitesse prévue sont réalisés avec succès. L'amerrissage du Super Heavy échoue cependant, certains moteurs ne s'allumant pas. Le Starship devait réaliser trois nouveaux tests dans l'espace : l'ouverture de la porte de la soute, le transfert de carburant entre les réservoirs du Starship ainsi qu'un test de rallumage d'un moteur. Seuls les deux premiers tests sont effectués. Le second étage ne parvient pas à stabiliser son attitude lors de la rentrée atmosphérique et est désintégré à environ 65 km d'altitude. |                                              |                                          |                  |          |               |                                                |                                                         |
| IFT-4  | 6 juin 2024 | Starship Bloc 1 S29 SuperHeavy Bloc 1 B11    | Pad orbital A, Boca Chica Village, Texas | 213 km           | 01:05:57 | Succès        | Contrôlé (amerrissage)                         | Contrôlé (amerrissage)                                  |
| IFT-4  | Quatrième vol d'essai orbital du Starship: plan de vol qualifié de « presque orbital », similaire au vol précédent. Le lancement se déroule comme prévu malgré la défaillance d'un moteur. Après séparation, le premier étage parvient à amerrir malgré une défaillance d'un autre moteur. Une quarantaine de minutes plus tard, le second étage entame sa rentrée atmosphérique et transmet un flux vidéo presque continu. Vers cinquante kilomètres d'altitude, à une vitesse hypersonique, au moins un des ailerons subit des dégâts substantiels au niveau de sa charnière, mais reste manœuvrable. L'engin parvient comme prévu à atteindre sa vitesse terminale et à se redresser avant d'amerrir. À l'issue de ce vol, contrairement aux vols précédents, l'administration fédérale de l'aéronautique n'exige aucun rapport d'incident. |                                              |                                          |                  |          |               |                                                |                                                         |
| IFT-5  | 13 octobre 2024 | Starship Bloc 1 S30 SuperHeavy Bloc 1 B12    | Pad orbital A, Boca Chica Village, Texas | 201 km           | 01:05:53 | Succès        | Succès (récupération par la tour de lancement) | Contrôlé (amerrissage)                                  |
| IFT-5  | Cinquième vol d'essai orbital du Starship: le plan de vol prévu est similaire aux précédents. Le premier étage est rattrapé par la tour de lancement, le vaisseau effectue sa rentrée atmosphérique en subissant moins de dégâts qu'au précédent vol, car de nombreuses modifications ont été apportées aux tuiles thermiques, notamment l'ajout d'une nouvelle couche ablative sous les tuiles des zones sensibles du vaisseau. Le but de ce vol est d'effectuer des mesures. |                                              |                                          |                  |          |               |                                                |                                                         |
| IFT-6  | 19 novembre 2024 | Starship Bloc 1 S31 SuperHeavy Bloc 1 B13    | Pad orbital A, Boca Chica Village, Texas | 228 km           | 01:05:24 | Succès        | Contrôlé (amerrissage)                         | Contrôlé (amerrissage)                                  |
| IFT-6  | Sixième vol d'essai orbital du Starship: l'objectif du vol, rallumer l'un des trois moteurs Raptor centraux du vaisseau spatial Starship une fois dans l'espace, a été réussi. La récupération du premier étage Super Heavy par les pinces de la tour de lancement a été annulée faute de conditions favorables. Il a donc été choisi un amerrissage ; après s'être couché en douceur dans l'eau, le Super Heavy a explosé. L'atterrissage du second étage n'ayant pas été prévu, le vaisseau Starship a donc amerri en douceur. |                                              |                                          |                  |          |               |                                                |                                                         |
| IFT-7  | 16 janvier 2025 | Starship Bloc 2 S33 SuperHeavy Bloc 2 B14    | Pad orbital A, Boca Chica Village, Texas | 146 km           | 00:22:27 | Échec partiel | Succès (récupération par la tour de lancement) | Échec (désintégration en vol par auto-destruction).     |
| IFT-7  | Septième vol d'essai orbital du Starship: l'objectif de ce vol est de tester la V2 du second étage notamment où diverses améliorations ont été apportées. Un système d'avionique repensé, l'augmentation de 25% de la capacité des réservoirs de carburant, les volets ont également été affinés. Le vol doit également déployer via le second étage 10 simulateurs de satellites Starlink. La récupération du premier étage par les bras de la tour doit être de nouveau confirmée. Synthèse du vol: le décollage, la séparation des étages et la récupération du premier d'entre eux sont nominaux. Seule une défaillance de moteur est constatée lors de la phase de rétropropulsion juste après la séparation, le moteur concerné fonctionnant pourtant comme prévu lors de la descente vers la tour. Peu après, des défaillances de moteurs sont observées sur le second étage, jusqu'à une perte complète de communication. La désintégration en vol est alors présumée, puis confirmée par diverses observations au sol, en particulier depuis les îles Turques-et-Caïques. Après enquête, SpaceX identifie la cause des fuites de propergols comme étant des « réponses harmoniques de la structure plus élevées que prévu ». |                                              |                                          |                  |          |               |                                                |                                                         |
| IFT-8  | 7 mars 2025 | Starship Bloc 2 S34 SuperHeavy Bloc 2 B15    | Pad orbital A, Boca Chica Village, Texas | 146 km           | 00:09:43 | Échec partiel | Succès (récupération par la tour de lancement) | Échec (désintégration en vol par auto-destruction)      |
| IFT-8  | Huitième vol d'essai orbital du Starship: L'objectif de ce vol était le même que le précédent : tester la V2 du second étage de la fusée, ce qui n'a pu être fait lors de l'IFT-7. De plus, l'angle de rentrée beaucoup plus agressif du booster 15 a permis de tester ses limites. Synthèse du vol: comme lors du vol IFT-7, le décollage, la séparation des étages et la récupération du 1er étage ont été nominaux. Deux défaillances moteur ont de nouveaux été constatées lors de la phase de rétropropulsion du 1er étage. Un seul des deux moteurs s'est rallumé lors du rattrapage par les bras de la tour. Peu après, une défaillance majeure a été constatée, mettant en vrille le second étage de la fusée ; une perte de communication et une désintégration en vol sont de nouveau constatées au large des Bahamas. |                                              |                                          |                  |          |               |                                                |                                                         |
| IFT-9  | 28 mai 2025 | Starship Bloc 2 S35 SuperHeavy Bloc 2 B14(2) | Pad orbital A, Boca Chica Village, Texas | 189 km           | 00:46:50 | Échec partiel | Non prévu (amerrissage non contrôlé)           | Échec (désintégration lors de la rentrée atmosphérique) |
| IFT-9  | Neuvième vol d'essai orbital du Starship: après les échecs des missions IFT-7 et IFT-8, l'objectif de ce vol vise à tester à nouveau la V2 du second étage de la fusée, ainsi qu'une rentrée atmosphérique du propulseur avec un angle d'attaque plus élevé (sa récupération au sol n'est donc pas envisagée). Pour la première fois, SpaceX réutilise B14, qui a volé sur l'IFT-7 pour ce vol. Il a effectué avec succès un tir statique le 3 avril; le lanceur réutilise 29 moteurs Raptor parmi les 33 qui le propulsent. Synthèse du vol: comme lors des deux vols précédents, le Super Heavy a réussi à terminer son ascension et la séparation de ses deux étages sans incident. Le tout premier retournement directionnel contrôlé du booster s'est effectué avec succès, comme l'allumage des moteurs du vaisseau. Cependant, la rupture de la descente de méthane au réallumage pour l'atterrissage, due aux forces trop importantes exercées par l'angle de rentrée agressif, a conduit à l'explosion du premier étage et à un amerrissage non contrôlé dans le golfe du Mexique. Le Ship a lui atteint l'extinction des moteurs pour la première fois pour la version 2, mais une défaillance du contrôle de la pression dans le réservoir de méthane a fait perdre le contrôle d'attitude, menant à la passivation de l'appareil, tout les ergols étant vidés dans le vide. Le déploiement de sa charge utile (huit simulateurs Starlink) a donc été annulé ainsi que le rallumage d’un moteur Raptor. Le Starship s’est ensuite disloqué au-dessus de l’océan Indien lors de sa rentrée atmosphérique à 59 km d'altitude. |                                              |                                          |                  |          |               |                                                |                                                         |
| IFT-10 | 25 août 2025 | Starship Bloc 2 S37 SuperHeavy Bloc 2 B16    | Pad orbital A, Boca Chica Village, Texas |                  |          |               |                                                |                                                         |
| IFT-10 | Dixième vol d'essai orbital du Starship: le profil de vol de cette mission est le même que celui des trois précédents essais, incluant un rallumage dans l'espace, une tentative de déploiement de 8 simulateurs Starlink et un test de nouveaux matériaux pour le système de protection thermique lors de la rentrée atmosphérique. D'après les déclarations des responsables de SpaceX, le Booster 16 devrait être utilisé pour cette mission, et il réalisera la même expérience d'atterrissage non-nominale que B14-2 n'a pas pu mener. Synthèse du vol: |                                              |                                          |                  |          |               |                                                |                                                         |

## Missions
Le lanceur Starship a pour ambition de remplacer tous les véhicules spatiaux actuels de SpaceX. En effet, d'après Elon Musk, le coût d'un lancement du Starship sera à terme inférieur à celui d'une Falcon 9, voire d'une Falcon 1. Ce coût serait atteint grâce à la réutilisation de tous les étages de Starship/SuperHeavy, à l'atterrissage du lanceur sur son pas de tir pour un nouveau départ rapide et à sa construction en acier inoxydable.
Les missions suivantes sont prévues :
- lancement de satellites (principalement de la constellation de satellites Starlink de SpaceX) ;
- ravitaillement de la Station spatiale internationale (ISS) ;
- transport de personnel à destination de l'ISS ;
- transport de charges utiles sur la Lune ;
- desserte de la Lune pour des missions habitées.

Starship prévoit de lancer la deuxième génération de satellites Starlink, qui fournissent un Internet mondial à haut débit. Un analyste spatial de la banque Morgan Stanley a déclaré que les développements du Starship et de Starlink sont étroitement liés, la capacité de lancement du Starship permettant des lancements de Starlink moins chers et les bénéfices de Starlink finançant les coûts de développement du Starship.
Depuis le 19 août 2022, le satellite de communication Superbird-9 (en) est le premier contrat connu du Starship pour des satellites commerciaux extérieurs à l'écosystème SpaceX/Starlink. Le satellite pèse trois tonnes de masse sèche et doit être lancé vers 2028 sur une orbite géostationnaire. À l'avenir, la version habitée du Starship pourrait être utilisée pour le tourisme spatial par exemple le troisième vol du programme Polaris annoncé par Jared Isaacman.

### Vols orbitaux prévus
| Date (UTC) | Équipage                                                    | Véhicule               | Site de lancement | Charge utile/mission | Orbite/destination       |
| ---------- | ----------------------------------------------------------- | ---------------------- | ----------------- | -------------------- | ------------------------ |
| TBD        | N/A                                                         | Starship Cargo         | TBA               | Starlink V2          | TBA                      |
| TBD        | Premier lancement de la constellation Starlink par Starship |                        |                   |                      |                          |
| TBD        | TBA                                                         | Starship Crew          | TBA               | Polaris III          | TBA                      |
| TBD        | Premier vol habité de Starship                              |                        |                   |                      |                          |
| NET 2026   | N/A                                                         | HLS Starship           | TBA               | HLS Demo             | Atterrissage sur la Lune |
| NET 2026   | Premier alunissage de Starship                              |                        |                   |                      |                          |
| NET 2027   | N/A                                                         | HLS Starship           | TBA               | Artemis III          | Atterrissage sur la Lune |
| NET 2027   | Premier retour prévu de l'Homme sur la Lune                 |                        |                   |                      |                          |
| NET 2026   | N/A                                                         | Starship Surface Cargo | TBA               | TBA                  | Atterrissage sur Mars    |

### ProgrammePolaris
Annoncé en février 2022, le programme Polaris associe SpaceX et Jared Isaacman et doit comprendre trois premières missions dont la dernière doit être le premier vol habité du Starship.

### ProjetDearMoon
En septembre 2018, SpaceX a annoncé la signature d'un contrat pour faire voler un groupe de passagers privés autour de la Lune à bord du Starship. En plus des pilotes, ce survol lunaire sera animé par Yūsaku Maezawa, qui invitera six à huit artistes à le suivre autour de la Lune en 2023. Le temps de voyage prévu est de six jours environ,. Cependant, en 2024, Maezawa annule la mission.

### ProgrammeArtemis
Le 16 avril 2021, la NASA annonce avoir choisi le Starship dans le cadre du programme Artemis pour l'atterrisseur lunaire HLS (Human Landing System) qui doit ramener l'Homme sur la Lune, d'ici 2024. Trois candidats étaient en lice : la National Team, constituée de Blue Origin, Lockheed Martin, Northrop Grumman et Draper, Dynetics et enfin SpaceX. Le rôle du Starship dans le programme Artemis sera de faire la liaison entre l'orbite et la surface lunaire. L'atterrisseur Starship HLS est accompagné de Starship ravitailleurs et d'un dépôt de propergols qui décollent tous de la Terre. Les ravitailleurs transfèrent le carburant sur le dépôt jusqu'à son remplissage total, puis le dépôt alimente le Starship HLS. L'atterrisseur lunaire est ainsi doté d'une poussée suffisante pour atteindre une orbite lunaire. Ensuite, les astronautes décolleront de la Terre à bord du vaisseau Orion lancé par le SLS avant de rejoindre l'orbite lunaire où ils embarqueront à bord du vaisseau de SpaceX pour aller sur la Lune. Par la suite, le transfert d'un vaisseau à l'autre pourra se faire en passant par la station spatiale en orbite lunaire Lunar Gateway. Après l'atterrissage et le redécollage depuis la Lune, les équipages retournent sur Orion et retournent sur Terre.

### Usages potentiels
Dans toutes les applications spatiales, le Starship pourrait étendre considérablement les possibilités, simplement en supprimant les contraintes de taille et de masse. Alors que la conception d'engins spatiaux dépend actuellement de ces deux paramètres, soit la capacité d'emport du lanceur et la taille de la coiffe, les limites de Starship sont beaucoup plus élevées : 9 m de diamètre pour plus de 100 tonnes de charge utile ; cette dernière est encore étendue par la possibilité de ravitaillement en orbite, soit la possibilité d'envoyer ces 100 tonnes de charge utile hors de l'orbite basse, quasiment n'importe où dans le système solaire,,,,.
La réutilisabilité du Starship devrait réduire les coûts de lancement et ainsi élargir l'accès à l'espace à davantage de charges utiles et d'entités. Musk a prédit qu'un lancement orbital de Starship coûterait finalement un million de dollars. Le directeur de la recherche d'Eurospace (en), Pierre Lionnet, a toutefois déclaré que le prix de lancement du Starship serait probablement plus élevé en raison de son coût de développement.
Ainsi, l'ensemble des paramètres sur lesquels le Starship agit, la réduction du coût de lancement associée à l'augmentation radicale de la capacité d'emport, en masse comme en volume, devraient donc opérer un changement de paradigme dans le secteur spatial. La conception actuelle, qui est contrainte par les anciens paramètres, peut être modifiée. En particulier, la miniaturisation des composants, qui participe à l'augmentation des coûts des charges utiles, ne serait plus cruciale,,,,. Un prototypage et un test en orbite avant renvoi sur Terre deviennent également envisageables. De même, les ordinateurs très coûteux comme les RAD750 (processeur très fiable, radiorésistant et capable de supporter des températures allant de −55 °C à 125 °C) pourraient être remplacés par des ordinateurs grand public, beaucoup plus puissants et moins chers, certes beaucoup plus fragiles mais protégés par des équipements lourds (enceinte pressurisée, blindage contre les radiations, etc.).
Certaines entreprises commencent à réfléchir au changement de paradigme créé par la disponibilité d'un tel lanceur. K2 Space envisage ainsi des plates-formes satellites lourdes (plusieurs tonnes) utilisant des composants non miniaturisés donc moins onéreux, ; Gravitics, Vast et ThinkOrbital imaginent d'énormes stations spatiales modulaires (de huit mètres de diamètre et plus),.
Outre les missions prévues, d'autres usages sont envisagés :
- vols suborbitaux intercontinentaux commerciaux de transport de passagers : deux villes éloignées pourraient être reliées en moins d'une heure[132] ;
- exploration habitée de Mars ;
- exploration robotisée du Système solaire (lunes de Jupiter et de Saturne, dont Titan), essentiellement imaginée par des planétologues voulant tirer parti de la capacité du vaisseau ;
- évacuation des débris orbitaux[133]. Elon Musk a émis l'idée de se servir de ces vaisseaux vides après mission comme éboueurs de l'espace soit en désorbitant les débris, soit en les ramenant sur Terre. En effet, lors de son retour sur Terre, le vaisseau permettrait de ramener au sol au moins 50 tonnes de charge utile[134] ;
- construction d'un nouveau télescope qui pourrait remplacer Hubble et atteindre une résolution dix fois supérieure[135]. Cette proposition n'est qu'une idée émise lors d'une discussion entre Elon Musk et l'astrophysicien américain Saul Perlmutter. La capacité d'emport du vaisseau en masse comme en taille permet d'imaginer un télescope bien plus grand qu’Hubble (dont le miroir monolithique fait 2,40 m de diamètre) voire un télescope semblable à James Webb (miroir segmenté pliant de 6,5 m) mais beaucoup plus grand. L'idée est soutenue par la communauté des astronomes américains[136].

En octobre 2018, la United States Space Force annonce considérer le Starship pour le transport de matériel militaire dans l'espace. Outre les opérations de fret, elle envisage le positionnement d'équipements en orbite, qui seraient alors prêts à être largués sur Terre.
Le Starship pourrait également servir de station spatiale, selon une réflexion de la NASA. Cette idée rappelle la station Skylab, elle aussi aménagée dans un étage de fusée, et les laboratoires Spacehab et Spacelab, modules prenant place dans la navette spatiale américaine, renvoyés sur Terre après chaque vol. Une station spatiale employant le concept d'atelier humide est également envisageable : elle permettrait d'utiliser l'ensemble du volume du Starship, réservoirs d'ergols inclus.
À une échéance plus lointaine, la fusée Starship pourrait effectuer des vols suborbitaux intercontinentaux, voyageant n'importe où sur Terre en moins d'une heure, (un tour de la planète étant bouclé en 90 min à vitesse orbitale). La COO de SpaceX, Gwynne Shotwell, a déclaré que de tels voyages pourraient devenir compétitifs par rapport aux vols conventionnels en classe affaires. Cependant, John Logsdon (en), un universitaire spécialisé dans la politique et l'histoire de l'espace, a déclaré que le voyage suborbital intercontinental n'est pas réaliste, car l'appareil passerait de l'apesanteur à 5 g d'accélération, le réservant donc à une infime partie de la population entrainée pour supporter ces g (dont font partie les astronautes actuels). En janvier 2022, SpaceX a obtenu un contrat de 102 millions de dollars sur cinq ans pour développer le programme Rocket Cargo (en) pour la United States Space Force. Ce programme, plus réaliste à court terme, prévoit de transférer seulement du fret.

#### Exploration spatiale
La capacité de Starship pourrait permettre le lancement de grands télescopes spatiaux tels que le Large UV/Optical/Infrared Surveyor, qui doit pouvoir détecter les exoplanètes semblables à la Terre. Le Starship pourrait également lancer des sondes en orbite autour de Neptune ou d'Io, ou de grandes missions de retour d'échantillons (plusieurs tonnes) à l'aide de machines lourdes (il serait préférable d'adapter aux conditions de l'espace ou extraterrestres des machines lourdes comme celles de Caterpillar plutôt que d'en faire concevoir de nouvelles, ultralégères, par les centres de recherches et laboratoires de la NASA), donnant potentiellement un aperçu du volcanisme passé sur la Lune et d'une éventuelle vie extraterrestre. Le faible coût de lancement pourrait également permettre aux sondes d'utiliser des matériaux plus courants et moins chers, tels que le verre, au lieu du béryllium pour les grands miroirs de télescope.
Les opinions divergent sur la manière dont le faible coût de lancement du Starship affectera le coût de la science spatiale. Selon Waleed Abdalati (en), ancien scientifique en chef de la NASA, le faible coût de lancement réduira le coût du remplacement des satellites et permettra des missions plus ambitieuses pour des programmes à budget limité. Selon Lionnet, un faible coût de lancement pourrait ne pas réduire de manière significative le coût global d'une mission scientifique : sur le coût de la mission de la sonde spatiale Rosetta et de l'atterrisseur Philae de 1,4 milliard d'euros, le coût de lancement (par la fusée non récupérable Ariane 5) ne représentait que 10%. Ce dernier avis ne tient cependant pas compte du volume et de la capacité d'emport du Starship.

#### Colonisation de l'espace
Le Starship est destiné à débarquer des équipages sur Mars. Il est lancé en orbite terrestre basse et est ensuite ravitaillé par environ cinq Starship ravitailleurs avant de se diriger vers Mars. Après l'atterrissage sur Mars, la réaction de Sabatier est utilisée pour synthétiser du méthane liquide et de l'oxygène liquide, les ergols du Starship, dans une unité de conversion d'électricité en gaz (méthanation). Les ressources brutes de l'usine sont l'eau martienne et le dioxyde de carbone martien, composant majoritaire de l'atmosphère de Mars. Sur Terre, la même technologie pourrait être utilisée pour fabriquer un ergol neutre en carbone pour la fusée.
SpaceX et Musk ont déclaré leur objectif de coloniser Mars pour assurer la survie à long terme de l'humanité,, avec l'ambition d'envoyer un millier de Starship sur Mars lors d'une fenêtre de lancement vers Mars dans un avenir très lointain. Musk nourrit un intérêt pour la colonisation de Mars depuis 2001, lorsqu'il a rejoint la Mars Society et a fait des recherches sur les expériences spatiales liées à Mars avant de fonder SpaceX en 2002. Musk a fait des estimations provisoires de l'atterrissage du Starship sur Mars, régulièrement repoussées à mesure du développement du Starship, ; ainsi, en mars 2022, il a annoncé la date de 2029 pour le premier atterrissage habité sur la planète, date probablement décalée à la fenêtre de tir suivante vers Mars (2031) pour tenir compte des résultats d'éventuels lancements vers Mars de Starships automatiques lors de la fenêtre de tir précédente, soit celle de 2026/2027 : en 2029, ils ne seraient pas encore revenus sur Terre. SpaceX n'a pas publié de plans techniques sur les systèmes de survie de Starship, la radioprotection (réalisable par des blindages lourds dont l'envoi est désormais possible), ou le ravitaillement en orbite.

## Galerie

Les prototypes.
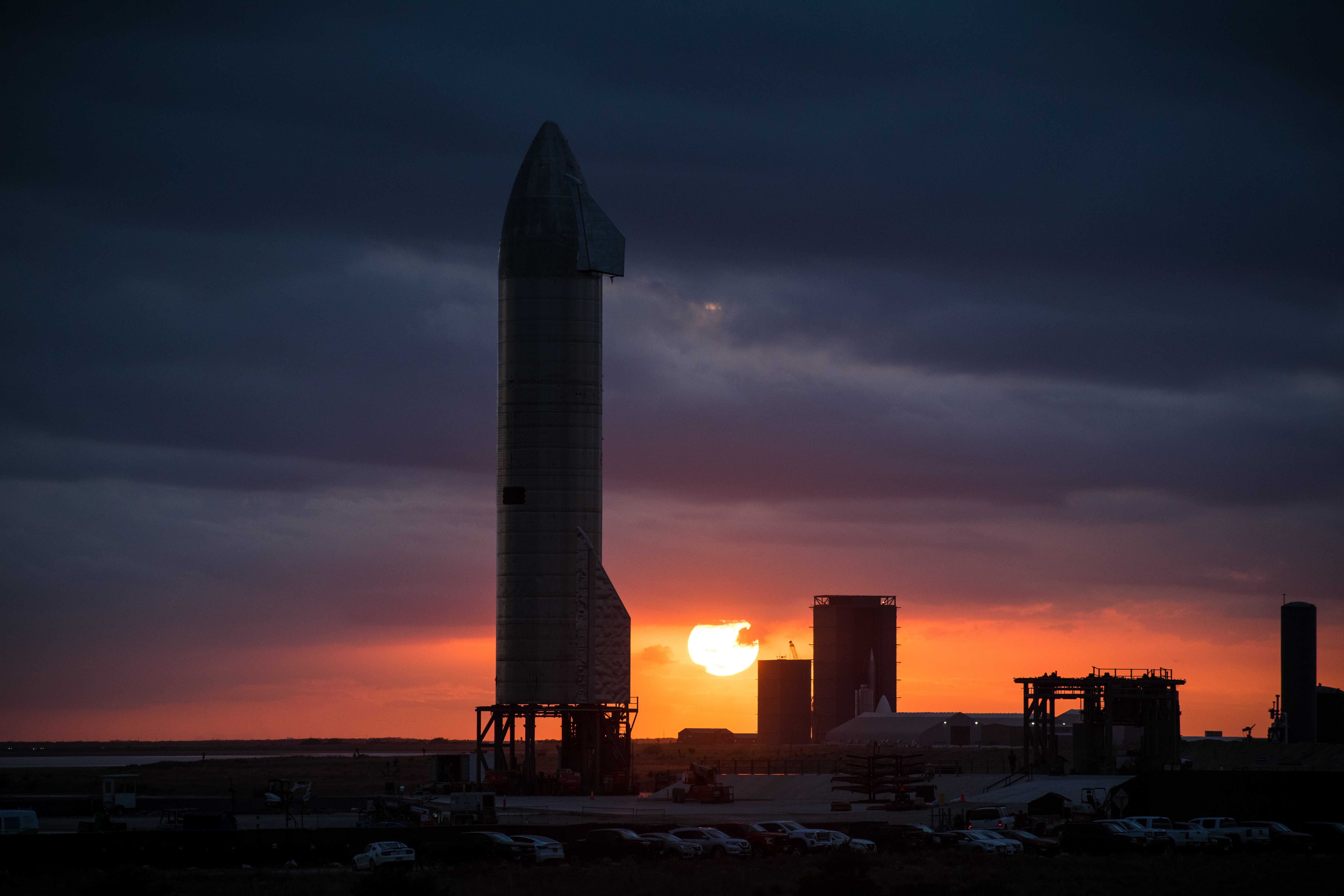
Le SN9 avec coucher de soleil.
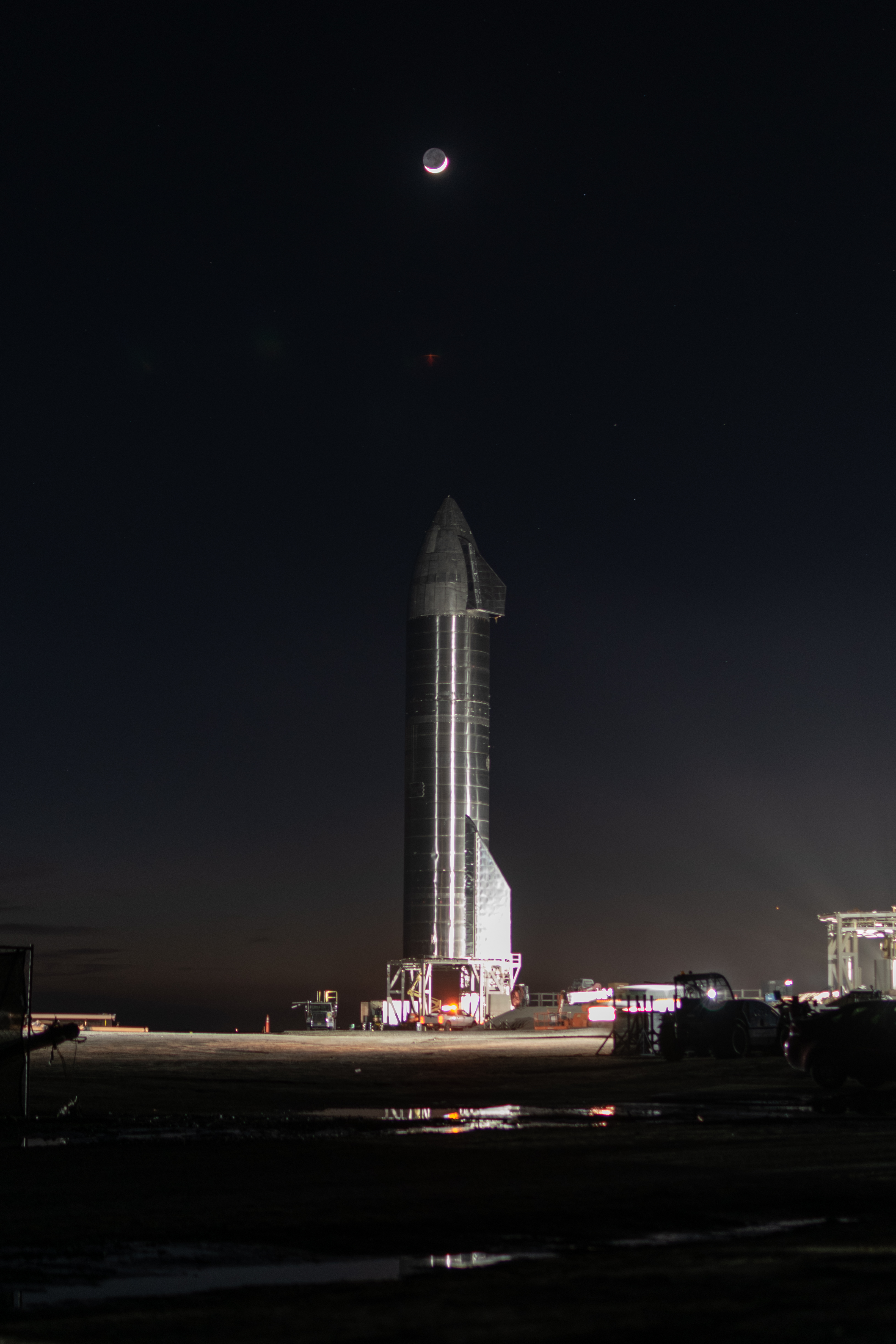
Starship SN9 pendant la nuit avec la Lune.
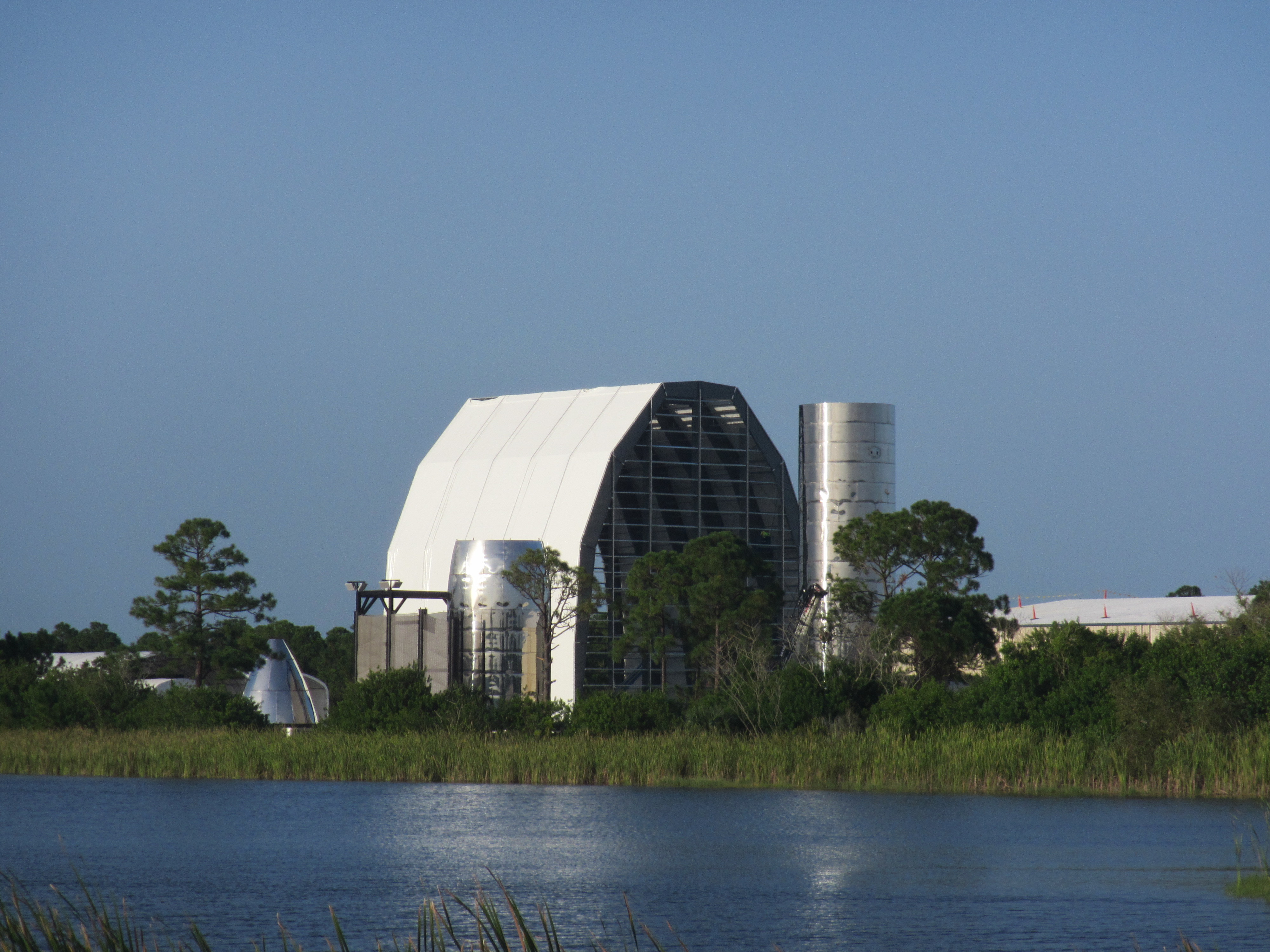
Starship Mk2.
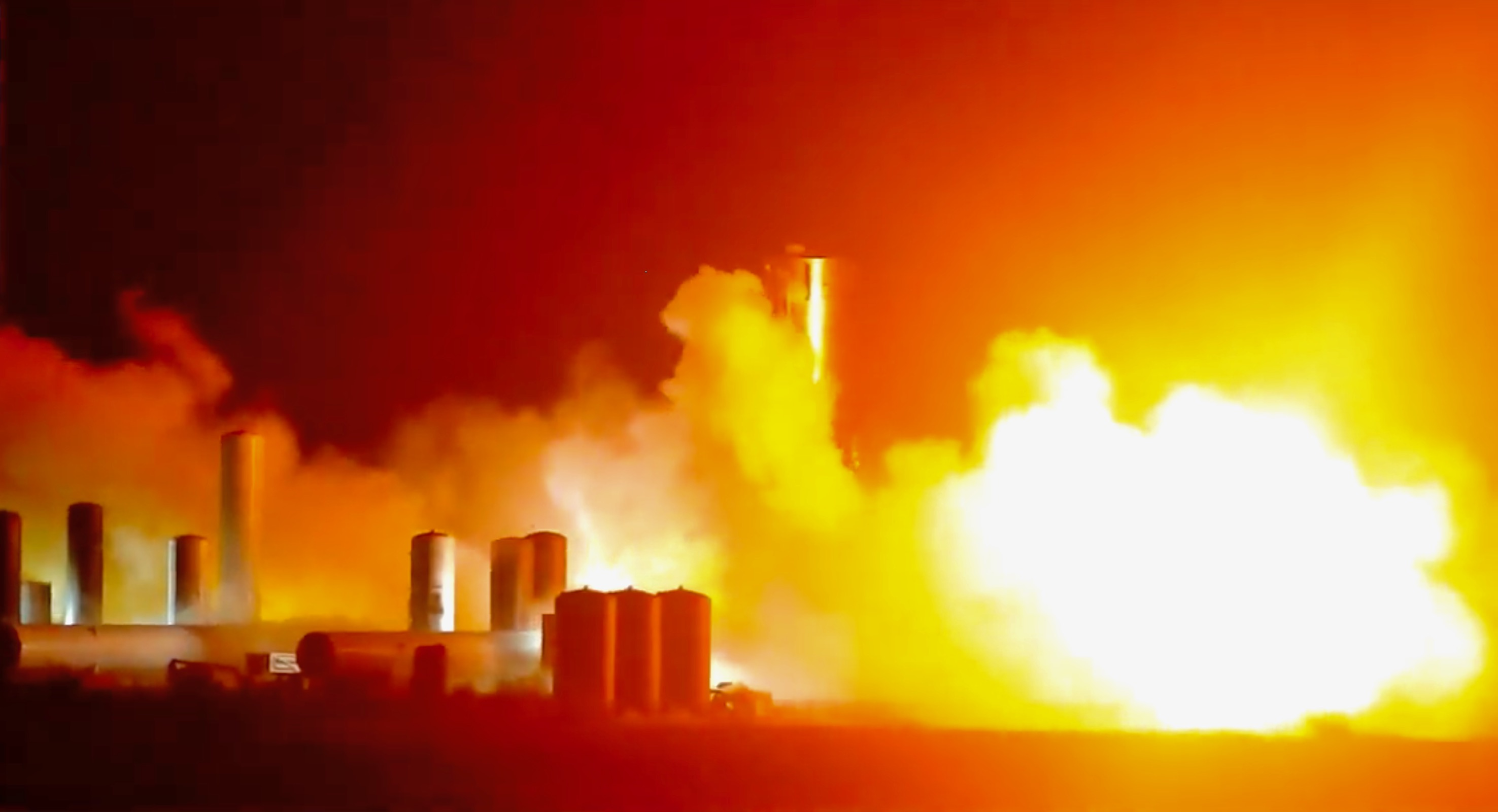
Test du moteur Raptor sur le Starship SN4, le 5 mai 2020.
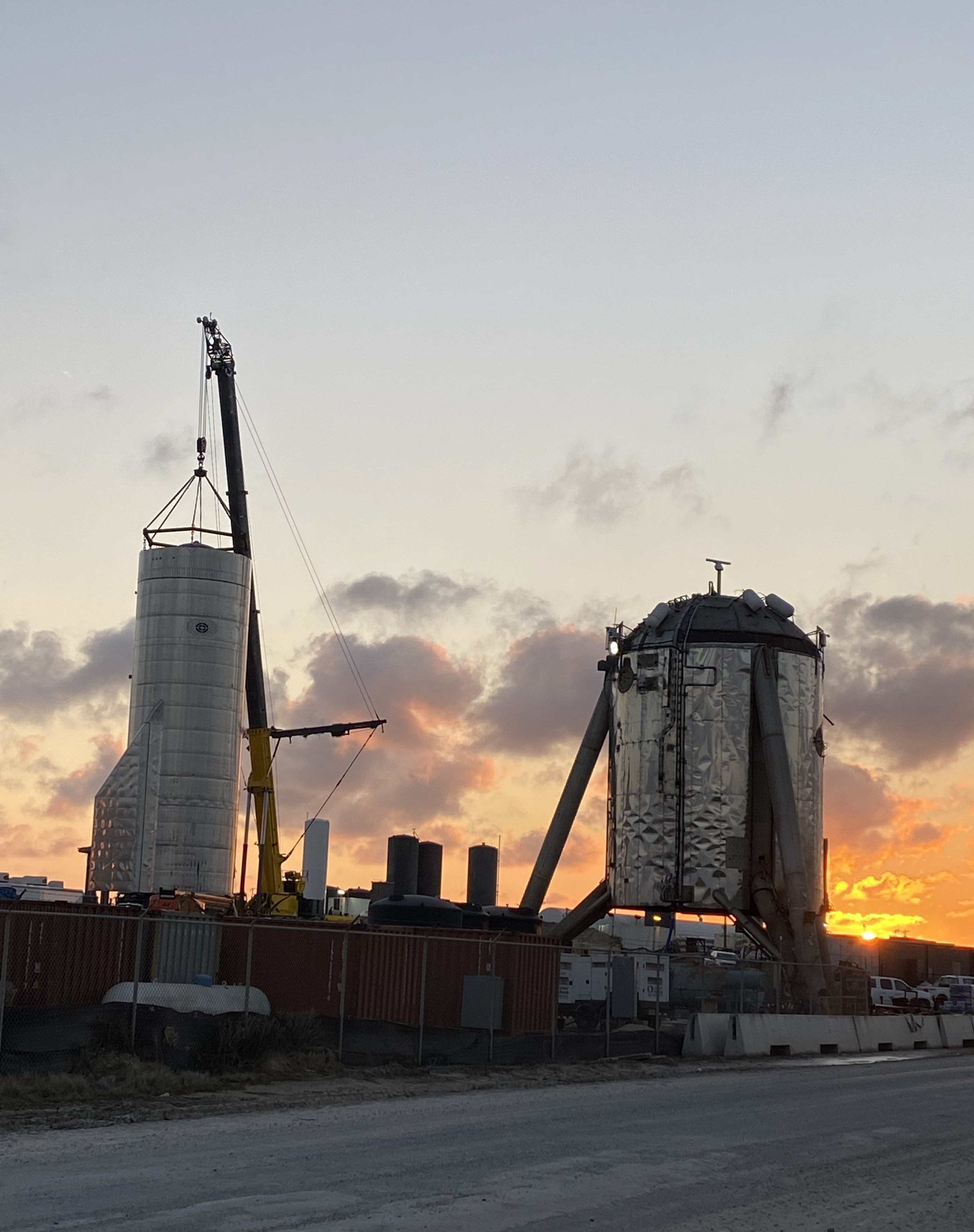
Coucher de soleil sur Starship SN8 et Starhopper.
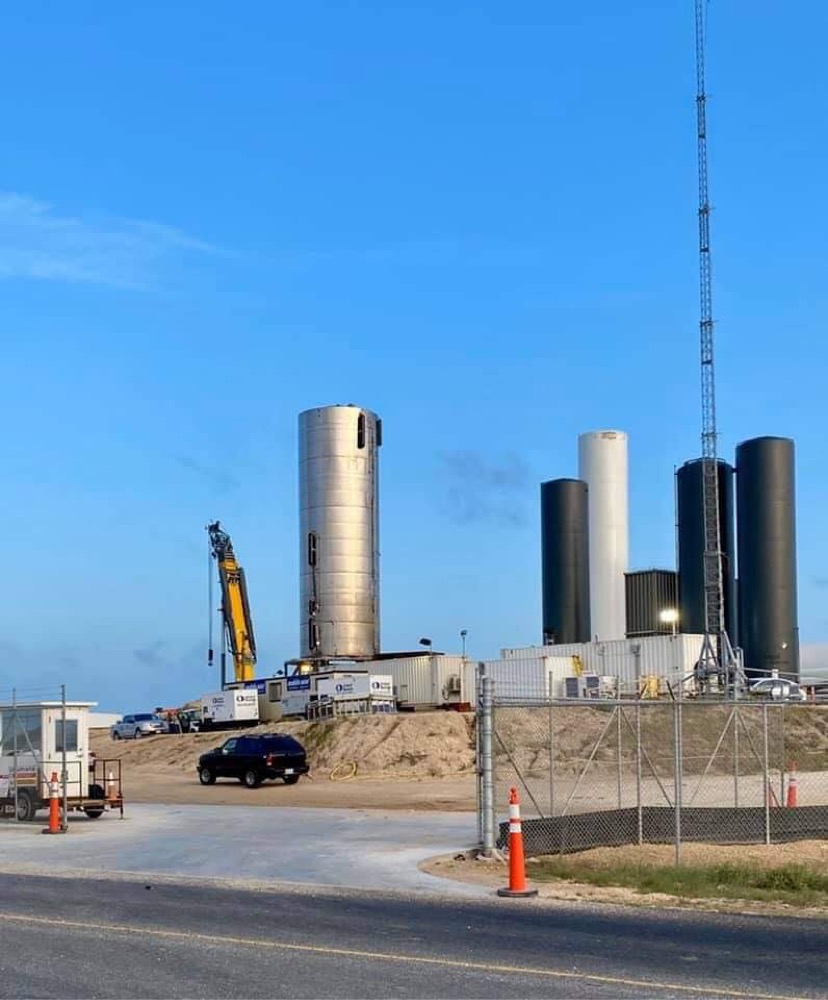
Starship SN5 et le parc de réservoirs (tank farm).
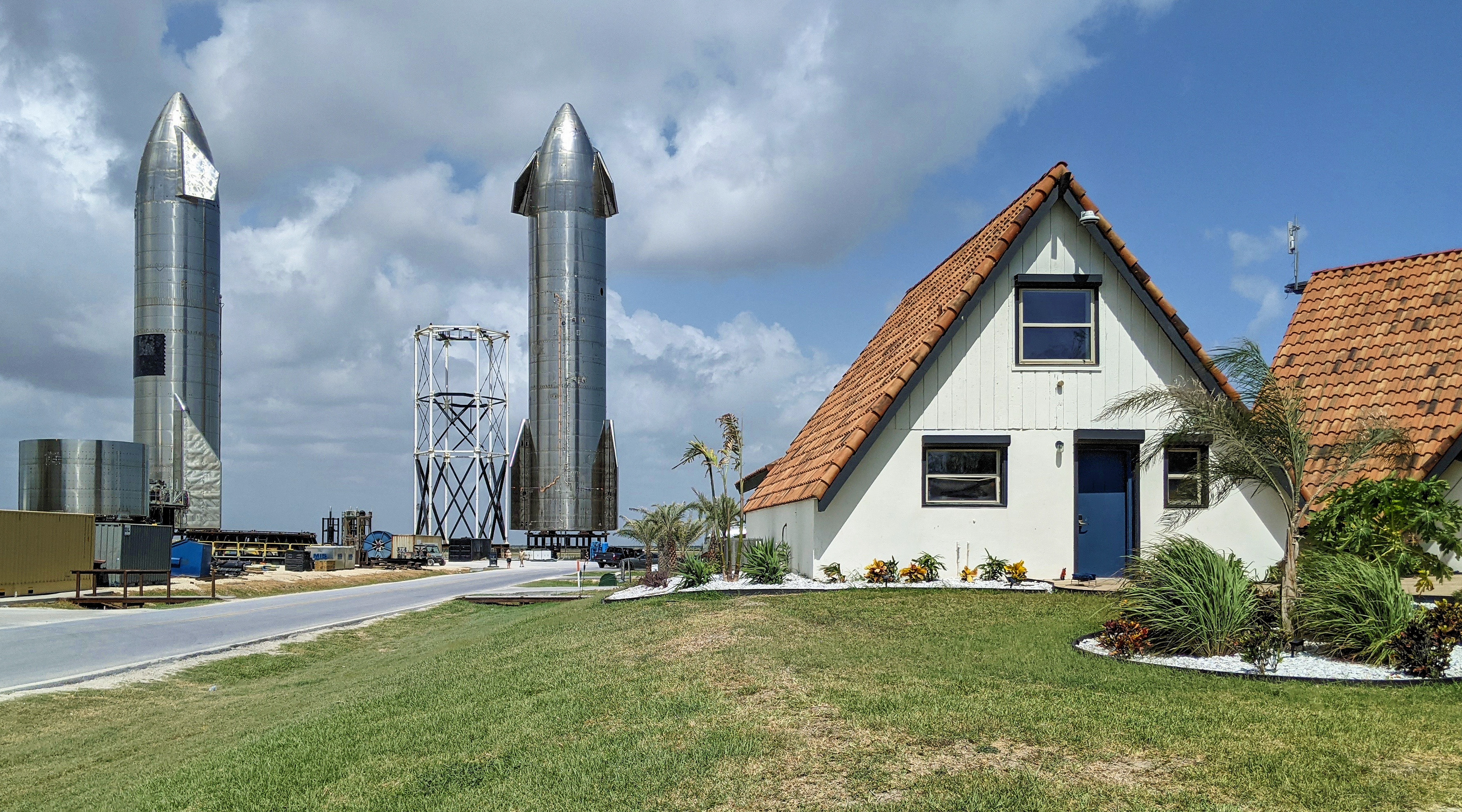
Les Starships SN15 et SN16.
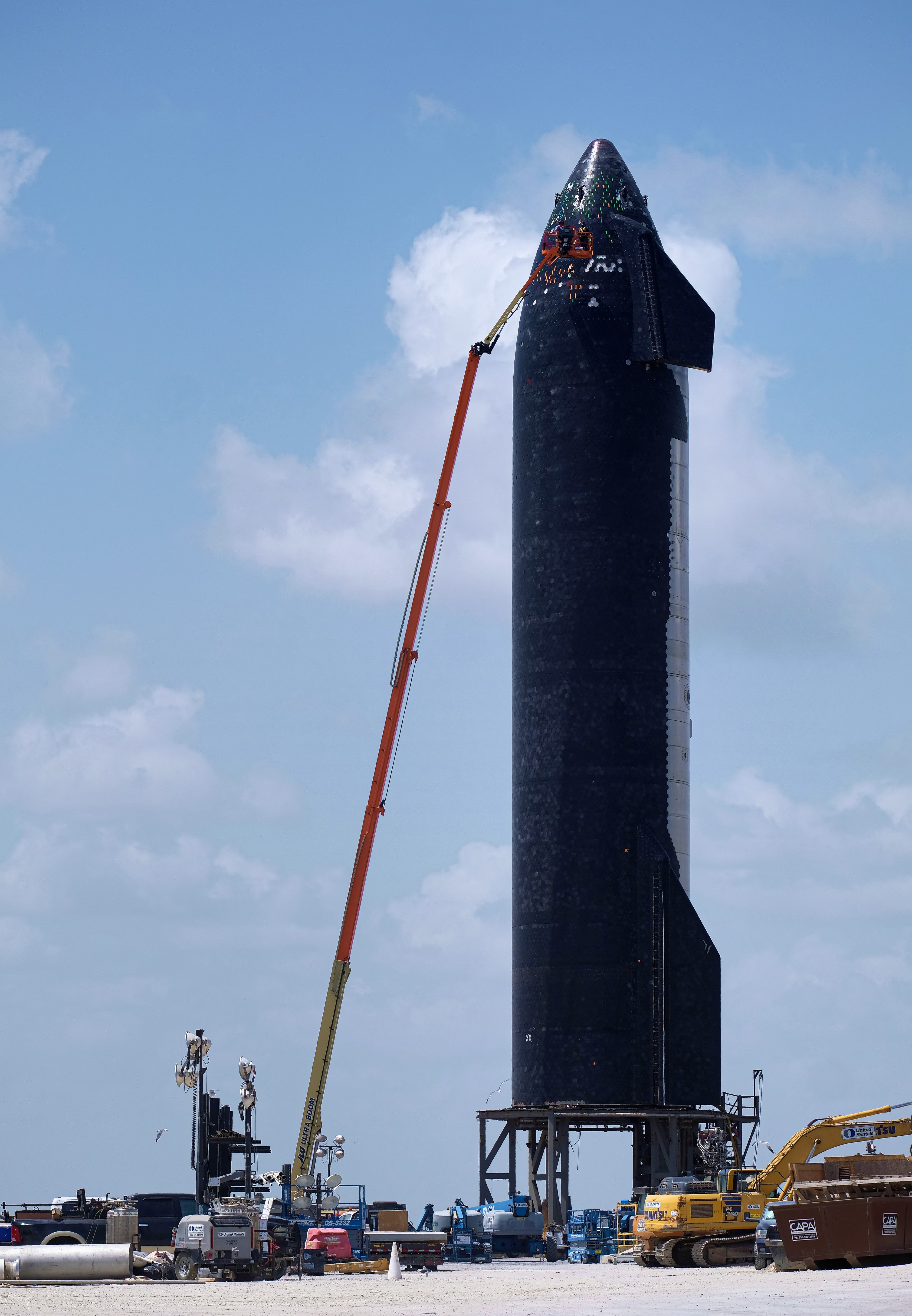
Starship S20.

Le site de production « Starbase ».
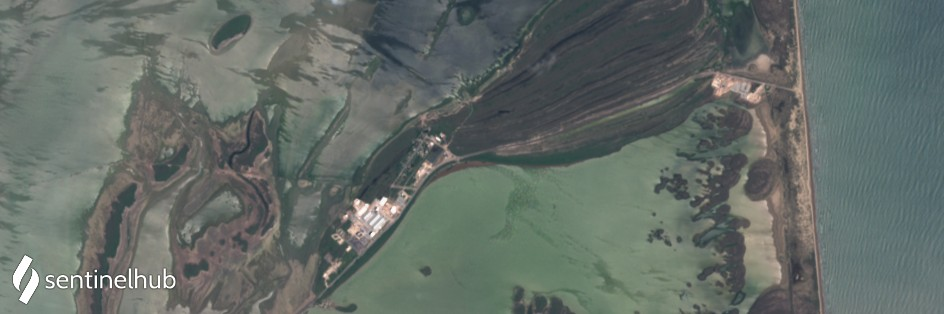
Boca Chica Village, au Texas (vue du ciel), le 9 août 2020.
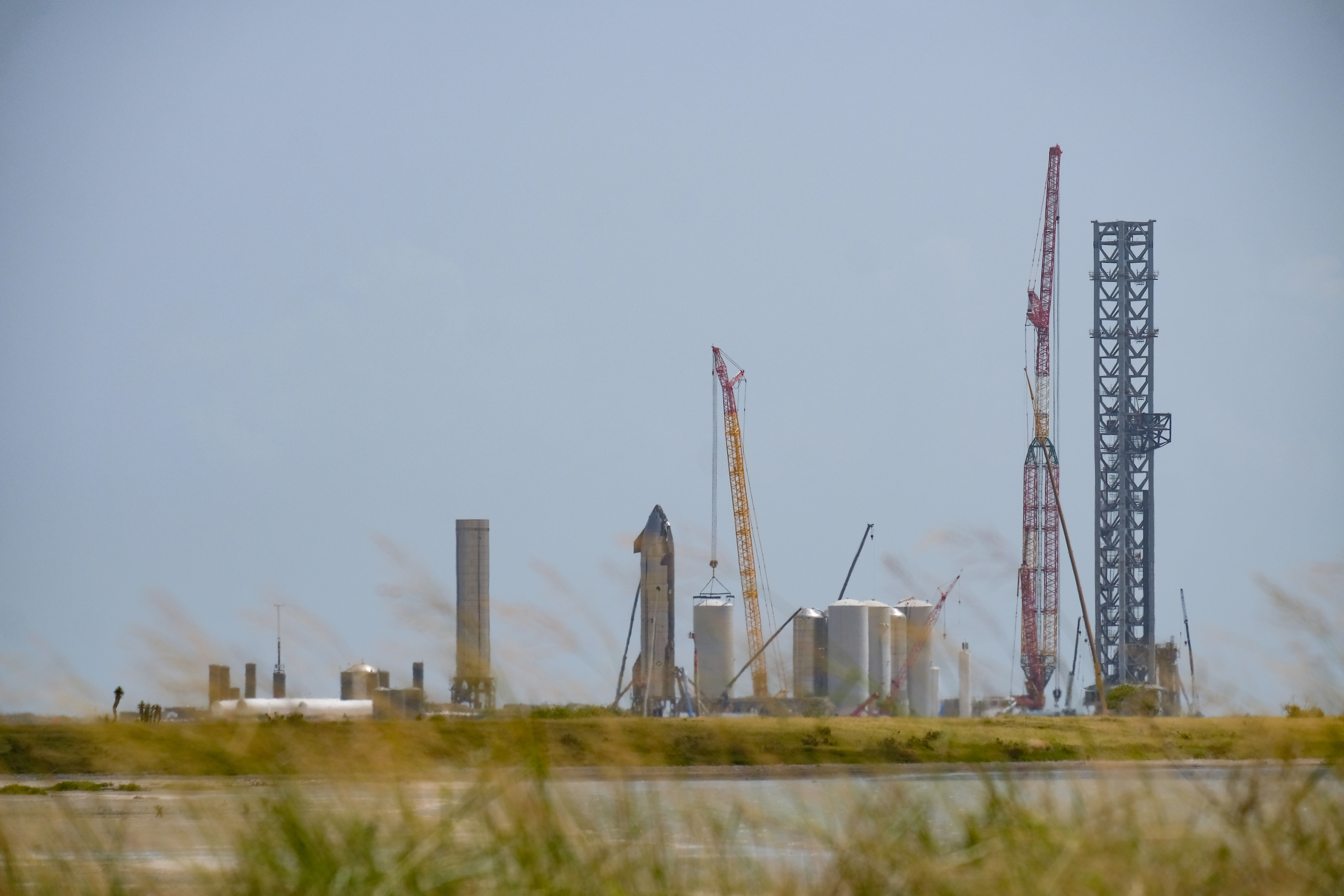
La base de lancement, avec le Starship S20 et le booster B3.
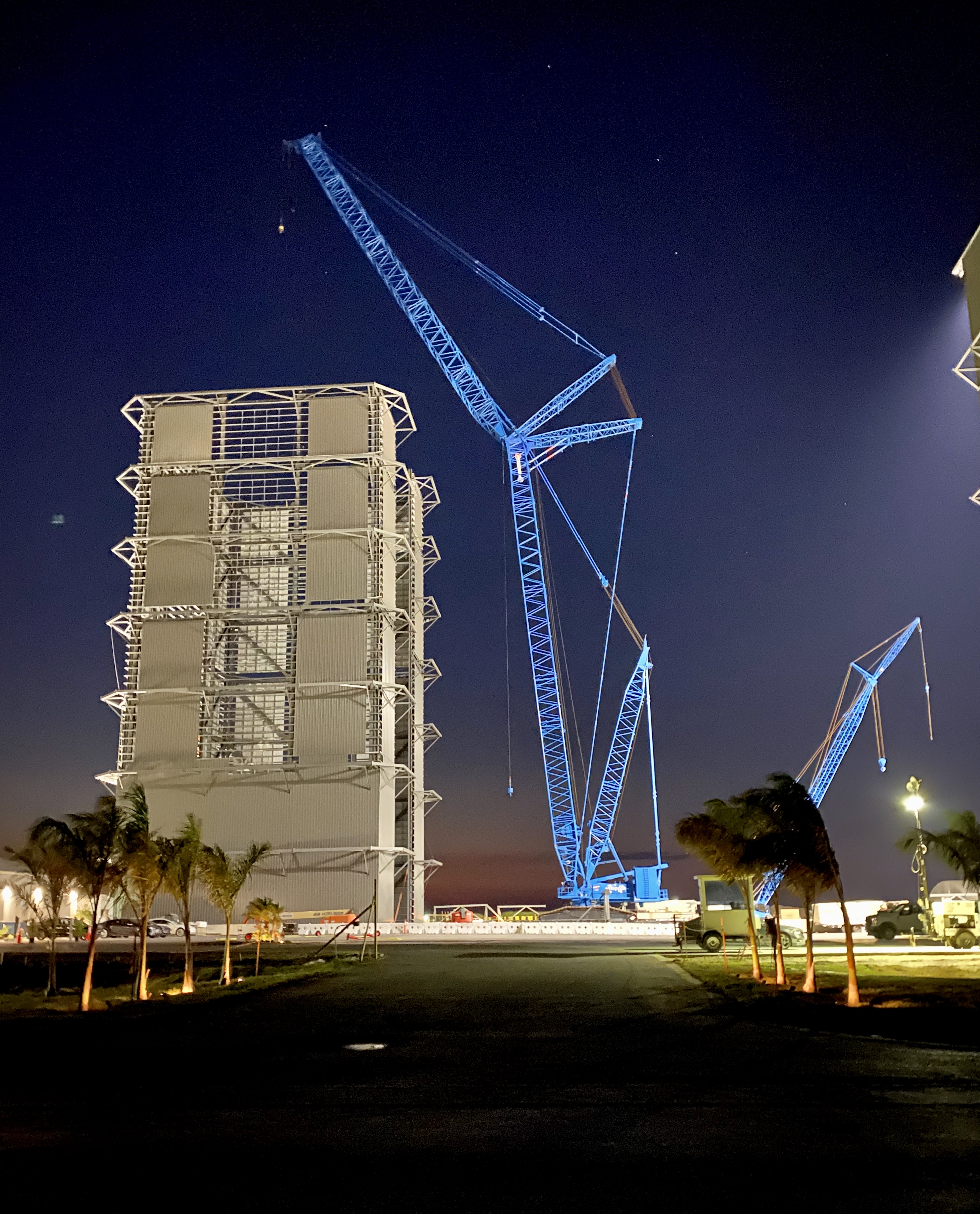
Baie haute (high bay) en cours de construction, le 22 août 2020.
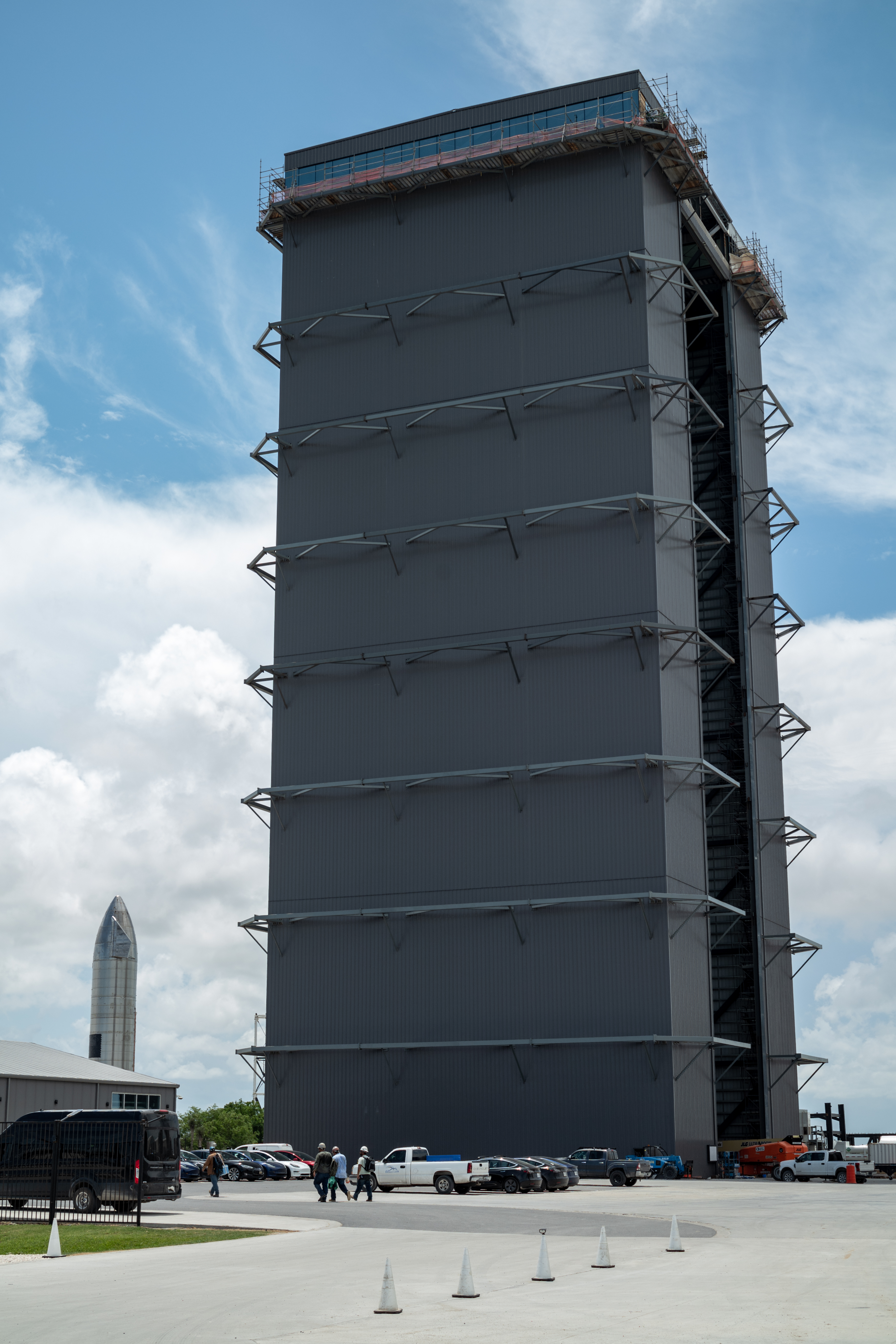
Bâtiment d'assemblage du Starship/SuperHeavy.